# Босния и Герцеговина во Второй мировой войне

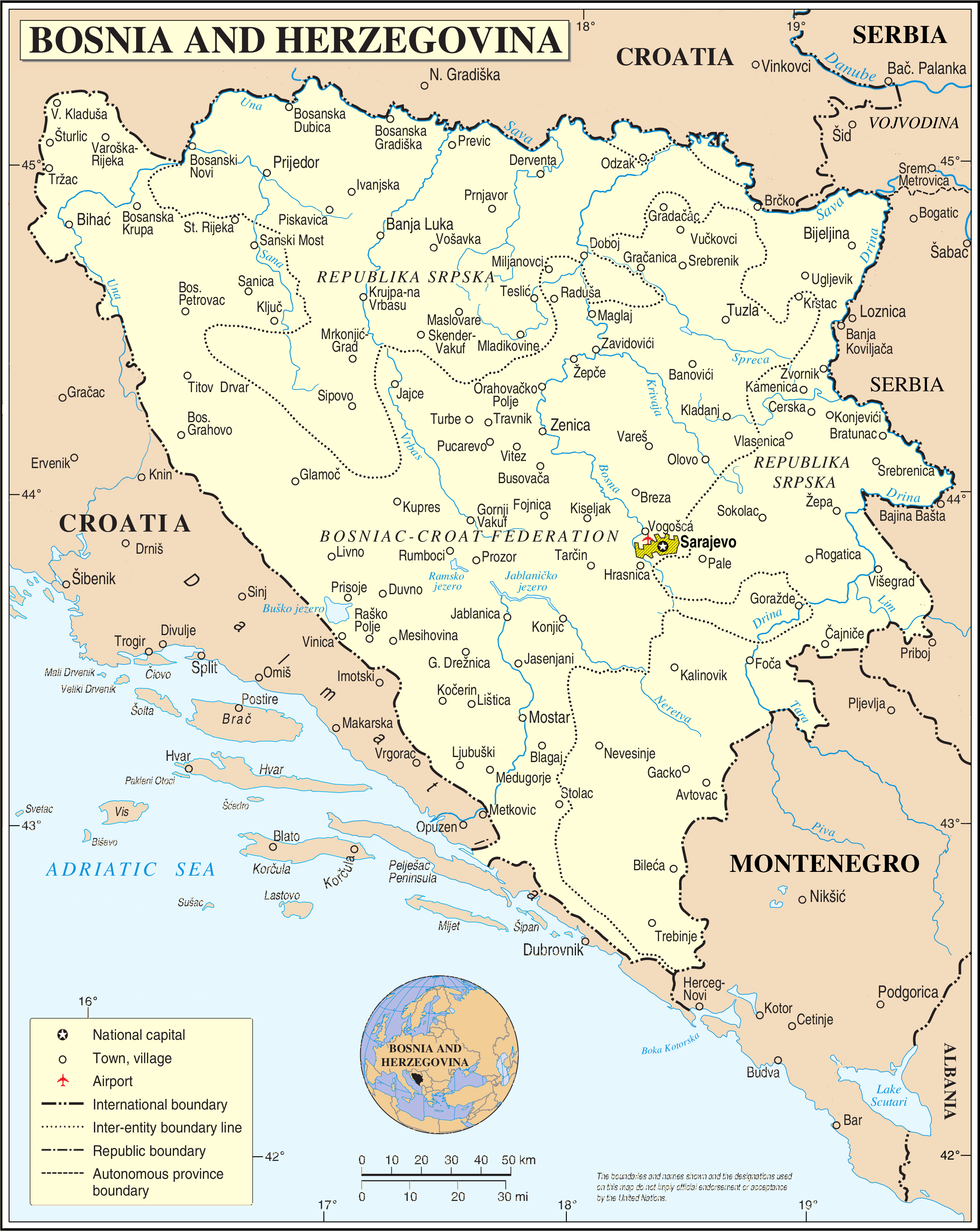
Босния и Герцеговина (наименования городов приведены по состоянию на 1993 год)

Босния и Герцеговина в период Второй мировой войны входила с апреля 1941 года до мая 1945 года в состав марионеточного Независимого государства Хорватия (НГХ), контролируемого нацистской Германией и фашистской Италией. Возникшее здесь в мае — июне 1941 года сопротивление преимущественно сербского населения террору усташей выросло с июля — августа в широкомасштабную борьбу двух идеологически противоположных антиоккупационных сил — народно-освободительного движения под руководством КПЮ (партизаны) и сербско-националистического четнического равногорского движения (четники, также ЮВуО) — против усташского режима НГХ, немецких и итальянских оккупантов.
1 октября 1941 года между партизанами и четниками Боснии и Герцеговины (БиГ) было заключено соглашение о сотрудничестве, действовавшее, однако, недолго. 30 декабря командующий четниками полковник Драголюб (Дража) Михайлович объявил, что с партизанами не может быть никакого сотрудничества, потому что их целью является социалистическая революция. В январе 1942 года партизанское руководство в воззвании к народу БиГ обвинило лидеров четников в саботаже народно-освободительной борьбы, ведении братоубийственной войны с партизанами и призвало сербов, хорватов и боснийцев-мусульман присоединиться к совместной борьбе с оккупантами, усташами и четниками. Эта борьба сил движения во главе с КПЮ за революционную социальную трансформацию общества, целью которой являлось свержение старого капиталистического общественного порядка и установление коммунистической власти в Югославии, продолжалась на территории БиГ до мая 1945 года.
Большую часть периода 1941—1945 годов Босния и Герцеговина была эпицентром борьбы с оккупантами, социалистической революции, гражданской войны и самых ожесточённых военных действий в Югославии. Здесь произошли легендарные события народно-освободительной войны, лежащие в основе партизанской мифологии в послевоенной СФРЮ: создание 1-й и 2-й Пролетарских бригад, Игманский марш, Битва на Козаре, Поход группы пролетарских бригад в Боснийскую Краину, битвы на Неретве и Сутьеске, а также немецкий десант на штаб Тито в Дрваре.
На протяжении войны значительная часть территории края, за исключением крупных городов, контролировалась партизанами и четниками. Вместе с тем населённые пункты и целые районы многократно переходили из рук в руки противников: так, власть в Фоче на протяжении войны менялась 27 раз. Лишь немногие линии коммуникаций, как например Мостар — Сараево — Добой, удерживались итало-немецкими войсками, а с октября 1943 — немецкими. Военные действия в Боснии и Герцеговине длились вплоть до конца мая 1945 года. После кровопролитных боёв части вермахта были изгнаны из Мостара 14 февраля, а из Сараева 6 апреля 1945 года. К 1 мая 1945 года Босния была очищена от немецких войск. В период с 12 до 15 мая на Зеленгоре были ликвидированы основные силы четников, в то время как бои за Оджак с окружёнными здесь усташами продолжались до 25 мая 1945 года.
В Боснии и Герцеговине с конца декабря 1941 года по июнь 1944 года находился Верховный штаб НОАЮ (за исключением кратковременного пребывания в Черногории весной 1943 года). Здесь состоялось учредительное собрание Антифашистского веча народного освобождения Югославии (АВНОЮ) и его II сессия, заложившая основу создания новой Югославии. Вторая сессия Земельного антифашистского веча народного освобождения Боснии и Герцеговины (ЗАВНОБиГ), проходившая с 30 июня по 1 июля 1944 года в Сански-Мосте, сформировала основы государственности Боснии и Герцеговины. После освобождения в 1945 году Босния и Герцеговина вошла в Федеративную Народную Республику Югославия на правах республики в основном в границах 1878—1918 годов.
Вклад Боснии и Герцеговины в освобождение Югославии был большим, чем вклад любой другой югославянской земли. При этом за годы войны здесь погибли около 316 000—328 000 (10,3 %) жителей, в том числе 174 000 гражданских лиц. По другим данным, потери составили около 407 000 человек.

## Босния и Герцеговина в предвоенный период
Босния и Герцеговина встретила Вторую мировую войну в составе Королевства Югославия, называвшегося до 1929 года Королевством сербов, хорватов и словенцев (Королевство СХС).

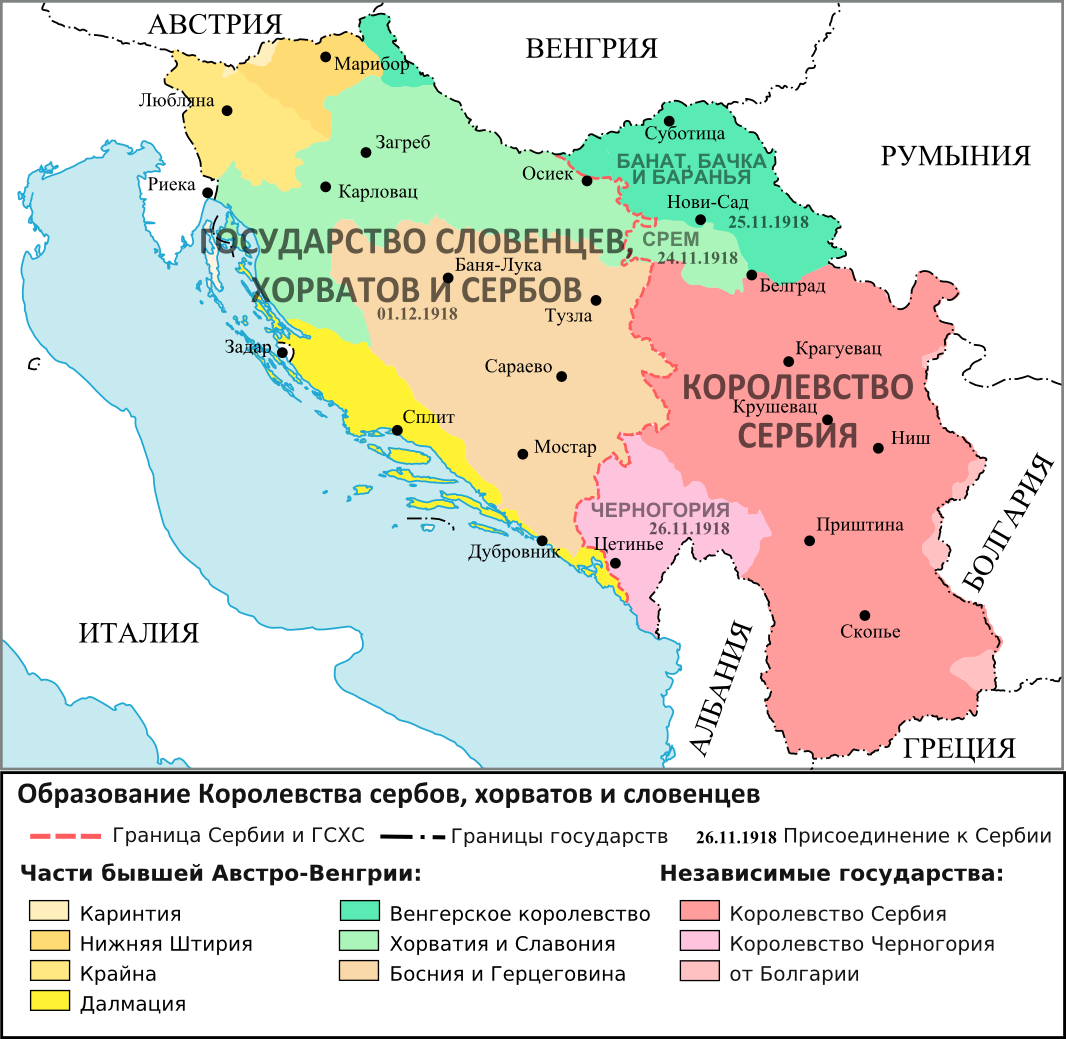

Создание Югославии осуществили под знаком унитарной концепции, основанной, по заключению этнолога Марины Мартыновой, на надуманной фикции «„югославянской нации“ как „троименного народа“, к которому относились сербы, хорваты и словенцы, но лишь в качестве племён». Вместе с тем в Королевстве СХС Босния и Герцеговина первоначально имела статус одного из краёв в границах, определённых Систовским мирным договором, и по Сен-Жерменскому договору между державами Антанты и Австрией, а также Видовданской конституции 1921 года сохраняла свою целостность. Однако сербские политики во имя идеи «Великой Сербии» постепенно централизовали властные полномочия в Белграде, поэтому краевая власть в БиГ была упразднена в 1924 году. В конце 20-х годов в Югославии произошёл конституционный и парламентский кризис. Его следствием стал придворный переворот 6 января 1929 года. Король Александр I Карагеоргиевич отменил Видовданскую конституцию, распустил Народную скупщину и объявил себя «носителем всей власти в государстве». 3 октября 1929 года государство переименовали в Королевство Югославия, а его территорию поделили на бановины. При этом земли БиГ распределили между четырьмя бановинами — Врбасской, Дринской, Зетской и Приморской — таким образом, чтобы там, где это возможно, сербы составляли большинство населения. Админцентры двух бановин находились в Боснии и Герцеговине (Сараево и Баня-Лука), а двух других — за её пределами (Сплит и Цетине). В Дринской и Врбасской бановинах большинство составляли сербы, в Приморской — хорваты, а в Зетской — сербы и черногорцы. Во всех этих бановинах мусульмане оказались в меньшинстве.
Реализуемая с 1929 года программа открытой унитаризации Югославии превращала территорию Боснии и Герцеговины в пространство, на котором боснийцы, сербы и хорваты должны были стать единой нацией. Однако хорватская и сербская нации к тому времени уже были прочно сформированы, а боснийцы-мусульмане имели свои определённые чувства национальной идентичности и самобытности и игнорировали идею «троединого народа». Поэтому насильственная попытка изменить необратимые социальные процессы только усугубляла напряженность политической обстановки в стране. Централизованная система власти в многонациональной Югославии не функционировала. Ничего не изменилось и после принятия новой конституции 3 сентября 1931 года. В результате, чтобы противостоять хорватскому сепаратизму, югославское правительство создало в августе 1939 года автономную хорватскую административную единицу в составе королевства, получившую название Бановина Хорватия. В её состав включили 13 районов Боснии и Герцеговины: Кониц, Мостар, Столац, Любушки, Дувно, Ливно, Прозор, Бугойно, Травник, Фойница, Дервента, Градачац и Брчко. Остальная большая часть БиГ осталась в пределах Врбасской, Дринской и Зетской бановин, подчинённых правительству в Белграде. Таким образом Босния и Герцеговина была разделена между Сербией и Бановиной Хорватия. Мусульмане в разделении не участвовали и с ними по этому поводу не советовались.
Вместе с тем Югославянская мусульманская организация (ЮМО), являвшаяся политической партией мусульман, ещё в январе 1933 года требовала в так называемых Сараевских пунктациях, чтобы Босния и Герцеговина «в рамках будущей демократической, конституционной и парламентской организации государства» была одной из равноправных единиц, а её границы были бы идентичны старым границам БиГ. Теперь, в ноябре 1939 года, президент партии Джафер Куленович предложил сформировать Боснийскую бановину, которая простиралась бы в пределах исторических границ Боснии и Герцеговины. Это предложение было поддержано мусульманами — общественными деятелями, всеми мусульманскими обществами и учреждениями, представителями Исламского объединения, а также представителями деловых кругов в Сараеве. В конце 1939 года возникло движение за автономию БиГ, однако до формирования отдельной политико-территориальной единицы не дошло ввиду противодействия политиков в Белграде и Загребе.
Автономистские устремления мусульман и хорватов БиГ оказали сильное влияние на сближение сербских общественных и политических кругов. Следствием стало движение за создание «единого сербского политического фронта» с целью формирования Сербской бановины в составе Королевства Югославия. Сербский культурный клуб в Белграде, объединивший сербскую интеллигенцию, отстаивал точку зрения, что в Югославии помимо хорватского существует ещё и сербский вопрос и он может быть решён только путём создания Сербской бановины, призванной воплотить в жизнь идею Великой Сербии в составе югославского государства. Идея автономии Боснии и Герцеговины отвергалась, так как БиГ якобы имела сербский характер и её автономия не имела под собой никаких оснований. Организации Сербского культурного клуба, а также всех сербских обществ, объединений и учреждений в Боснии и Герцеговине работали над объединением всех сербских сил в «единый фронт сербского народа» под лозунгами «Сербы, соберитесь вместе!» (серб. Срби на окуп!) и «Сильное сербство — сильная Югославия!» (серб. Јако српство — јака Југославија!). Инициированное Сербским культурным клубом движение «Сербы, соберитесь вместе!» стало предтечей четнического равногорского движения на югославских землях в период 1941—1945 годов. Великосербское движение вызывало страх в мусульманском обществе перед реакцией сербов на движения, которые выступали за хорватскую и, прежде всего, за боснийскую автономию. Этот страх способствовал объединению мусульман накануне Второй мировой войны.
Несмотря на требования мусульман и сербов дальнейшей всеобъемлющей государственной реформы в Югославии не произошло, а национальные антагонизмы в «политически запущенной и деградированной» Боснии и Герцеговине дошли к апрелю 1941 года до «кипения». При этом в районах Врбасской и Дринской Бановин до апреля 1941 года действовали различные объединения четников, гораздо более активные, чем в Бановине Хорватия. По заключению историка Иво Голдштайна, впоследствии это привело к тому, что на территории БиГ политика усташской мести сербам проявилась гораздо сильнее, чем в других частях НГХ. В ответ настроения мести охватили ряды четнического равногорского движения. Таким образом Босния и Герцеговина стала в годы Второй мировой войны ареной ещё более серьёзного межэтнического конфликта, чем Хорватия, а территория НГХ — ареной несравненно более сильного конфликта, чем другие части Югославии того времени и чем большая часть оккупированной нацистами Европы.

## Население БиГ накануне Второй мировой войны
Босния и Герцеговина представляла собой преимущественно аграрную страну. 75—80 % жителей (более 2,5 миллиона из примерно 3 миллионов человек, живших в БиГ в 1941 году) существовали за счёт сельского хозяйства и животноводства, испытывавшего сильное влияние остатков феодального строя (который, как отмечает Хорватская энциклопедия, «в некоторых областях даже преобладал»). Основу агросектора составляли небольшие хозяйства с нерентабельным производством. При этом около 69 % хозяйств не могли удовлетворить потребности занятого в них населения. Нерентабельное и малоэффективное хозяйство БиГ, наряду с высокими темпами роста населения (более 20 %), привело к большой бедности народа страны.
Согласно последней предвоенной переписи 1931 года, численность населения БиГ составляла 2,3 миллиона человек. Национальный состав БиГ был неоднородным и разделённым по конфессионной принадлежности на три основные группы: православные-сербы — чуть больше 1 миллиона человек (44,25 %), боснийцы-мусульмане — 718 тысяч человек (30,90 %) и католики-хорваты — 547 тысяч человек (23,58 %). Не доведенная до завершения аграрная реформа оставила много недовольных её результатами, а решение крестьянского вопроса использовалось правящими сербскими кругами и партиями БиГ в целях политических спекуляций и шантажа. По этой причине национальный вопрос формально отождествлялся с проблемами крестьянства.
Бедность и преимущественно сельский состав населения БиГ дополнялись его малограмотностью. В 1941 году более 70 % населения БиГ оставалось неграмотным. Образование было привилегией лишь узкого круга людей, в основном из богатых семей, а просвещение находилось на низком уровне.

## Югославия в начале Второй мировой войны: сентябрь 1939 года — март 1941 года
С началом Второй мировой войны Югославия в дипломатических отношениях с воюющими сторонами последовательно прилагала усилия, направленные на предотвращение втягивания её в войну. 4 сентября 1939 года королевское правительство заявило о нейтралитете Югославии, однако страна подвергалась последующему давлению Германии, стремящейся подчинить её своей внешней политике. Это давление активизировалось, когда поражение Франции стало очевидным. Как следствие, под натиском Германии Югославия была вынуждена во второй половине июля 1940 года отказаться от экспорта в страны, находившиеся в войне с Третьим рейхом. После нападения Италии на Грецию 28 октября 1940 года и последовавшей за этим цепочки присоединений к Тройственному пакту Венгрии (20 ноября 1940 года), Румынии (23 ноября 1940 года), Словакии (24 ноября 1940 года) и Болгарии (1 марта 1941 года), Югославия была поставлена перед выбором: или стать членом «оси», или в случае агрессии с их стороны полагаться на успех сопротивления по примеру Греции.
Угроза войны с нацистской Германией вынудила правительство Югославии во главе с Драгишей Цветковичем подписать в Вене 25 марта 1941 года протокол о присоединении страны к Тройственному пакту. Этот шаг правительства был поддержан Хорватской крестьянской партией (ХКП), а ЮМО «не выступила против присоединения», таким образом фактически согласившись на него. Однако, несмотря на отсутствие в протоколе каких-либо военных обязанностей, подписание акта королевским правительством вызвало массовый протест сербов, в том числе немалой части офицерского корпуса. В результате последовавшего вслед за этим государственного переворота правительство Цветковича было 27 марта низложено, а премьер-министром страны объявлен генерал армии Душан Симович. Хотя министр иностранных дел Момчило Нинчич сообщил 30 марта германскому и итальянскому посланникам, что югославское правительство остаётся верным своим обязательствам, принятым 25 марта в Вене, этот шаг явился запоздалым, так как ещё 27 марта, в ответ на путч в Белграде, Гитлер принял решение о нападении на Югославию, чтобы уничтожить её как державу.
В преддверии войны Германия и Италия позаботились о том, чтобы использовать «хорватский фактор» с целью разгрома Югославии и создания нового территориально-государственного порядка вместо подлежавшего уничтожению югославского государства. С конца марта Бенито Муссолини предпринял меры для переброски в Хорватию с началом военных действий вождя (поглавника) хорватского движения усташей Анте Павелича и его соратников, находившихся в Италии (примерно 250 чел.). Усташи должны были провозгласить отделение Хорватии от Югославии и создание «хорватской государственности», которая на деле находилась бы под итальянским контролем, а также обеспечить путём заключения соглашения включение Далмации в состав Италии. В свою очередь Германия незадолго до нападения на Югославию направила в Загреб штандартенфюрера СС Эдмунда Везенмайера с заданием форсировать сепаратистские процессы в Хорватии. В следующие дни немецкие эмиссары в ходе негласных контактов попытались склонить лидера ХКП Владко Мачека к провозглашению отделения Хорватии от Югославии, но их предложения были отклонены. После этого германская сторона сделала выбор в пользу сотрудничества с усташскими функционерами, действующими в Хорватии и группировавшимися вокруг отставного полковника Славко Кватерника.

## Апрельская война и капитуляция Югославии

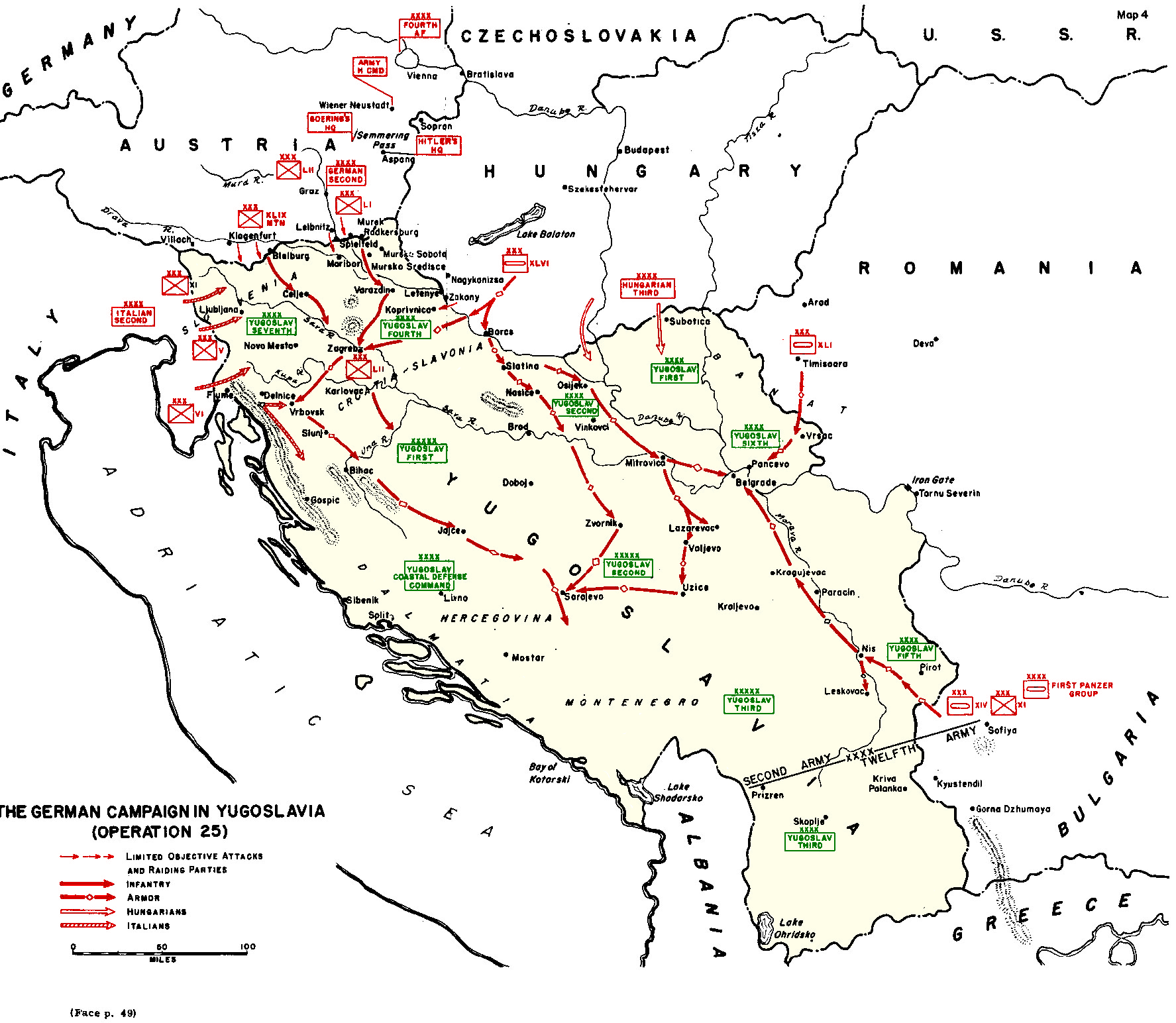
Вторжение держав «оси» в Югославию в апреле 1941 года

Согласно мемуарным утверждениям, первые агентурные сведения о дате предстоящего немецкого нападения сообщил югославскому правительству 2 апреля 1941 года военный атташе Югославии в Германии полковник Владимир Ваухник. И до их получения и после, как считает с.н.с. Института славяноведения Леонид Гибианский, Симович «надеялся на возможность предотвратить нападение или хотя бы оттянуть его политико-дипломатическими средствами» с помощью СССР. Однако этот расчёт оказался нереалистичен. Военные действия против Югославии вермахт начал без объявления войны рано утром 6 апреля 1941 года. Первыми подверглись ударам с воздуха Белград, все аэродромы и объекты югославской авиации. В то же время бронетанковые, моторизованные и пехотные части немецкой 12-й армии начали наступление из Юго-Западной Болгарии на югославскую Македонию. 7 апреля пал Скопье, чем была прервана стратегическая линия коммуникации Белград — Салоники и связь с британскими войсками в Греции. 8 апреля немецкие войска из Болгарии вторглись в Сербию и устремились на север к Белграду. Четыре дня спустя вместе с немецкими войсками, продвигавшимися из Румынии, они без боя заняли столицу Югославии — Белград. 7 апреля части 2-й немецкой армии развернули из Австрии и Западной Венгрии наступление в Хорватии и Словении. 10 апреля, когда югославская армия оставила Загреб, а немецкие войска были на подступах к городу, лидер загребских усташей Славко Кватерник, действуя в контакте с немецкими эмиссарами, провозгласил в резиденции бана и по радио декларацию об образовании НГХ. В этот же день — 10 апреля — немецкие войска заняли Загреб. К этому времени югославские войска были в полном беспорядке, сдавались и отступали во всех местах, кроме границы с Албанией. 13 апреля части 14-й танковой дивизии вступили на территорию Боснии и Герцеговины. 15 апреля немцы пленили вблизи Сараева югославское верховное командование. 17 апреля в Сараеве был подписан акт капитуляции Югославии перед вооружёнными силами держав «оси».
По оценке немецкого историка Клауса Шмидера, капитуляция югославского государства стала беспрецедентным военным и политическим поражением королевской власти. В военном отношении потому, что продолжительность кампании (11 дней) и потери, понесённые на стороне Германии, резко контрастировали с героической оборонительной борьбой Сербского королевства против многократно превосходящих сил немецко-австрийско-болгарских армий в 1914—1915 годах. Политически, потому что конфликт был вызван политическим переворотом 27 марта 1941 года, ставшим попыткой отвергнуть федеральные эксперименты в стране. Правящий режим Королевства Югославия проявил не только неспособность в достижении внутриполитического консенсуса, но и ещё большую несостоятельность на поле боя. В условиях краха государства единственной политической силой в оккупированной стране, выступающей за югославское единство, осталась Коммунистическая партия Югославии.

## Раздел Югославии. Включение БиГ в состав НГХ

### Мотивы Германии и Италии при разделе Югославии
Германия и Италия при разделе побеждённой Югославии руководствовались разными мотивами. Германия стремилась обеспечить свои политические, военные и экономические цели на Балканах. Они включали ликвидацию Версальского порядка, контроль над транспортными путями и обеспечение доступа к необходимым для войны экономическим ресурсам региона, а также предотвращение высадки сил западных союзников. Италия рассматривала Юго-восточную Европу как собственную историческую сферу влияния и часть своей естественной среды обитания (итал. spazio vitale), простиравшуюся от Адриатики до Африки и Ближнего Востока. Последующая оккупационная практика Германии и Италии выявила постоянные трения между союзниками и серьёзные конфликты их интересов. Как отметила Мари-Жанин Калик, союзники Гитлер и Муссолини были равны только формально. «Большую часть времени Муссолини проигрывал».

### Включение БиГ в НГХ

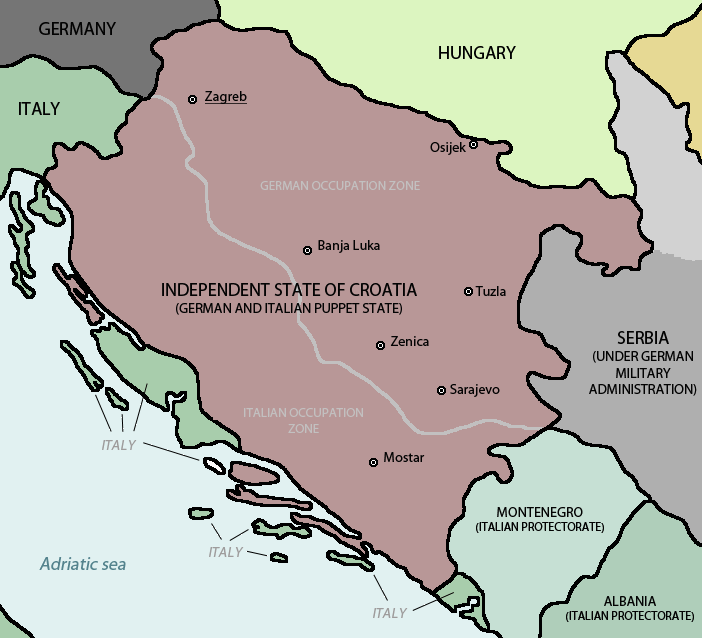
Демаркационная линия между итальянской и немецкой сферами военного контроля в НГХ

После капитуляции Югославское государство было расчленено в ходе германско-итальянских переговоров в Вене 20—22 апреля 1941 года, а на части его разделённых территорий по решению Гитлера и Муссолини создано Независимое государство Хорватия с установленным здесь, по сути, квислинговским режимом власти усташей. По заключению историка Михаэля Портмана, раздел Югославии характеризовался «отсутствием плана и невежеством, вызванным антисербскими импульсами Гитлера». Вместе с тем, по определению историка Марко Аттилы Хоара, НГХ стало, «по существу, итало-германским буферным государством». Гитлер и Муссолини фактически рассматривали НГХ как зону оккупации. Ещё 12 апреля 1941 года Гитлером было принято решение о разделении территории НГХ на немецкую (северо-восточную) и итальянскую (юго-западную) сферы военного контроля. Демаркационная линия между двумя сферами пролегала через Боснию и Герцеговину южнее городов Босански-Нови, Приедор, Баня-Лука, Яйце, Дони-Вакуф, Травник, южнее Сараева до Устипрачи и Рудо. В дальнейшем, по ходу войны, германское влияние в НГХ росло за счёт Италии.
Включение Боснии и Герцеговины в НГХ согласовали на Венской конференции министров иностранных дел Германии и Италии 21—22 апреля 1941 года. Римские договоры от 18 мая 1941 года завершили окончательный раздел Югославии и подтвердили вхождение Боснии и Герцеговины в состав НГХ. Договоры закрепляли за Италией роль «гаранта» политической независимости и территориальной целостности НГХ. Наряду с этим Римскими договорами была утверждена аннексия Италией районов Горски-Котара, Хорватского Приморья и Далмации с островами, а также частичный контроль над территорией Независимого государства Хорватия. Территориальные потери, понесённые НГХ в результате римских договоренностей, были болезненно восприняты хорватами, в том числе в усташском движении, и вызвали серьёзные антитальянские настроения, а также критическое отношение к усташской власти среди разных слоёв хорватского населения.

### БиГ в административном устройстве НГХ

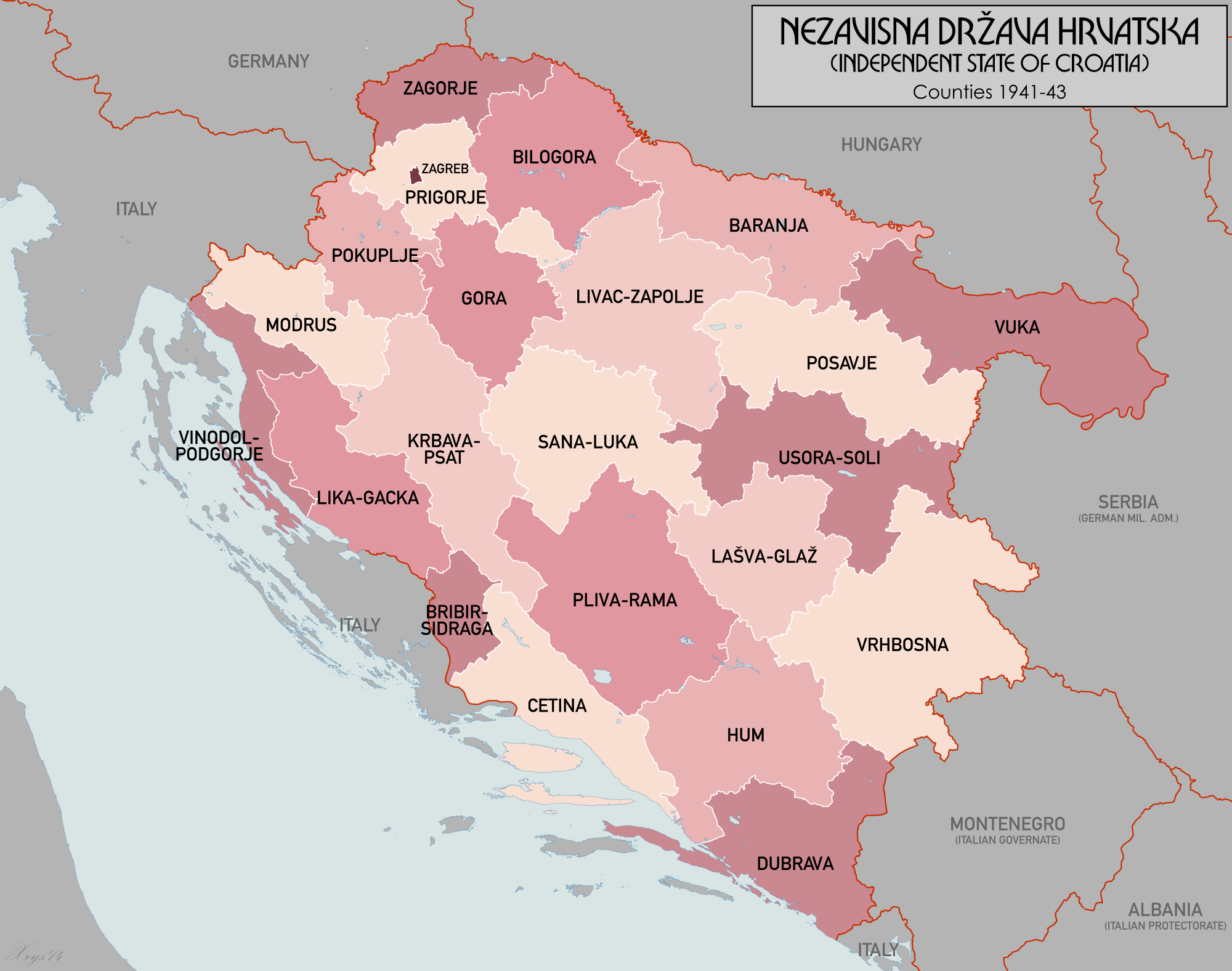
Административное деление Независимого государства Хорватия

Усташскую власть в Боснии и Герцеговине установили к июлю 1941 года. Было введено новое административное деление, которое должно было служить цели интеграции БиГ в составе НГХ. Так, 12 из 22 больших жупаний НГХ включали полностью или частично земли Боснии и Герцеговины. Полностью находились на исторической боснийской территории шесть больших жупаний: Врхбосна (админцентр Сараево), Глаж, Плива и Рама (Травник), Крбава-Псат (Бихач), Сана-Лука (Баня-Лука), Усора-Соли (Тузла), а также Хум (Мостар). При этом большие жупании Крбава-Псат и Хум включали земли за пределами Боснии и Герцеговины. Остальные жупании были разделены так, чтобы большинство их населения составляли католики. Названия жупаний соответствовали наименованиям периода раннефеодальной Хорватии или боснийского средневекового государства, что должно было утверждать якобы историческое право Хорватии на боснийские земли. В соответствии с великохорватской националистической усташской идеологией такое разделение должно было стереть административную границу между Хорватией и Боснией и Герцеговиной, а также вытеснить её из сознания людей.

## НГХ как часть оккупационной системы
По определению Леонида Гибианского, НГХ являлось по сути частью оккупационной системы, установленной на территории потерпевшей поражение Югославии. Согласно пояснению историка из Берлинского университета имени Гумбольдта Занелы Шмид, НГХ должно было удовлетворять интересы Германии и Италии. «Германия была в первую очередь заинтересована в экономической эксплуатации НГХ, в то время как Италия видела его в своём жизненном пространстве, со всеми вытекающими отсюда последствиями». Для этого усташский режим был обязан «предоставить обоим партнёрам „оси“ гарантию неограниченного доступа без необходимости дальнейшего участия в управлении и администрировании территории». Однако начатое усташами вскоре после обретения власти преследование национальных меньшинств привело к восстаниям и нестабильности, создавшим «идеальную питательную среду» для движения Сопротивления. В результате Германии и Италии пришлось остаться на территории НГХ, чтобы сохранить своё влияние и привилегии. Созданные Германией и Италией «„зоны влияния“ де-факто всё больше превращались в зоны оккупации в результате присвоения немцами и итальянцами полномочий в ущерб „суверенного“ хорватского государства». Поэтому Занела Шмид расценивает присутствие Германии и Италии в их «зонах влияния» на территории НГХ как немецкую и итальянскую оккупацию, «даже если они значительно отличались от реальных оккупированных территорий, таких как Сербия».

### Немецкая оккупационная система
После вывода с территории БиГ в начале июня 1941 года последних дивизий, принимавших участие в Югославской операции, их сменила оккупационная 718-я пехотная дивизия. Она контролировала часть Боснии и Герцеговины к северу от демаркационной линии и район к северу от реки Савы (Сремска-Митровица, Славонски-Брод, Стара- и Нова-Градишка, Кутина). 718-я пехотная дивизия подчинялась штабу 65-го корпуса особого назначения в Белграде. Помимо 718-й пехотной дивизии на территории НГХ имелись подразделения для обеспечения связи, охраны рудников и шахт, промышленных объектов, складов и т. д. По оценкам, накануне восстания 1941 года в БиГ дислоцировалось две трети (около 8000 человек) от всей численности немецких оккупационных войск в НГХ.
С начала 1942 года на территории БиГ также действовали оперативные формирования вермахта. Их количество, размер, место и время действия зависели от задач борьбы с партизанами. Штабам этих оперативных соединений в районах боевых действий подчинялся весь немецкий оккупационный аппарат, а также военные и гражданские власти НГХ. В таких случаях хорватское правительство назначало своего уполномоченного в немецкий оперативный штаб, на которого возлагались функции поддержания связи между немецкими военными властями и гражданскими властями НГХ.

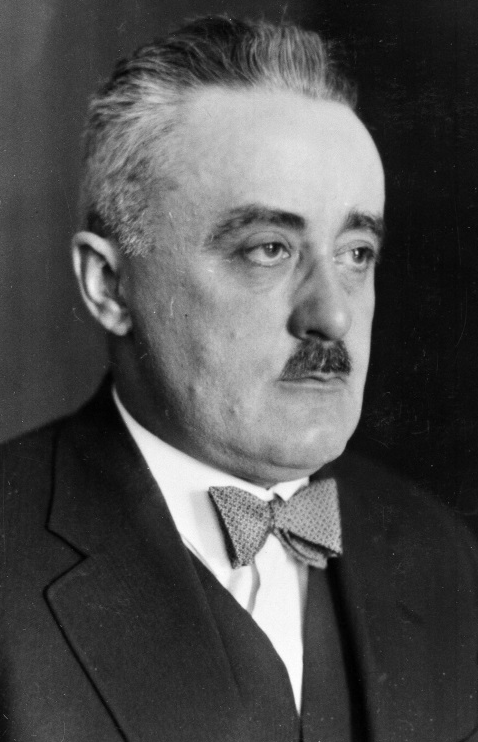
Эдмунд Глайзе-Хорстенау

17 апреля 1941 года в Загреб прибыл в качестве представителя Верховного командования вермахта (ОКВ) при верховном командовании вооружённых сил НГХ германский генерал Эдмунд Глайзе-Хорстенау (с 28 октября 1942 года — представитель вермахта в Хорватии (нем. Deutscher Bevollmächtigter General in Kroatien)). В его обязанности входила работа по организации и управлению вооружёнными силами НГХ. Фактически, он был инспектором Хорватского домобранства. В то же время, во взаимодействии с германским посольством в Загребе он был обязан направлять всю жизнь в НГХ — экономическую, социальную и политическую — в соответствии с интересами нацистской Германии. Одновременно Глайзе-Хорстенау замещал должность военного атташе посольства Германии в НГХ и в этом качестве выполнял в основном разведывательные задачи. Глайзе-Хорстенау отвечал за свою работу перед ОКВ, но также подчинялся командующему немецкими вооружёнными силами на Юго-Востоке. Глайзе-Хорстенау располагал собственной администрацией. Ему подчинялись немецкие охранные батальоны в НГХ. Начиная с середины августа 1941 года, Глайзе-Хорстенау мог использовать в исключительных случаях и с разрешения командования 65-го корпуса особого назначения части 718-й пехотной дивизии.
На территории НГХ действовали структуры германской полиции безопасности и службы безопасности (Зипо и СД). В апреле 1941 года в Белграде была сформирована айнзацгруппа Зипо и СД по Югославии, а в Загребе — подчинённая ей айнзацкоманда. Несколько позже айнзацкоманды были созданы в Сараеве и Осиеке. Юрисдикция айнзацкоманды в Осиеке распространялась на северо-восток Боснии. Айнзацкоманда в Сараеве подчинялась непосредственно айнзацгруппе Зипо и СД по Югославии, а с конца 1942 года, когда эта группа была расформирована, — айнзацкоманде Зипо и СД по Сербии и Белграду. Айнзацкоманда в Загребе была расформирована в марте 1942 года. Вместо неё создали институт полицейского атташе при посольстве Германии, а также филиал полицейского атташе в Сараеве. В задачи айнзацкоманд входил розыск и арест противников нацистской Германии, участие в создании полицейских сил НГХ, а также ведение разведки. Айнзацкоманда в Сараеве активно участвовала в борьбе с партизанами, а также следила за автономистскими тенденциями в мусульманских кругах БиГ и развитием событий на территории, оккупированной Италией (Герцеговина и Далмация). Командование Зипо и СД располагало силами немецкой полиции и жандармерии, численность и распределение которых на территории Боснии и Герцеговины в 1941—1942 годах не определены. Одна из пяти команд немецкой полевой жандармерии (нем. Feldkommando) в НГХ располагалась в Сараеве. Начиная с июня 1941 года, командование Зипо и СД также использовало для своих арестов полицию НГХ, которая в этом отношении была лишь исполнительным органом немецкой полиции.
В Боснии и Герцеговине работали структуры разведывательных служб нацистской Германии: 6-го Управления РСХА «СД-Заграница» и абвера. В Сараеве действовало отделение белградской абверкоманды, а в ряде городов — передовые разведывательные пункты (нем. Meldekopf).
Придерживаясь формально суверенитета НГХ, нацистская Германия открыла своё посольство в Загребе. С 20 апреля 1941 года его возглавлял Зигфрид Каше, выступавший большим защитником интересов Павелича и его режима. Посольство Германии занималось не только дипломатическими и консульскими вопросами, но и решением многих других задач, в первую очередь политических. Оно оказывало сильное влияние на все события в НГХ.

### Итальянская оккупационная система
После капитуляции Югославии территорию к югу от демаркационной линии занимали итальянские 2-я и 9-я армии. 2-я армия оккупировала части Словении, Хорватии и Боснии и Герцеговины. 9-я армия занимала Восточную Герцеговину, Черногорию, часть Косово и западную часть Македонии.

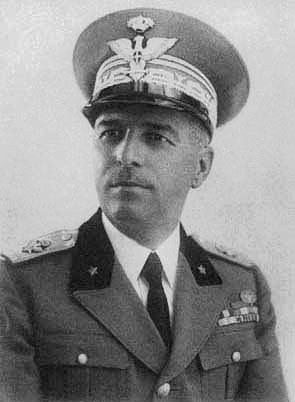
Командующий 2-й армией (10 июня 1940 — 19 января 1942) генерал-полковник Витторио Амброзио

Италия разделила свою сферу военного контроля в НГХ на три зоны военной ответственности (оккупационные зоны). Аннексированные территории Хорватии, которые принадлежали Италии по Римским договорам, образовали I зону. II зона простиралась частью от Адриатического моря, частью от аннексированной территории Хорватии до линии: гора Плешивица — Дони-Лапац (исключительно) — гора Старетина — гора Шатор — гора Голия — Прилука (исключительно) — Ливно (исключительно) — Шуица (исключительно) — Дувно (исключительно) — гора Вран — гора Чврсница — гора Прень — гора Црвань — Чемерно — гора Лебрсник на севере. Эта зона включала районы Боснии и Герцеговины: Босанско-Грахово, Ливно, Дувно, Любушки, Мостар, Столац, Любине, Требине, Билеча и Невесине. Во II оккупационную зону 12 сентября 1941 года добавили Гацкий район. III зону составляла территория между второй зоной и линией разграничения.
После подписания Римских договоров большая часть итальянских оккупационных войск была выведена из НГХ. Части 5-го и 6-го армейского корпуса оставались во II зоне в качестве войск, «дислоцированных на территории дружественного и союзнического независимого государства Хорватия». Оккупационные силы, помимо оперативных подразделений, включали также пограничную охрану, территориально-мобильные батальоны, жандармерию (карабинеры), финансовую охрану и др. По оценкам исследователей, изначально численность оккупационных сил во II зоне составляла от 25 до 35 тысяч человек. 18 мая 1941 года Италия и НГХ подписали соглашение по военным вопросам, касающимся Адриатического моря. Согласно этим договоренностям, НГХ запрещалось иметь во II итальянской зоне (так называемой демилитаризованной зоне) военные объекты, укрепления, военные оперативные базы, склады, заводы и устройства, которые можно было бы использовать в военных целях. Хорватам разрешалось содержать здесь только ограниченные силы домобранства, военно-морских подразделений для нужд полиции и финансовой службы. Отряды усташей были вынуждены покинуть II зону.
В Загребе действовала итальянская военная миссия, поддерживавшая связь с Министерством Хорватского домобранства и командованием армии НГХ. Она координировала сотрудничество вооружённых сил двух государств. Возглавлял миссию генерал Джованни Оксилия. До начала июля 1941 года в Загребе находился «специальный полномочный представитель итальянского правительства», позднее итальянский посол, Раффаэле Казертано (нем. Raffaele Casertano). Как и посол Германии в Загребе, он занимался в основном политическими делами.

## Усташский режим
Установленная усташами власть НГХ, по оценке Леонида Гибианского, представляла собой «радикально-националистический режим с сильнейшими тоталитарными чертами». Усташи в довоенной Хорватии были маргинальным движением, состоявшим из около двух тысяч членов, а новую усташскую бюрократию назначили из наспех собранных неквалифицированных маргиналов, которых грубо навязали населению боснийских городов. Как пишет Марко Аттила Хоар, «некомпетентные, коррумпированные, нечестные и беспринципные, они полностью отдалили народ от режима». НГХ было организовано как вождистское государство, без разделения властей, а преследование нежелательных групп населения было узаконено законом о защите народа и государства от 17 апреля 1941 года (хорв. Zakonska odredba od 17. travnja 1941. za odbranu naroda i države). Правительство усташей использовало идею «хорватской арийской нации» на основе немецкой модели. В апреле были приняты антиеврейские Нюрнбергские законы. Опорой тирании Павелича были Усташское воинство (хорв. Ustaška vojnica — особые воинские формирования усташского движения), Хорватское домобранство (регулярная армия), служба безопасности — Усташская надзорная служба (УНС), полиция (хорв. Redarstvena Straža), жандармерия (хорв. Hrvatsko Oružnistvo), специальные суды и более 20 концентрационных лагерей. Без основы на военную силу население НГХ не стало бы терпеть диктатуру усташских экстремистов, не имевших широкой электоральной базы в стране.
В НГХ были запрещены все партии, кроме правящего усташского движения. По всей стране усташи сформировали свою многоуровневую партийную структуру, объединяющую местные организации: в общинах — таборы (хорв. tabor), районах — логоры (хорв. logor) и областях — стожеры (хорв. stožer). Возглавлял организацию усташей Главный усташский стан (хорв. Glavni Ustaški stan, сокр. ГУС) во главе с вождём (поглавник) Анте Павеличем. Формально ГУС определял политику, проводимую в НГХ, однако в реальности всю власть и в партии и в государстве узурпировал Павелич. Он принимал все законы, назначал и снимал с должности высших представителей гражданских властей от руководителей областей до министров, глав партийных стожеров, военных и полицейских начальников. Его слово было фактически решающим в определении всей внутренней и внешней политики страны.
Вооружённые силы НГХ состояли из Хорватского домобранства, Усташского воинства и жандармерии и формировались путем мобилизации из числа хорватов и мусульман. Кроме них была установлена пограничная стража (хорв. Vojna krajina) с командованием в Сараеве. В конце июля 1941 года во всех этих формированиях насчитывалось 44 000 человек.
Усташская модель этнонациональной политики, основанная на идее Великой Хорватии, подразумевала аннексию и ассимиляцию Боснии и Герцеговины, что не отвечало ожиданиям большинства её населения. Павелич хотел видеть Боснию неотъемлемой частью хорватского государства и обосновывал это предполагаемым хорватским происхождением мусульманского населения. Усташское руководство провозглашало, что без Боснии и Герцеговины нет хорватской державы, Босния и Герцеговина является самой «драгоценной драгоценностью» Хорватии, а мусульмане — «самая коренная часть» хорватского народа. Павелич в своей риторике всегда осторожно обещал мусульманам равные права и политическое представительство. Вице-премьер-министром первого хорватского правительства был назначен Осман Куленович, брат президента ЮМО — Джафера Куленовича. Ещё один мусульманин занял пост министра коммуникаций. Вместе с тем позиция руководства усташей не допускала какого-либо особого статуса мусульман, объявив их «хорватами исламской веры». Само название «Босния и Герцеговина» было изъято из официального употребления.

## Сербский вопрос в НГХ и террор усташей против сербов БиГ
Политика правящей силы НГХ в лице усташей была направлена на построение этнического хорватского государства, в то время как хорваты представляли в нём немногим больше половины всего населения. Главным препятствием на пути достижения этой цели рассматривались сербы, составлявшие почти треть из более чем 6 млн жителей страны. По представлениям усташского руководства, сербское население НГХ состояло из двух условных групп. Первую образовывали «хорваты по происхождению», чьи предки приняли «неправильную» веру и которых теперь надлежало обратить в католиков. Вторую составляли «сербы по происхождению», которые «несправедливо» оказались на «хорватской» земле и поэтому подлежали переселению, изгнанию или уничтожению. С целью решения сербского вопроса в апреле и мае 1941 года были приняты законодательные акты, поставившие сербов вне закона.
Этим были созданы условия для усташского террора с целью очистки НГХ от нехорватских элементов и достижения этнической гомогенизации на всей территории государства. Истребление сербов в БиГ началось в местах, где мусульманское население составляло большинство. С мая фиксировались групповые казни сербов в Боснийской Краине в районах Бихача, Цазина, Босанска-Крупы, Босански-Нови, Приедора, Сански-Моста и Ключа. Уже в июне жестокое преследование и физическое уничтожение сербского населения происходило во многих районах БиГ. Всем видам насилия подвергались сербы в Восточной Боснии. Главную роль в организации террора осуществляли здесь уполномоченные (хорв. povjerenik) Павелича Юре Францетич, католический священник Божидар Брало и профессор Хакия Хаджич. Антисербская пропаганда усташей имела определённый успех среди мусульманского и хорватского населения региона. Чтобы деморализовать и дезорганизовать сербов, нападениям подвергались православные священники, более богатые граждане и интеллигенция. Формы геноцида сербов в Восточной Боснии приобрели широкий размах в районах Бирача, Власеницы, Зворника, Вишеграда, Биелины, вокруг Сараева, Фочи и Горажде. При этом выделялся усташский батальон под командованием Францетича. 23 июля 1941 года управление усташской полиции НГХ отдало распоряжение большим жупаниям и возглавляемой Францетичем усташской комиссии Боснии начать аресты и отправку евреев, сербов и коммунистов в концентрационный лагерь в Госпиче. Наряду с этим усташский областной уполномоченный в Баня-Луке Виктор Гутич объявил о своей программе ликвидации всего сербского населения старше 15 лет и размещении сербских детей в монастырях, чтобы там делать из них «добрых католиков». При этом физическое истребление сербов именовалось местью хорватов за 20-летнее притеснение в великосербском государстве и насилие четников в конце Апрельской войны.
По определению историка Энвера Реджича, террор против сербов «имел весьма свирепые формы» в Восточной Герцеговине. Он организовывался усташами-возвращенцами из эмиграции в целях достижения хорватского этнического большинства на границе с Черногорией. Расчёт строился на традиционной неприязни между герцеговинскими мусульманами и православными сербам. «В этом районе, где усташского движения и организаций никогда не существовало, где сербский элемент составлял 75 % всего населения, образовавшиеся усташские организации и государственные учреждения были мусульманскими по составу и находились в руках мусульман. Набранные из местных мусульманских элементов, усташи совершили множество актов насилия и преступлений геноцидной формы против сербского населения районов Невесине, Гацко, Билечи и Любине, а также в других частях Восточной Герцеговины».
Как следствие террора, для сербов, подвергнутых угрозе физического уничтожения, был только один выход — вооружённое сопротивление и восстание против усташского режима НГХ.

## Развертывание Сопротивления (июнь — сентябрь 1941 года)

### Июньское восстание в Восточной Герцеговине
Первые вызванные усташским террором выступления сербского населения в БиГ произошли в июне 1941 года в Восточной Герцеговине, вскоре после того, как итальянская сторона передала 20 мая управление регионом хорватским властям. 
Здесь правительством НГХ были наскоро назначены местные руководители органов власти, должностные лица, а также сформированы отряды усташей, которые вместе с несколькими сотнями жандармов и домобран были привлечены для поддержания общественного порядка. Ввиду малочисленности хорватского населения в регионе (около 1,1 % от общей численности), большинство новых чиновников и усташей были мусульманами, которые составляли около 23,7 % населения этой территории. Новая администрация немедленно начала укреплять свою власть и поспешно внедрять новые законы, разжигая ненависть к сербам. Одним из первоочередных шагов новой усташской власти стал в соответствии с указом от 17 мая 1941 года сбор оружия и военного снаряжения, оставшегося у населения после капитуляции Югославской армии. Традиции владения личным оружием в Герцеговине были очень сильны, поэтому акция не нашла у сербов никакого отклика.
1 июня в Невесиньском районе в ответ на отказ жителей села Дрежань выдать оружие усташи убили большое количество сербов, а их дома сожгли. За этим последовали расправы в других местах. 3 июня в районе Дрежани произошли вооружённые столкновения сербских крестьян с усташскими властями, после чего прибывшее усташское подкрепление сожгло в селе 20 домов и убило одну жительницу. В ночь с 4 на 5 июня под руководством усташского комиссара района Гацко Хермана Тоногала были убиты около 140 жителей сербского села Корита, а их тела сброшены в находящуюся вблизи пещеру. Весть о содеянном усташами быстро разнеслась по округе.
В течение следующих дней вооружённые выступления распространились на район Гацко и части районов Билечи, Любине и Требине. Пытаясь подавить сопротивление, усташи усиливали террор против сербов и множили совершаемые преступления. Особенно сильные репрессии происходили в период с 19 по 23 июня. Однако под влиянием усташского террора и известия о нападении Германии на СССР, выступления сербов обрели с 24 июня ещё большее распространение. Новость о войне вызвала подъём энтузиазма среди людей ввиду надежд на её быстрый и победоносный исход. Массовое восстание охватило районы Невесиня и Гацко, а затем расширилось на части Столацкого, Билечского и Требинецкого районов. Число повстанцев достигло около 3000 человек. Они захватили несколько жандармских участков, заняли или блокировали несколько городов. По мере развития восстания столкновения всё меньше походили на инциденты из-за сопротивления сербов сбору оружия и всё больше превращались в межнациональный конфликт между сербами и мусульманами, сопровождавшийся нападениями на мусульманские сёла и убийствами их жителей. Как пишет историк Ивица Шарац, в вооружённых формированиях НГХ, помимо мусульман, были хорваты-католики (вначале в жандармерии и домобранстве, а затем и в усташских формированиях), но сербами их вооружённые действия и ключевые причины восстания «понимались и трактовались прежде всего как сопротивление нападениям мусульман». Это усиливало взаимные страхи и ненависть между двумя национальными общинами. Справиться с повстанцами удалось только с прибытием частей итальянского 6-го армейского корпуса 2-й армии. В течение 1—7 июля итальянцы, домобраны и усташи взяли под контроль основные линии коммуникаций и населённые пункты. Большая часть участников восстания сдалась после того, как их пообещали не наказывать. Однако восстание не было подавлено полностью. Наиболее стойкие укрылись в горах. После этого в Восточной Герцеговине до 22 августа установилось относительное затишье. Повстанцы налаживали систему защиты своих баз, а власти укрепляли собственные опорные пункты.
Подводя итоги июньских событий в Восточной Герцеговине, Йозо Томашевич отметил их спонтанность и неорганизованность, что предопределило быстрое подавление восстания. Историк заключил: «Следует подчеркнуть, что ни четники Михайловича, ни руководство КПЮ не имели никакого отношения к этому преждевременному восстанию, несмотря на отчёты военных властей НГХ, а затем и утверждения различных югославских авторов, согласно которым повстанческие группы выступали с красными флагами. Восстание произошло скорее как кульминация множества факторов и следствий — усташского террора, ненависти, смешанной со страхом перед новым режимом, давних местных традиций восстаний против турецкого владычества, крайней нищеты всего региона и в какой-то степени новости о нападении на СССР».

### Подготовка вооружённого восстания в Боснии и Герцеговине
К началу войны в 1941 году коммунистическая организация в БиГ насчитывала около 830 членов КПЮ. Из них в Боснийской Краине было 180, а в Герцеговине — 140 членов. В Восточной Боснии, а также в районах Травника и Ливно пребывало около 500 членов КПЮ. От общего числа партийцев БиГ, в сельской местности действовали 178 коммунистов, организованных в 29 партячеек. Кроме них в БиГ было около 4 тысяч членов Союза коммунистической молодежи Югославии (СКМЮ). КПЮ начала приготовления к вооружённой борьбе с оккупантами сразу после оккупации Югославии. Будучи пролетарским движением, она рассчитывала, что носителем сопротивления станет рабочий класс. Партийные структуры присутствовали преимущественно в городах, а на село приходилось лишь 20 % членов партии. В мае 1941 года был создан Военный комитет при Краевом комитете КПЮ в БиГ (сербохорв. Pokrajinski komitet KPJ za Bosnu i Hercegovinu). Соответственные комитеты образовали в областных, районных и местных партийных руководствах. В Боснийской Краине образовали Областной военный комитет, а при райкомах партии (сербохорв. sreski partijski komitet) — военные комиссии. В районе Приедора и в Костайницкой общине создали комитеты по подготовке восстания, на территории Тузлы — Областное военное руководство Тузланской области, а в районах — районные военные штабы.
13 июля 1941 года в Сараеве состоялось заседание Краевого комитета КПЮ в БиГ. На заседании посланник Главного штаба (ГШ) народно-освободительных паризанских отрядов Югославии Светозар Вукманович (псевдоним Темпо) довёл до партийного руководства БиГ решение и установки Политбюро ЦК КПЮ от 4 июля 1941 года о переходе ко всеобщему восстанию против оккупантов и коллаборационистов. После анализа военно-политической обстановки участники заседания разработали план вооружённых действий и сформировали Военный штаб в БиГ во главе с Вукмановичем, а также областные штабы в Сараеве, Тузле, Боснийской Краине и Герцеговине. Таким образом боснийские коммунисты вступили в восстание с хорошо развитой командной структурой. Вместе с тем для компартии стал неожиданным масштаб участия в восстании сербских крестьян, на которых у коммунистов не было такого влияния, как в городской и особенно рабочей среде. Это создало для КПЮ трудности в установлении практического руководства движением Сопротивления.

### Всеобщее вооружённое восстание в Боснии и Герцеговине

Регионы Боснии и Герцеговины

Восстание в Боснии и Герцеговине началось с Боснийской Краины в конце июля 1941 года и расширялось в зависимости от обстановки на другие регионы в августе и сентябре. Центры восстания находились в горных районах вокруг Дрвара, на Подгрмече (местность у горы Грмеч), Козаре, Яни и Плеве, Озрене, Маевице, Бираче, Романии, горе Звезда, Яхорине и Белашнице, где сербы составляли большинство населения и КПЮ обеспечила участие своих людей в подготовке и начале вооружённого сопротивления. В Восточной Герцеговине предварительной подготовки восстания не было. После Июньского восстания организация КПЮ в Герцеговине интегрировалась в сохранившиеся повстанческие силы, направляя активистов из городов и оказывая через них политическое влияние на повстанцев. Кроме этого, КПЮ направила из Мостара в район восстания два отряда, состоящие из членов партии и их сторонников: первый численностью около 30 человек в район Невесине (23 августа) и второй из 13 человек в район Коница (озеро Борачко, 10 сентября). В некоторых местностях (вокруг Сараева, Приедора и Мрконич-Града, в районе Хан-Песак — Сребреница — Братунац — Дриняча — Зворник, а также на части Подгрмеча, Яни и Плевы) восстание началось без влияния КПЮ и без предварительной подготовки.
В начальный период восстание в БиГ имело как организованный, так и стихийный характер. Повстанцы рушили транспортную инфраструктуру, телефонную и телеграфную связь, сооружения на шахтах, электростанциях и дорогах. Они нападали на полицейские участки и здания сельских ощин, вступали в вооружённые столкновения с патрулями, небольшими гарнизонами и передовыми частями усташей и домобранства. Повстанцам удалось разбить несколько таких подразделений, в основном домобран, и овладеть их оружием и военной техникой. Силы восстания заняли сёла и небольшие города: Дрвар (27 июля), Босанско-Грахово (28 июля), Гламоч и Босанска-Костайница (30 июля), Хан-Песак (8 августа), Власеница (10 августа), Дриняча (15 августа), Сребреница (18 августа), Грачаница и Добой (без крепости, 23 августа), Маглай (24 августа), Соколац (15 августа), Мрконич-Град (27 августа), Билеча (без военного лагеря, 29 августа), Кулен-Вакуф и Рогатица (6 сентября), Лопаре (8 сентября), Зворник (22 сентября). Хотя под натиском вооружённых сил НГХ повстанческие отряды покинули через некоторое время вышеназванные населённые пункты, однако под их контролем остались значительные прилегающие территории. В Восточной Герцеговине повстанческие силы контролировали территорию шести районов (Требиньский, Билечский, Любиньский, Столацкий, Гацко и Невесиньский), за исключением их районных центров
Вместе с тем, в отличие от Боснийской Краины, Восточной Боснии и Восточной Герцеговины, в северных равнинных районах Боснии (Лиевче-Поле, Прняворска-Жупа, Боснийская Посавина, Семберия) сопротивление усташскому режиму не имело характера спонтанности и динамизма и первоначально происходило путем диверсий и мелких партизанских акций. В этом зажиточном сельскохозяйственном регионе власти проявляли бо́льшую терпимость к сербскому населению и оно не подвергалось массовому террору усташей, так как режим был заинтересован в стабильных закупках сельхозпродуктов. Усташский режим распространял антисербскую пропаганду, преследовал людей, брал в заложники известных крестьян, арестовывал и изгонял православных священников, но все же не совершал массового террора и преступлений против сербского народа. Кроме того, богатое и среднее крестьянство этих районов стремилось поддерживать сносные отношения с властями НГХ в интересах сохранения своей собственности. Наконец, подготовка восстания в этих районах, особенно с точки зрения организации, была недостаточная. Поэтому КПЮ в этих районах не решилась поднять массы людей на восстание.

## Реоккупация Италией II и III зон своей военной ответственности в НГХ
Итальянское руководство было недовольно результатами Римских договоров от 18 мая 1941 года, считая, что они не отвечают его интересам на территории НГХ. Там полагали, что безопасность Адриатики может быть гарантирована, если Италия будет владеть островами и «основной частью» восточного побережья Адриатического моря и осуществлять политический и экономический контроль над внутренним районом Адриатики. В то же время восстание сербов и неспособность усташского режима справиться с ним вредили итальянским интересам. В качестве причины сербского восстания в Италии видели усташскую политику преследования сербов, а решением проблемы подавления восстания — замену усташей в оккупационной системе сербскими националистами. С их помощью предполагалось устранить влияние коммунистов на сербские массы, изолировать партизан и победить восстание.
Таким образом вмешательство итальянской 2-й армии во внутренние дела НГХ для подавления восстания соответствовало политическим интересам руководства Италии и, как оно полагало, благоприятствовало усилиям по усмирению восстания в оккупированной Черногории. В этой связи в середине августа 1941 года итальянский генеральный штаб решил вновь оккупировать II зону своей военной ответственности в Хорватии. Были проведены переговоры с Загребом о порядке и формах итальянской интервенции и 26 августа 1941 года командующий итальянской 2-й армией генерал Витторио Амброзио и Анте Павелич подписали соответствующее соглашение. В конце августа — начале сентября итальянские войска заняли во II зоне все основные позиции, важные транспортные узлы и важнейшие стратегические пункты. Подразделениям домобранства, чьи пункты комплектования располагались во II зоне, а также хорватским жандармским участкам было приказано приостановить все действия против повстанцев и перейти под оперативное командование 2-й армии и, соответственно, итальянских карабинеров (жандармерии). Воинские формирования усташей и домобранские подразделения из других частей НГХ, переброшенные во II зону для подавления восстания, были принуждены покинуть территорию зоны или были расформированы. Хотя номинально территория II зоны оставалась частью НГХ, итальянцы подчинили себе органы гражданской власти, вызвав поначалу открытое сопротивление правительства усташей. Уже в конце сентября итальянское командование начало подготовку к повторной оккупации III зоны под предлогом усмирения здесь восстания и необходимости не допустить переброску повстанцев из Сербии на территорию II зоны. Примерно 20 сентября части 2-й армии вошли в Гламоч, 25 сентября в Дрвар, 9 октября в Бихач, а в последующие дни в Босанска-Крупу, Чазин, Велика-Кладушу, Босански-Петровац, Ключ, Сански-Мост, Мрконич-Град, Купрес, Бугойно, Дони- и Горни-Вакуф и Кониц.
Реоккупации предшествовало мощное итальянское политическое и пропагандистское наступление с целью разложения повстанческих отрядов. Итальянцы заверяли сербов, что являются их друзьями и защитниками, правительство усташей будет упразднено и больше не будет резни и тому подобного. Сербов призывали успокоиться, потому что правительство Италии гарантирует их безопасность. Итальянские войска при оккупации II и III зон не вели военных действий против повстанцев, но пытались расположить их к себе. Репрессии применялись лишь в случаях сопротивления. Итальянские командиры вступали в переговоры с группами повстанцев, чьи предводители были готовы пойти на компромисс, и склоняли их вернуть своих людей домой. Для убедительности своих обещаний от повстанцев поначалу не требовали сдать оружие и итальянцы не заходили в сербские села. Итальянцы уволили и арестовали тех чиновников усташей, которые были признаны виновными в преступлениях против сербов. Сербским беженцам было разрешено вернуться в свои места жительства. Им помогали восстановить сельскохозяйственное производство, вновь открыть торговые и ремесленные мастерские, ранее отнятые у них усташами. Во вновь открывшихся магазинах люди могли купить необходимое для жизни: муку, соль, керосин, спички и прочее. Были возвращены православные священники, открыты церкви, разрешена эксгумация тел убитых и перезахоронение в соответствии с религиозными обычаями.
Итальянцев поддержали сербские националисты, считавшие восстание преждевременным, а также те, кто участвовал в восстании и придерживался идеи Великой Сербии. Из этих лиц итальянцы набирали свою политическую агентуру, которая пропагандировала интересы итальянских оккупантов, прославляла их силу, распространяла информацию о защитной роли и дружелюбном отношении Италии к сербами и призывала повстанцев не сопротивляться её войскам, а бороться с мусульманами и хорватами. Следуя заверениям итальянцев, многие повстанцы-крестьяне приняли новую альтернативу: пережить оккупацию без боя и без потерь, с гарантией оккупантов, что те защитят их от усташского террора и преступности. Благодаря итальянской агентуре среди повстанцев распространилось убеждение, что нет смысла выступать против итальянцев и провоцировать их, поскольку они лучше усташей в своём обращении с народом. Предпринятые итальянцами и их сторонниками меры дали свои результаты. Большое количество повстанцев на повторно оккупированной территории прекратило военные действия в сентябре — декабре 1941 года и ограничилось обороной и охраной своих сёл. Отряды повстанцев местами самораспустились, а их личный состав в большом количестве разошёлся по домам. Некоторые вступили в формируемые отряды четников.
Попытки руководителей народно-освободительного движения и партизанских штабов в Восточной Герцеговине и на юго-западе Боснии не допустить развала повстанческих отрядов и оставить их под своим командованием, а также организовать сопротивление итальянским войскам не дали особых результатов — восстание там утихло. Повторная оккупация также привела к временному ослаблению восстания на части Боснийской Краины.
Итальянская сторона преподнесла повторную оккупацию II и III зон как помощь недавно образованному хорватскому государству. Однако, согласно оценке Амира Обходжаша, на деле их действия способствовали его дальнейшей дестабилизации. Итальянским войскам не удалось полностью подавить восстание. Они, как правило, не предпринимали крупных военный действий с целью установления полного контроля над повстанческими территориями, а ограничивались обеспечением безопасности более важных городов и дорог. Осознавая идеологические разногласия между повстанцами, итальянцы стали поддерживать великосербские элементы и четнические отряды, разрешив их присутствие в своих зонах. Взамен итальянцы потребовали активного участия четников в борьбе с партизанами. Сама реоккупация усилила разочарование среди хорватского населения, а хорваты из Далмации и Приморья постепенно начали включаться в народно-освободительное движение под руководством КПЮ.

## Партизаны и четники: две соперничающие вооружённые силы антиоккупационных движений Сопротивления в Боснии и Герцеговине (октябрь — декабрь 1941 года)
К концу 1941 года в Боснии и Герцеговине сформировались и действовали две соперничающие антиоккупационные военно-политические силы: одна под руководством КПЮ, именующая себя народно-освободительным движением (НОД), для бойцов которого было принято единое наименование «партизаны», другая — сербско-националистическое четническое движение. Само название «четник» было традиционным для участников сербских повстанческих движений с начала 19 века, но новое движение не основывалось на довоенные югославские организации четников или четническую структуру, созданную командованием Югославской армии в апреле 1940 года. Обе силы претендовали на роль центра в югославском Сопротивлении, однако преследовали противоположные политические цели. Коммунистическое НОД стремилось придать восстанию народно-освободительный и антифашистский характер, делало упор на «братство и единство» всех югославских народов для установления социалистического федеративного государства во главе с КПЮ. В то же время четническое движение опиралось почти исключительно на сербов и боролось за восстановление старой довоенной великосербской системы правления во главе с королём, планируя при этом «коренную реорганизацию Югославии на этнической основе в интересах сербов» и с применением «принудительно-силовых методов территориального перераспределения и этнических чисток».
Народно-освободительным движением и партизанскими отрядами в БиГ руководили ЦК КПЮ и Верховный штаб (Главный штаб до 26 сентября 1941 года) НОПО Югославии, возглавляемые Иосипом Брозом Тито, и их организационные подразделения — Краевой комитет КПЮ в БиГ и Главный штаб НОПО БиГ (командующий Светозар Вукманович-Темпо). Главному штабу были напрямую подчинены партизанские отряды Восточной Боснии. Управление партизанскими отрядами в Боснийской Краине и Средней Боснии осуществлял сформированный в ноябре 1941 года Штаб Боснийской Краины (в феврале 1942 года переименован в Оперативный штаб Боснийской Краины). В Герцеговине местные партизаны подчинялись Штабу партизанских отрядов Герцеговины. К концу 1941 года в БиГ действовали 11 партизанских отрядов и 5 отдельных батальонов, общая численность которых составляла около 20 000 человек.
Ядром, из которого выросло четническое антиоккупационное движение на югославских землях, было четническое равногорское движение и его военно-четнические отряды (серб. Vojno-četnički odredi), созданные летом 1941 года полковником генштаба Югославской армии Драголюбом Михайловичем. Командование военно-четнических отрядов ориентировалось на поддержку Великобритании и выступало от имени эмигрантского королевского правительства во главе с королём Петром II Карагеоргиевичем. Практическая деятельность четников Михайловича в первое время ограничивалась Сербией. С конца лета — осенью 1941 года они предпринимали меры для формирования своих подразделений в Черногории, Санджаке и ряде районов НГХ со значительным присутствием сербского населения. В НГХ их активностью были первоначально охвачены близлежащие к Сербии территории Боснии и Герцеговины. После установления связи между Михайловичем, западными союзниками и югославским эмигрантским правительством, Великобритания признала Михайловича осенью 1941 года единственным законным командующим движением Сопротивления в Югославии.

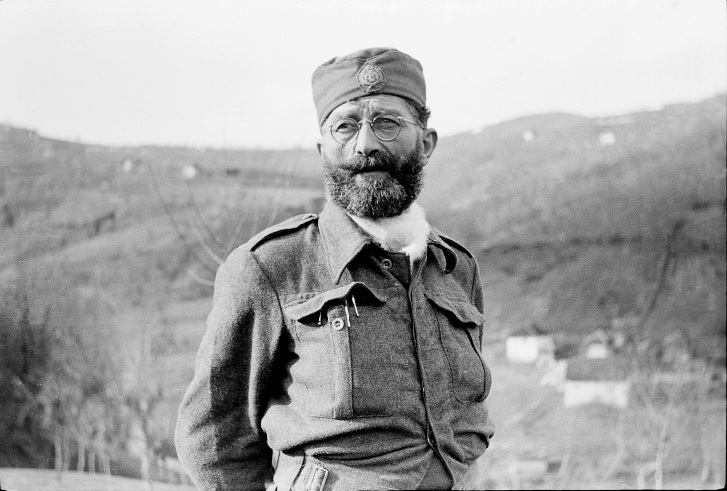
Драголюб Михайлович

Четническое Сопротивление в Боснии и Герцеговине не начиналось как единое движение. Лишь немногие вожаки четников в БиГ были членами довоенных четнических организаций. Так, из числа 245 довоенных руководящих членов четнических комитетов только 57 вступили в четнические отряды. Многие были убиты усташами в течение 1941 года, другие присоединились к партизанам или остались вне конфликта. Сопротивление, которое в БиГ отождествлялось с четниками, возникло либо как часть восстания, инициированного коммунистами, либо как часть движения, организованного и возглавляемого отдельными сербскими националистическими группами. В отличие от партизан, сербские националистические вооружённые формирования за пределами Сербии не имели строгой организации. В первые три — четыре месяца, за исключением некоторых отрядов в Восточной Боснии, большинство из них не контактировали с Военным штабом Военно-четнических отрядов Михайловича на Равна-Горе. Многие группы четников действовали самостоятельно, не сотрудничая друг с другом даже на уровне районов, а мотивацией их вооружённого сопротивления была в основном самооборона и защита собственных семей. Предводителями сербских националистических формирований были самопровозглашённые командиры из числа политиков, учителей, купцов, православных священников, давних членов сербских патриотических организаций. По старой сербской традиции они называли себя воеводами и утверждали абсолютную власть в своих подразделениях.
В конце августа Михайлович отправил к четникам в Боснию и Герцеговину в качестве своего главного представителя майора Бошко Тодоровича, а в Восточную Боснию майора Ездимира Дангича. Некоторое время в Боснии, также как в Сербии, между партизанами и делегатами Михайловича и отрядами, находившимися под их командованием, установилось сотрудничество. 1 октября 1941 года в Восточной Боснии было заключено официальное соглашение между партизанами и четниками, которое предусматривало создание совместного четническо-партизанского оперативного штаба Восточной Боснии (серб. Komanda bosanskih vojnih i partizanskih odreda) и совместной администрации на освобождённых территориях, а также издание общего воззвания к народу с призывом к борьбе с врагом и прекращении всех военных действий против мусульманского и хорватского населения. Однако с учётом несовместимых национальных, идеологических и тактико-стратегических целей, преследуемых обоими антиоккупационными движениями, реализовать эти соглашения было едва ли возможно. Когда четники узнали о расколе между Михайловичем и партизанами в Сербии, разрыв между этими двумя движениями в Боснии стал вопросом времени.
Начавшиеся в Сербии осенью 1941 года немецкие операции против повстанцев, а также разразившийся в начале ноября вооружённый конфликт между четниками Михайловича и партизанами отразились на развитии событий на востоке Боснии. В среде повстанцев четники распространяли тезисы об окончании восстания в Сербии и желаемом соглашении с немцами, как способе решения сербских проблем, так как Германия далека от поражения, а поздняя осень предвещает много новых трудностей для восстания.
В этой обстановке Главный штаб НОПО БиГ желал получить от руководства четников Восточной Боснии разъяснение их политики и действий. В свою очередь те стремились освободиться от партизанской опеки. На совещании представителей партизан и четников, состоявшемся во Власенице 16 и 17 ноября, обе стороны выдвинули взаимные обвинения. В итоге четники покинули заседание и образовали т. н. Временное управление Восточной Боснии (серб. Privremena uprava istočne Bosne) и Горный штаб боснийских четнических отрядов (серб. Gorski štab bosanskih četničkih odreda) во главе с Ездимиром Дангичем, которому подчинялись около 10 тысяч четников. Под четническим контролем пребывали восемь восточнобоснийских городов. Вслед за этим четники усилили пропаганду против коммунистов и открыто приступили к разложению партизанских отрядов и дезорганизации их тыла. С новой силой четники обвинили мусульман в несчастьях сербского народа и открыто стали призывать к мести. Каждый день происходили убийства мусульман, ограбление и сожжение их сёл. Выступавших против этого партизан четники обвиняли как врагов сербского народа. Открыто говорилось о колаборанте Милане Недиче как «о великом сербском патриоте, идущем освобождать Боснию». В совместных боях с партизанами, которые продолжались и после расторжения соглашения о сотрудничестве, четнические отряды действовали нерешительно. Агитаторы-четники свободно передвигаясь по освобождённой территории, вступали в партизанские отряды и вербовали отдельных лиц и группы партизан в ряды четников. Наряду с этим четниками стали осуществляться тайные убийства партизанских командиров и перевороты в партизанских отрядах. 20 ноября четники установили связь с итальянским командованием в Вишеграде и договорились о занятии верховьев Подринья (от Шчепан-Поля до Вишеграда). Немецкое военное командование и, по-мнению боснийско-герцеговинского историка Расима Хурема, правительство генерала Недича через четников Михайловича, предоставляли четникам Боснии помощь оружием и боеприпасами. Под влиянием перечисленных факторов в течение ноября — декабря 1941 года дошло до сильного смятения и колебаниям в партизанских отрядах Восточной Боснии. Четническая политика и практика привлекали часть партизан. Как писал Расим Хурем, «они просто снимали пятиконечные звёзды и надевали кокарды четников, покидали свои боевые позиции и начинали заниматься самым обыкновенным грабежом в тылу». Этот переход к четникам вскоре принял широкий размах. Переходили отдельные командиры, а с ними и целые части: роты и батальоны. Деморализация затронула почти все партизанские отряды, а Калиновикскому и Романийскому, а также отряду «Звезда» грозил полный распад.
По заключению Расима Хурема, выходом из этого положения «оставался только единственно вооружённый конфликт с четниками, но в данной ситуации это было неосуществимо, потому что против была большая часть повстанцев». В такое сложное и неопределённое для народно-освободительного движения время в Восточную Боснию после поражения восстания в Сербии прибыл в конце декабря Верховный штаб НОПО Югославии и вышедшие с ним части сербских партизан.

## Подпольное народно-освободительное движение
Основной базой партизанской войны в БиГ было сербское крестьянство, поднявшее под руководством КПЮ оружие против геноцида усташского режима НГХ. Вместе с тем компартия представляла собой городское движение как по происхождению, так и по политическим взглядам. Их противник — власти НГХ и структуры немецких и итальянских оккупационных сил — сосредотачивались в городах. Поскольку несербы составляли городское большинство, боснийско-патриотическая платформа НОД нуждалась в поддержке городского населения Боснии и Герцеговины. Поэтому, по заключению Хоара, политическая борьба за контроль над городами имела важное значение для исхода войны. НОД КПЮ вело агитационно-пропагандистскую борьбу среди населения городов, проникало в государственную администрацию НГХ, вооружённые силы и стратегически важные предприятия. В этой связи Хоар отмечает ошибочность традиционного представления гражданской войны в Югославии 1941—1945 годов как борьбы трёх явно противоборствующих сторон: усташей, четников и партизан. По его мнению, борьба за Боснию и Герцеговину была противостоянием, в котором «часто смешивались и лояльность, и роли: сербские подпольщики НОД представлялись мусульманами, мусульмане в партизанах использовали сербские имена, усташи переходили к коммунистам, коммунисты к усташам, партизаны к четникам, четники работали на партизан, мужчины переодевались в женщин, женщины воевали как мужчины, и многие активисты одновременно работали на разные конфликтующие стороны». Линия конфликта между противоборствующими сторонами была очень подвижной. При этом большинство граждан не поддерживало ни одну из сторон конфликта и, прежде всего, пыталось выжить.

## Четнический террор против мусульман и хорватов
Вместе с формированием четнической военной организации, с санкции Михайловича организовали новое народное движение, названное равногорским по предложению одного из инициаторов проекта, члена руководства довоенного Сербского культурного клуба (СКК) Драгиши Васича. В качестве политического органа равногорского движения в августе 1941 года формально утвердили Центральный национальный комитет (ЦНК) и его исполком в составе Васича и ещё одного члена руководства СКК Младена Жуйовича. Согласно идеям членов ЦНК о послевоенном устройстве Югославии, а также видного деятеля Сербского культурного клуба Стевана Мольевича (член ЦНК с весны 1942 года), она замышлялась как федерация сербской, хорватской и словенской автономий. В новой федерации сербам отводилась главенствующая роль, а к Сербии при освобождении страны предусматривалось присоединить территории, принудительно «очищенные» от несербских жителей.
Как отмечает Леонид Гибианский, «подобный замысел означал ориентацию на то, чтобы на политику геноцида, которой подверглось сербское население в НГХ, а также в Косове и отчасти в некоторых других регионах, ответить там тоже мерами геноцида в отношении этносов и этнических групп — хорватов, мусульман, албанцев, венгров и некоторых других, — рассматривавшихся в качестве источника преступлений против сербов. Такого рода ориентация во многом соответствовала настроениям и в четнической военной среде, вплоть до самого Михайловича». В инструкции Михайловича от 20 декабря 1941 года, которая была дана командирам четнических отрядов в Черногории, подчеркивались в качестве основных целей равногорского движения «создание Югославии, а в ней — „этнически чистой“ Сербии в границах, которые бы включали, кроме самой Сербии, также Черногорию, Боснию и Герцеговину, Срем, Банат и Бачку. Причём указывалось, что это должно быть достигнуто при „чистке Санджака от мусульманского населения и Боснии от мусульманского и хорватского населения“, как и вообще при „чистке государственной территории от всех национальных меньшинств и ненациональных элементов“».
На практике значительную часть действий четнических воинских формирований составляли физические расправы над хорватским и особенно мусульманским населением. Аргументировалось это, «как ответ или месть за аналогичные действия хорватов и мусульман против сербских жителей». По заключению Леонида Гибианского: «Происходила взаимоуничтожающая этническая война, противником которой выступало движение, руководимое коммунистами».
Одной из ранних физических расправ стала серия массовых убийств мусульман на юго-востоке Боснии, произошедшая в декабре 1941 и январе 1942 года. Особенно большой масштаб они имели в районе Фочи, где, по сведениям Йозо Томашевича, вероятно, было убито более двух тысяч человек. Восточная и Юго-Восточная Босния стали местом обоюдного террора усташей против сербов и террора четников против мусульманского и хорватского населения. Вспышки четнического террора против мусульман в районе Фочи произошли также в августе 1942 года, а самый жестокий четнический террор произошёл в Санджаке и на юго-востоке Боснии в январе — феврале 1943 года. Йозо Томашевич приводит отчёт четнического Верховного командования от 24 февраля 1943 года о карательных мерах «в связи с агрессивным отношением мусульман, которые сжигали сербские деревни и убивали сербских животных». Согласно сообщению, в начале января и снова в начале февраля четнические подразделения предприняли так называемую «операцию зачистки» против мусульман сначала в районе Биело-Поля, а в феврале в районе Чайниче и части района Фочи на юго-востоке Боснии, а также в общине Плевля в Санджаке. Потери четников были минимальными, потери мусульман оценивались примерно в 10 000 человек.
Здравко Диздар приводит данные Владимира Жерьявича о возможной численности жертв четнического геноцида: 33 000 мусульман и 32 000 хорватов (20 000 в Хорватии и 12 000 в Боснии и Герцеговине). При этом историк отмечает значительные расхождения в многочисленных источниках в отношении оценок количества жертв и допускает, что данные Жерьявича могут быть заниженными.

## Боснийские мусульмане и усташский режим. Мусульманская автономистская оппозиция
Боснийские мусульмане накануне оккупации были социально разделены, но политически однородны и следовали за своей политической элитой гораздо больше, чем сербы. Только инициатива мусульманских сановников могла направить их в сторону сопротивления державам «оси» и усташам.
Мусульмане старшего возраста помнили австро-венгерскую монархию, как «состояние порядка и мира». Незнание природы и целей нацистской Германии порождало мнение, что НГХ может продолжить традицию австро-венгерской монархии. Поскольку Германия стояла за режимом НГХ, многим поначалу казалось, что новое государство является лучшей альтернативой Королевству Югославия. Поэтому часть мусульманских политиков и интеллектуалов поддержала новую власть. Усташей сразу поддержала небольшая прохорватская группа боснийских мусульман во главе с одним из лидеров бывшей Мусульманской организации Хорватской крестьянской партии (МОХКП) профессором Хакией Хаджичем. Он и соратник по МОХКП Алия Шуляк вошли в состав Главного усташского стана. За ними последовали мусульмане, основным мотивом которых была материальная выгода, а в некоторых случаях и социальный престиж. Впоследствии их дополнили мусульмане, бежавшие от террора четников в города. Оставшись без средств к существованию, эти люди были вынуждены связывать своё существование с усташским режимом.
Будучи главным мусульманским усташем в БиГ, Хаджич провёл зачистку государственного аппарата от старых и опытных мусульманских сановников, положившую начало процессу дистанцирования мусульманской элиты от НГХ. На всех уровнях государственного и партийного аппарата, в вооружённых силах и в движении усташей преобладали хорваты-католики, а мусульмане повсеместно были представлены непропорционально мало. Фактическая маргинализация мусульманской элиты в новом государстве заложила основы её сопротивления усташскому режиму.
Мусульманская элита с самого начала была сдержана по отношению к НГХ и придерживалась линии ЮМО на достижение боснийской автономии. В первые недели после создания НГХ группа боснийских политиков — мусульман, сербов и хорватов, выступавших против усташей, но готовых сотрудничать с оккупантами — направила немецким военным властям меморандум, в котором оспаривала законность включения БиГ в состав НГХ и просила об установлении прямой немецкой военной администрации во всей Боснии и Герцеговине. Инициатором обращения был видный член ЮМО и де-факто лидер прогерманского, но антиусташского крыла мусульманской элиты Узеир-ага Хаджихасанович. Однако попытка наладить межрелигиозное противодействие боснийских элит режиму усташей оборвалась после ареста усташами троих из четырёх подписантов-сербов (позже были казнены). Мусульманских подписантов строго предупредили воздерживаться от подобных действий.
После этого Хаджихасанович прекратил прямое лоббирование против усташской власти, но тайно занялся поощрением мусульманского сопротивления НГХ. Летом 1941 года он и Джафер Куленович собрали в Добое видных членов бывшей ЮМО, чтобы принять новую мусульманскую стратегию. Несмотря на сопротивление большинства присутствующих, Куленович, поддерживаемый Хаджихасановичем, решил войти в правительство НГХ в качестве противовеса Хакие Хаджичу и членам МОХКП. 14 августа делегация видных мусульман во главе с Куленовичем и Хаджихасановичем вручила Павеличу декларацию о лояльности НГХ. Вслед за этим в ноябре Куленович сменил своего брата Османа на посту заместителя премьер-министра НГХ. По заключению Марка Аттилы Хоара, это вызвало раздел формального крыла мусульманской элиты, выступавшей за НГХ, на два непримиримых лагеря: коллаборационистов, бывших членов ЮМО, и идеологически верных усташей, выходцев из МОХКП.
Вместе с тем политически сознательные мусульмане не разделяли себя на профашистские и антифашистские блоки в значительно большей степени, чем сербы или хорваты, и не были готовы воевать против единоверцев. Политические разногласия в среде мусульманской элиты носили не идеологический характер, а определялись различиями в стратегиях сохранения своих позиций и мусульманского населения от двух угроз: ассимиляции и гегемонии хорватских усташей с одной стороны, и геноцида сербских четников с другой. Согласно Хоару, «в течение первых двух лет оккупации Боснии странами „оси“ различные слои мусульманской элиты стремились оказать сопротивление усташскому режиму или, по крайней мере, ослабить его гнёт разными способами: от агитации за изменение политики и апеллирования через его голову к немцам или итальянцам, до создания отдельных мусульманских вооружённых формирований и сотрудничества с четниками или партизанами».
Одним из проявлений сопротивления автономистов были резолюции, осуждающие преследование сербов, которые публиковались во всех крупных городах в период с сентября по декабрь 1941 года и рассылались властям Германии и НГХ. Первый открытый протест проявился на собрании (скупщине) объединения духовенства (босн. ilmije) «Эль-Хидайе» (босн. El-Hidaje — Правильный путь), состоявшемся в Сараеве 14 августа. Подобные протестные собрания со сбором подписей под резолюциями против преступлений усташей и отмежевании от тех мусульман, которые принимали участие в них, состоялись также в сентябре — декабре 1941 года в Приедоре, Мостаре, Баня-Луке, Биелине и Тузле. Однако эти декларации, кроме осуждения усташских преступлений, не ставили открыто под вопрос оккупацию БиГ и квислинговский режим НГХ. Историк Мустафа Имамович поясняет, что открытое публичное выступление против усташей в условиях царившего в НГХ террора было невозможным.

## Политика КПЮ в отношении боснийских мусульман
Декларируя общенародный характер своего движения, КПЮ пытались использовать распространённое среди боснийцев-мусульман недовольство правлением усташей для их привлечения к НОД. С этой целью видный член Краевого комитета КПЮ в БиГ Авдо Хумо встретился с помощью политика от Независимой демократической партии Заима Шараца (после войны стал заместителем премьер-министра Боснии и Герцеговины) в ноябре 1941 года с влиятельным мусульманским деятелем Хаджихасановичем. В ходе встречи Хаджихасанович выразил поддержку партизанского лозунга братства и единства и защиты прав мусульман. Однако усомнился в возможностях партизан занять лидирующие позиции в боснийской политике. Отвечая на усилия Хумо привлечь Хаджихасановича к народно-освободительному движению, тот высказался «против вооружённого сотрудничества. В целом такое сотрудничество означало бы утопление мусульман в движении, в котором их уникальность была бы потеряна».
Коммунистическая пропаганда в отношении мусульман изобиловала обращениями к боснийскому патриотизму, братству и единству босняков, хорватов и сербов. В декабре 1941 года краевой комитет в воззвании к мусульманам осудил усташей за «резню и убийство, сожжение и изнасилование нашей страдающей Боснии и Герцеговины». Правящий режим НГХ был представлен величайшим палачом в истории Боснии и Герцеговины. В воззвании говорилось: «Босния находилась под властью злодеев, которые убивали и жгли во имя Константинополя, во имя Вены и во имя Белграда, но всех их превзошли чудовища в человеческом обличии, совершавшие преступления против сербов во имя Загреба»… В тексте провоглашалось, что только борьба трудящихся Боснии и Герцеговины «может гарантировать нашей Боснии лучшее и счастливое будущее в великом сообществе свободных наций Балкан и Европы». Отмечалась совместная борьба «сербов, мусульман и хорватов», которые могут «выбрать свободу для страдающей Боснии и Герцеговины и гарантировать ей более счастливое будущее». При этом об Югославии в воззвании не упоминалось. Подобные обращения издавались и штабами партизанских отрядов.
Идея братства и единства проповедовалась на публичных собраниях, которые устраивались на контролируемых партизанами территориях. Так, штаб 2-го Краинского отряда в отчёте от 1 января 1942 года сообщал о проведённых за предыдущие месяцы митингах в Слабине, Марине, Грбавцах, Горни-Подградцах, Турьяке и многих других сёлах. Отмечалось, что «особенно среди партизан, сейчас развиваются товарищество и понимание политики братства между сербами, хорватами и мусульманами в Боснии и Герцеговине».
Как пишет Марко Аттила Хоар, проводимая четниками резня мусульман не привела их сразу в ряды партизан. Причину историк объясняет тем, что у них, в отличие от боснийских сербов, было довоенное политическое руководство, которому мусульмане доверяли и сохраняли верность, а коммунисты не могли его так легко заменить. Кроме того, тот факт, что в партизанском руководстве преобладали сербы, создал партизанским силам образ преимущественно сербского движения. Такая ассоциация усиливалась участием повстанцев в злодеяниях по отношению мусульман в начале восстания. Боснийские мусульмане присоединялись к партизанской борьбе «более постепенно и с большей осознанностью, чем боснийские сербы, по мере того, как раскрывалась реальность их политического выбора и по мере того, как партизанская пропаганда боснийской независимости медленно укоренялась среди людей». Поэтому обращения КПЮ к мусульманам имели ограниченный успех в 1941 и 1942 годах.
Вместе с тем партизаны от случая к случаю стремились «отделить усташей-мусульман от усташей-католиков». Перед штурмом Купреса в августе 1942 года Тито издал приказ, который обязал партизан идентифицировать дезертировавших мусульман по словам «Аллах с нами», на что партизаны должны были отвечать: «Аллах велик». Как отмечает Хоар, Тито считал, что «отделение усташей-мусульман от усташей-католиков будет иметь большое военное и политическое значение». Однако запланированная тогда операция полностью провалилась. Несмотря на неготовность мусульман до начала 1943 года массово присоединяться к партизанам, они всё чаще относились к ним с чувством, варьирующимся от равнодушия до открытой поддержки. Политический отдел 2-й Пролетарской бригады сообщал в январе 1943 года о настроениях населения в Средней Боснии, где усташи имели соглашение о сотрудничестве с четниками. В отчёте говорилось, что «сербы настроены прочетнически», а «хорваты настроены враждебно» по отношению к партизанам. «Мусульмане быстро приспосабливаются и оказывают услуги нашему движению, можно сказать, что у них нет своего политического облика, хотя их симпатии на нашей стороне (особенно в городах). Они не верят в будущее НГХ, осознают опасность со стороны четников, убеждены в справедливости нашей борьбы, но колеблются, боятся возвращения усташей». Хоар заключает, что коммунистам не удалось добиться массового вступления мусульман в партизаны, но к началу 1943 года они заложили основы для широкого присоединения мусульман к НОД, которое состоялось осенью 1943 года.

## Политика КПЮ в отношении боснийских хорватов
После запрета усташами всех партий Хорватская крестьянская партия, которую до войны поддерживала большая часть боснийских хорватов, фактически исчезла как организованная политическая сила. Основная часть бывших членов руководства ХКП бездействовала, придерживаясь указаний Мачека, считавшего невозможным сотрудничество как с усташами, так и с коммунистами. Это дезориентировало хорватское население. В противоположность ХКП, усташи делали акцент на важности Боснии и Герцеговины для хорватского государства. На большую часть боснийские хорватов воздействовал имидж НГХ, как национального хорватского государства. По мере развития войны и ухудшения отношений с мусульманами, усташский режим всё больше и больше полагался исключительно на католическое население Боснии и Герцеговины для заполнения своей администрации и армии. В этой связи хорваты БиГ, особенно их политически сознательная часть, в отличие от хорватов в исторических землях Хорватии и, особенно хорватов в Далмации, продолжали оказывать общую поддержку НГХ до конца войны.

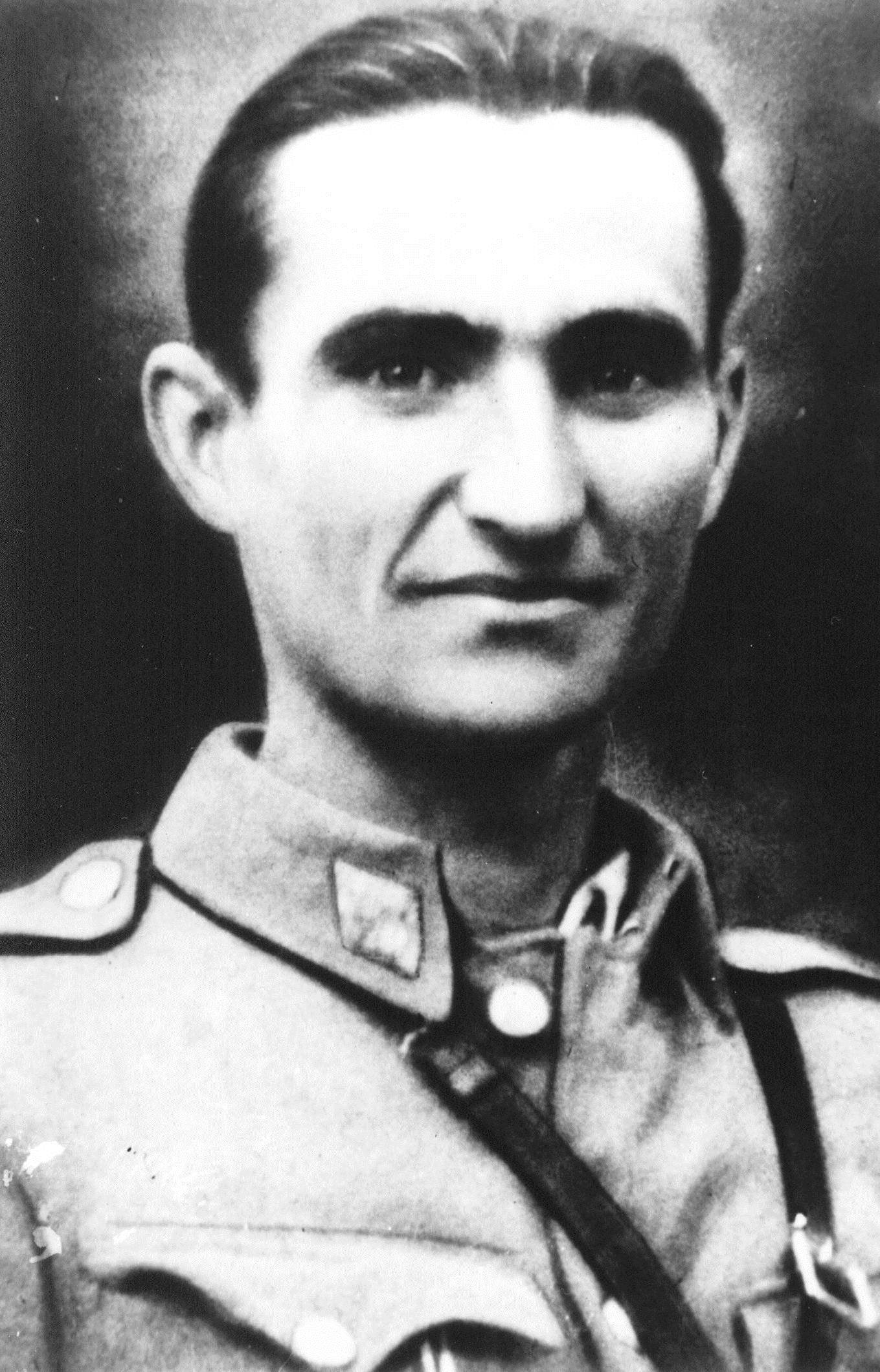
Йосип Мажар

Чтобы привлечь боснийских хорватов в ряды НОД, коммунисты были вынуждены бороться за их благосклонность с усташами. Компартия строила эту работу на хорватской национальной основе и апеллируя к ней. Поначалу хорваты были представлены больше в партизанском руководстве БиГ, чем среди рядовых бойцов. Так, хорватами были командир Романийского отряда Славиша Вайнер (Чича), Маевицкого отряда — Иван Маркович (Ирац), 1-й Краинской ударной бригады — Ивица Марушич (Ратко), 4-й Краинской дивизии — Йосип Мажар (Шоша). Командиром 1-го Боснийского корпуса, созданного в ноябре 1942 года, стал Коста Надь. Но они были исключением, в то время, как их партизанские отряды и соединения были в основном сербскими. Ввиду этого боснийские коммунисты в своих усилиях по привлечению хорватов в НОД полагались на помощь Компартии Хорватии (КПХ) и хорватских партизан. Таким образом мобилизация боснийских хорватов в НОД, в отличие от сербов, была составной частью мобилизации в исторических хорватских землях. Эта работа велась с упором на более широкую югославскую перспективу, выходя за пределы боснийской платформы.
На практике это выражалось в том, что районы Боснии с преимущественно хорватским населением были включены в зону оперативной ответственности партизанских отрядов и соединений Хорватии. Здесь действовали партизаны и их тыловые структуры, подчинённые ГШ народно-освободительных партизанских отрядов (НОПО) Хорватии, а в работе с населением использовалась хорватская патриотическая риторика и в воззваниях поддерживалась независимость Хорватии. Наряду с этим боснийские партизаны также вели в отношении боснийских хорватов прохорватскую патриотическую пропаганду. Занимая города, партизаны проводили публичные собрания и доносили на них своё послание до городского населения. КПХ работала по указанию Коминтерна с лета 1941 года над установлением союза с частями ХКП, направленного против усташей. Учитывая отказ руководства ХКП и Владко Мачека поддерживать любую из сторон усташско-партизанского конфликта, руководством хорватских коммунистов было решено создать параллельные организации ХКП, склонные к сотрудничеству с партизанам. Первым результатом этой политики стало заключённое в сентябре 1942 года соглашение между хорватскими коммунистами и группой, которая выступала от имени части Хорватской крестьянской партии. Оно предусматривало вхождение частей ХКП в состав Народно-освободительного фронта Хорватии с правом быть представленными в руководящих представительных органах хорватских и югославских партизан, а также формирование совета в составе представителей обеих партий, ответственного за координацию сопротивления.
Первая крупная успешная мобилизация боснийских хорватов в ряды НОД произошла в Ливно и его окрестностях во второй половине 1942 года. Город формально входил в зону ответственности КПХ, а не боснийского крайкома КПЮ. После первого освобождения Ливна 7 августа 1942 года, члены руководства Далматинской и Ливненской организаций КПХ созвали конференцию членов ХКП из города и окрестных сёл для их приобщения к НОД. Когда в октябре партизаны оставили Ливно, за ними последовала колонна из около 1500 граждан, в том числе сторонников ХКП, возглавляемых бывшим председателем организации крестьянской партии в Ливно Флорияном Сучичем (впоследствии он стал делегатом АВНОЮ от Хорватии, а не от Боснии и Герцеговины). Кроме Сучича, к партизанам также присоединился бывший председатель районной организации ХКП в Ливно Иван Пеливан. Уход двух уважаемых политиков ХКП к партизанам помог им завоевать симпатии местного хорватского населения. По заключению Хоара, таким образом, хорватские коммунисты с помощью ХКП сделали первый шаг к небольшому, но важному сокращению дефицита боснийских хорватов в НОД.

## Евреи в БиГ — Холокост, сопротивление и спасение

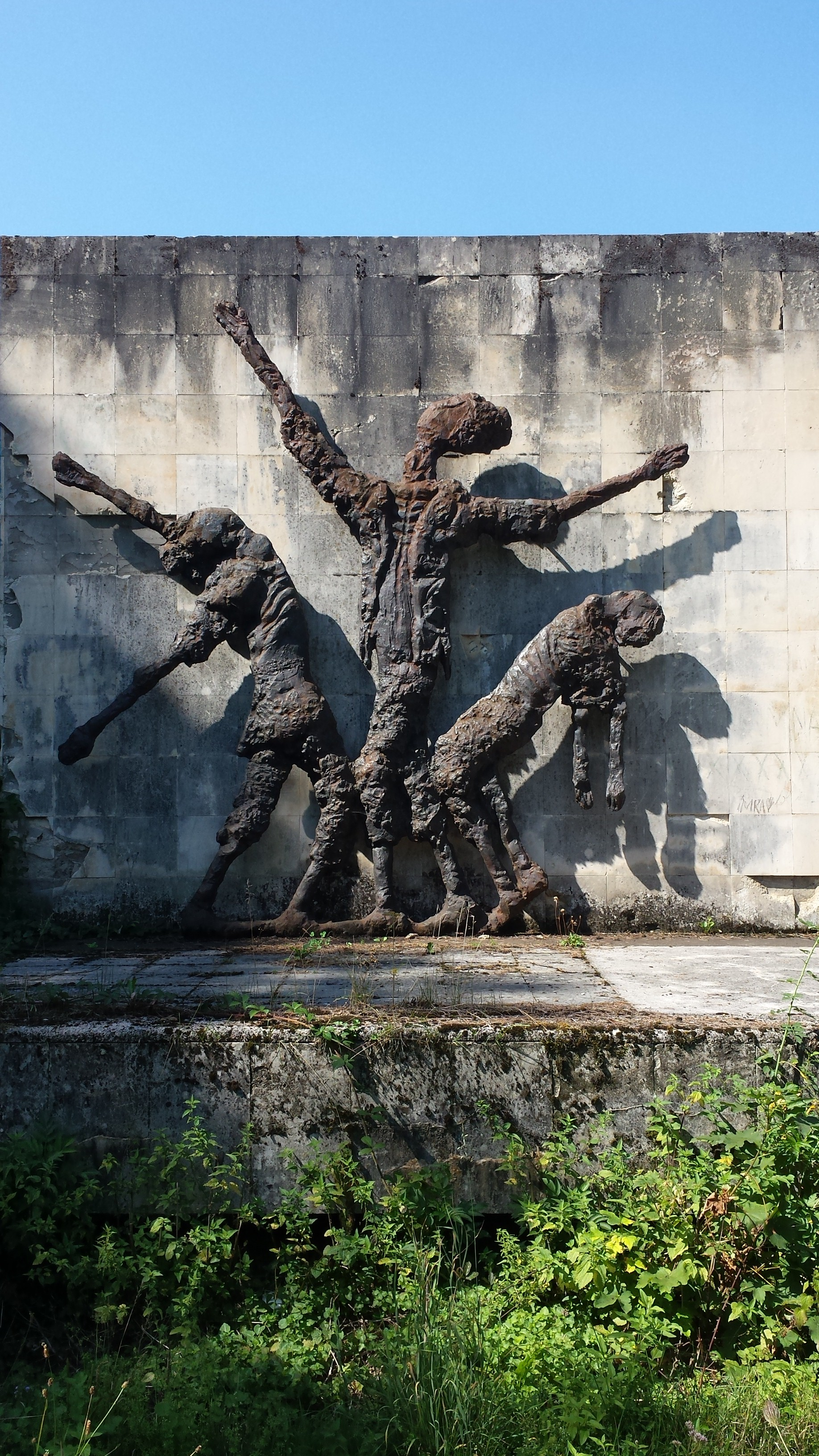
Памятник жертвам концентрационного лагеря Крушчица

До начала войны на территории, включённой в НГХ, проживало около 40 000 евреев. Из них в Боснии и Герцеговине в начале оккупации около 14 500 человек оказались в немецкой зоне. В итальянской оккупационной зоне находилось 300—400 человек. Численность еврейских беженцев из Германии и других стран Европы, пребывавших в то время в БиГ, не установлена. Основную роль в геноциде евреев БиГ сыграли усташи. В соответствии с национал-социалистической моделью, которой придерживались усташи, евреи считались врагами государства. Следствием этого стали массовые депортации, интернирование и убийство евреев по всей стране.
Первый концентрационный лагерь на территории БиГ был создан в Крушчице возле Витеза. Через него прошли тысячи евреев. Отсюда их отправляли в концлагеря Джяково, Лоборград, Ясеновац, Освенцим и Берген-Бельзен. Те, кому удалось избежать захвата, бежали в итальянскую оккупационную зону. Там их интернировали в концлагерь Кампор на острове Раб. Большинству из них удалось впоследствии выжить после капитуляции Италии. Другую часть выживших евреев составили те, кто уже в начале восстания вступил в ряды партизан. Лишь небольшому количеству евреев удалось сохранить жизнь, укрываясь на территории БиГ. Итогом Холокоста на территории БиГ стало уничтожение примерно 10 500 боснийских евреев (примерно 70 % членов довоенной еврейской общины). До освобождения БиГ в 1945 году дожили около 4000 человек (без учёта еврейских беженцев из Сербии, Хорватии и европейских стран).
В условиях жестокого усташского режима 384 еврея стали участниками народно-освободительной войны в 1941 году. Наибольшее число евреев вступили в ряды НОАЮ и НОД в сентябре 1943 года после капитуляции Италии и освобождения узников из концлагеря Кампор — партизанами стали 691 человек, кроме них 648 человек присоединились к НОД. Из выживших участников народно-освободительной войны 65 евреев из Боснии и Герцеговины были носителями Партизанского памятного знака 1941 года. Четверо евреев стали народными героями Югославии.
Процессы спасения евреев в Боснии и Герцеговине включали их обращение в католицизм и ислам, бегство в итальянскую оккупационную зону, отношение фашистской Италии к евреям в аннексированных и оккупированных частях Югославии, спасение еврейских детей, действия праведников, роль францисканцев в попытке предотвращения Холокоста, Мусульманские резолюции за прекращение гонений евреев, а также участие евреев в народно-освободительной войне и народно-освободительном движении. По заключению Эли Таубера, феномен спасения евреев в Боснии и Герцеговине стал уникальным явлением в истории её народа.
Вместе с тем судьба большей части евреев Боснии и Герцеговины, переживших войну, была связана с югославскими партизанами. Многие из евреев погибали в условиях тяжёлой партизанской войны. Так, сложили свои жизни 77 % сараевских евреев, вступивших в партизанские отряды в 1941 году. Однако, из числа тех, кто присоединился к партизанам осенью 1943 года после освобождения из концлагеря Кампор, выжили около 80 %. Отсутствуют точные данные о евреях, оставшихся в живых в партизанских беженствах на Бании и Кордуне, однако по оценке Эли Таубера, выжило около 90 % евреев, эвакуированных ЗАВНОХ с острова Раб.
Несмотря на суровые наказания за укрывательство евреев или содействие им в бегстве от усташского режима находились люди с риском для жизни помогавшие евреям и спасавшие их. За такие подвиги израильский Институт Катастрофы и героизма «Яд ва-Шем» присвоил 49 боснийцам почётное звание праведник народов мира.

## Военно-политическая обстановка в БиГ в конце 1941 года

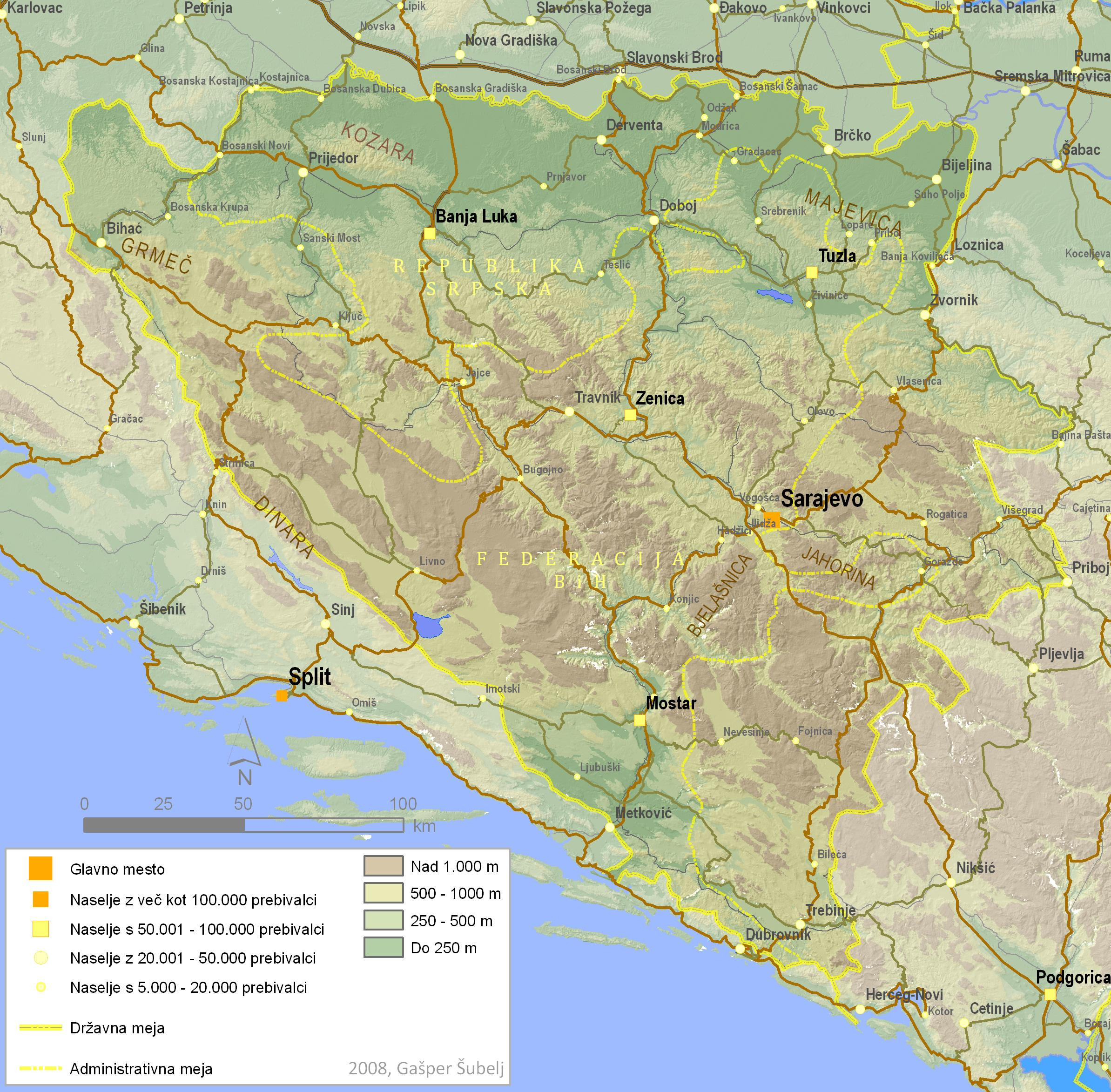
Карта современной Боснии и Герцеговины с отмеченными горными массивами, служившими природными убежищами для партизан

### Военно-географическая характеристика театра военных действий
Территория Боснии и Герцеговины (БиГ) относилась к военно-географическому Центральному горному району Югославии, простирающемуся от Копаоника до Горски-Котара. Пространство с высоким процентом лесистости представляло партизанам возможность маневрировать в направлении всех других районов. Это широко использовалось ими в стратегическом масштабе. Район являлся самым большим по территории и труднопроходимым. Его разделяют долины рек Босны и Неретвы, которые занимались и упорно защищались оккупационными войсками из-за их стратегического положения и существования многочисленных экономических и стратегических объектов, а также проходящих по ним важных линий коммуникаций, связывающих Адриатическое побережье с Паннонской равниной.
Восточная часть Центрального горного района доминирует по высоте и стратегическому положению, что создавало угрозу линиям коммуникаций и объектам в Моравско-Вардарской долине и части коммуникаций и объектов в долине Савы.
Западная часть Центрального горного района занимала значительное положение и имела чрезвычайное политическое, экономическое и стратегическое значение из-за её высокой проходимости, а также потому, что здесь через территорию БиГ проходила единственная железная дорога с нормальной колеёй от Адриатического побережья в долину Савы и далее к Загребу.

### Краткая характеристика противоборствующих сил

#### Партизаны
К концу 1941 года основная часть югославских территорий, контролируемых партизанами, находилась в Боснии и Герцеговине. Партизанские силы БиГ насчитывали около 18 600 человек в составе 10 партизанских отрядов и 2 отдельных батальонов (на остальной территории НГХ в этот период действовали 8 партизанских отрядов и 7 отдельных батальонов численностью около 7000 человек). Кроме этого в Боснию из Сербии и Черногории прибыли Верховный штаб (ВШ) НОПО Югославии и ЦК КПЮ с партизанскими отрядами, из числа которых 22 декабря сформировали 1-ю Пролетарскую бригаду в составе 1199 человек. В это время в Герцеговине находилось около 300 партизан из Черногории.
Хаос в системе власти НГХ и усташский террор по отношению к сербам, слабость хорватских вооружённых сил, наличие двух оккупационных систем, характеризующихся различными целями и политикой, как в отношениях с усташским режимом, так и подходах к обеспечению безопасности оккупированных территорий, предоставляли партизанам благоприятные условия для развития своего «народно-освободительного движения». Вместе с тем ВШ НОПО Югославии и руководство КПЮ столкнулось по прибытии в Восточную Боснию в конце 1941 года с серьёзным политическим кризисом в своих собственных рядах, вызванным четническим влиянием. Сильная позиция четнических отрядов во главе с Дангичем, распространяемые им слухи о возможном соглашении с немецкими оккупантами и включении Восточной Боснии в состав территории германской военной администрации в Сербии, имели влияние на партизан и оттеснили коммунистов в политическую оборону. Это выражалось в росте числа перебежчиков к четникам. С точки зрения руководства КПЮ, это было обусловлено недостаточной «политической работой» или «отсталостью» местного сельского населения. Однако, по заключению Клауса Шмидера, «гораздо более важным был тот факт, что в Боснии до того времени восстание было синонимом самозащиты местных сербов от попытки геноцида со стороны НГХ. В случае исчезновения этой угрозы существовала вероятность того, что аполитичное большинство боснийских сербов, воюющих в составе коммунистических отрядов, откажется от дальнейшего участия в вооружённой борьбе. Эта тенденция в сочетании с глубоко укоренившейся балканской традицией сезонной партизанской войны должна была создать, казалось бы, непреодолимые проблемы для Тито и его штаба».

#### Четники
Основные силы боснийско-герцеговинских четников располагались в то время в Восточной Боснии, были объединены под командованием Горного штаба боснийских четнических отрядов во главе с майором Дангичем и насчитывали около 10 000 человек. Там же присутствовали несколько четнических отрядов из Сербии и Черногории. За пределами этого региона существовали отдельные четнические группы и подразделения на Маевице, Озрене, в Герцеговине и Средней Боснии. Всего на территории НГХ действовали в конце 1941 года около двух десятков четнических отрядов, насчитывавших около 15 000 человек. Эти формирования сотрудничали с итальянцами, уклонялись от борьбы с немцами, но начинали бороться с партизанами.
Вместе с тем в канун 1942 года значительные политические проблемы были не только у НОД КПЮ во главе с Тито, но и лидера четнического равногорского движения Михайловича. Обширная демобилизация его сторонников после подавления вермахтом восстания в Сербии и в обстановке стабилизации правительства Недича, побуждали его к уходу на запад. Однако на рубеже 1941/1942 годов не существовало общенациональной организации под единым командованием Михайловича, а попытки создать новую базу за пределами Сербии должны были осуществляться за счёт уже действующих лидеров сербских повстанцев. Однако предводитель восточнобоснийских четников Ездимир Дангич упорно выступал против любого ограничения своих полномочий. Неоднозначным было и поведение воеводы черногорских четников Павле Джуришича. Поэтому Михайлович оставался в Сербии и, по определению Клауса Шмидера, «было как никогда неясно, удастся ли ему, и если да, то когда, в этих обстоятельствах стать бесспорным лидером национального сербства за пределами страны».

#### Итальянцы
К концу 1941 года итальянские оккупационные войска в НГХ были объединены в составе 2-й армии и подчинённых ей двух армейских корпусов, включающих 8 дивизий полного состава, части 3 дивизий и ряд отдельных и приданных воинских частей общей численностью около 180 000 человек. В конце октября 1941 года на переговорах в Загребе итальянцы навязали властям НГХ расходы за содержание их войск на хорватской территории. При этом, как отмечает историк Здравко Диздар, реоккупация итальянских зон ответственности сопровождалась повсеместным враждебным отношением итальянских командиров к властям НГХ и хорватскому населению, из-за чего и те, и другие в неофициальных документах обозначали их оккупантами.
Продвижение итальянцев в Юго-Восточной Боснии облегчалось соглашением командования 2-й армии о беспрепятственном проходе через контролируемые четниками территории, заключённым с Бошко Тодоровичем, начальником штаба Дангича. Взамен итальянцы обязались удалить хорватские гарнизоны и не допускать продвижения хорватских войск по территории своей зоны ответственности. Это вызвало резкие, но безнадёжные протесты усташского правительства. Вместе с тем отношения итальянцев с усташским режимом обострились ещё больше, когда командующий 2-й армией генерал Витторио Амброзио, в то время как в штабе рассматривался вопрос об итальянской оккупации всей Хорватии, принял решение о временном отводе войск из верховьев Подринья и, с целью недопущения туда партизан, заключил соглашение с Дангичем о передаче этой территории четникам. При этом при уходе войск из Фочи итальянцы оставили 82 жандарма своего союзника наступающим четникам, которые убили их вместе с большой частью боснийских и хорватских мирных жителей, проживавших в городе (по разным подсчётам до 6000 человек).

#### Немцы
На фоне этих событий ОКВ отправило командующему немецкими вооружёнными силами на Юго-Востоке генералу Вальтеру Кунце директиву от 15 декабря 1941 года с указанием передать всю Хорватию итальянской 2-й армии в целях экономии немецких сил. Инициатива ОКВ была негативно воспринята Глайзе-Хорстенау, Каше и Кунце. Первые двое немецких представителей обосновывали это экономическими рисками и угрозой ликвидации итальянцами хорватского государства. Сам Кунце не видел возможностей для обеспечения реальной экономии сил. В ответном письме в ОКВ от 20 декабря он обосновал, не ставя под сомнение принципиальную необходимость итальянской оккупации, что для охраны объектов в Сербии и НГХ после вывода фронтовых 113-й и 342-й пехотных дивизий из Сербии (что и так планировалось), четыре оккупационные дивизии по-прежнему представляли собой минимальную численность для сербско-хорватского района. Эта аргументация была принята в штабе Гитлера и 24 декабря Верховное командование вооружённых сил Италии было проинформировано об отмене запланированной оккупации НГХ 2-й армией. Отказ от итальянской оккупации всей Хорватии требовал усиления немецкого участия в борьбе с партизанами на территории Боснии. Директивой от 24 декабря 1941 года ОКВ установил для командования вермахта на Юго-Востоке срок до конца января 1942 года, как достаточный для ликвидации повстанцев в Восточной Боснии. К концу этого срока последняя из фронтовых дивизий, 342-я пехотная, должна была отправиться на Восточный фронт, а в немецкой зоне ответственности на территории НГХ с 25 января 1942 года предстояло действовать одной 718-й пехотной дивизии. Кроме этих сил в распоряжении немецкого командования имелись к концу года оперативные части домобранства (46 батальонов) численностью около 55 000 человек (по данным Диздара 54 295 человек).

## Босния и Герцеговина в первой половине 1942 года

### Начало гражданской войны между двумя антиоккупационными движениями БиГ
После ухода из Сербии сохранившихся партизанских сил во главе с Верховным штабом немцы не стали преследовать их в итальянской зоне оккупации. В этой обстановке поражение в Сербии стало предметом обсуждения на заседании Политбюро ЦК КПЮ в Санджаке, состоявшемся 7 декабря в селе Дренова. На заседании были приняты резолюции, оказавшие значительное влияние на дальнейший ход вооружённой борьбы. Первая провозглашала нынешний конфликт, разрастающийся в мировую войну, классовой борьбой под руководством Советского Союза. Вторая резолюция предусматривала создание из числа наиболее преданных партии кадров новой боевой мобильной единицы — 1-й Пролетарской бригады.
Анализируя политическую обстановку Тито и его соратники в декабре 1941 года увязали её с антипартизанскими действиями четнического равногорского движения Михайловича. По их заключению, успехи Красной армии под Москвой подтолкнули консервативные империалистические политические силы в мире к консолидации в борьбе с революционными народно-освободительными движениями. В югославских реалиях это заключалось в том, что прозападно ориентированные силы, так называемый «реакционный великосербский центр», пытающийся через Михайловича соединиться с политическими силами всей Югославии, стоящими на позициях королевского эмигрантского правительства, хотя и придерживались антифашистской ориентации, но из-за своей слабости стремились объединиться с оккупантами в борьбе против партизан. Таким образом практически происходило сотрудничество разнополюсных сил: эмигрантское правительство — Михайлович с одной стороны и с другой стороны Недич — оккупанты. На основе этой оценки развития международных отношений и обстановки в Югославии, руководство КПЮ определило в качестве основной политической задачи решительную борьбу против великосербских элементов, которые вновь становились наиболее реакционными и опасными. Формирование 1-й Пролетарской бригады происходило 21—22 декабря 1941 года в Восточной Боснии в населённом пункте Рудо. Это воинское соединение нового типа рассматривалось как вооружённая сила компартии, обозначало переход к регулярным формам организации партизанских вооружённых сил и должно было служить не только борьбе с оккупантами, но и революционизировать гражданскую войну против четников и усташей, так как её бойцы уже сражались с четниками Михайловича и видели в них своего противника. Формированием пролетарских воинских частей планировалось постепенно и по мере возможностей создать элитные войска народно-освободительной армии, которые по заключению Расима Хурема, должны были оказывать решающее влияние на развитие военных конфликтов и быть гарантом того, что политическая реакция не сможет осуществить свои намерения.

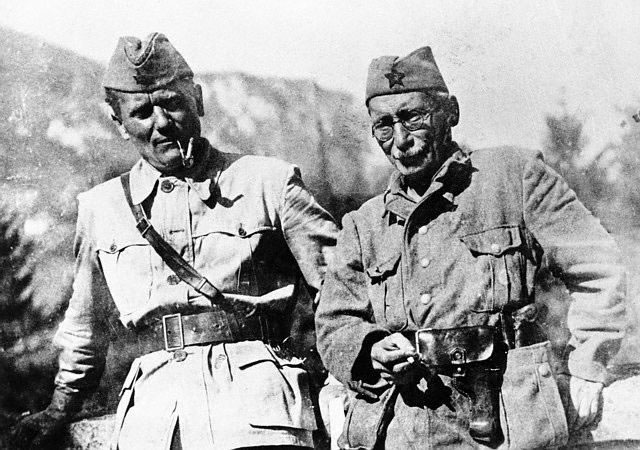
Иосип Броз Тито и член верховного штаба Моша Пияде (справа) в Фоче, 1942 год

Прибыв в конце декабря в Восточную Боснию, Верховный штаб за короткое время пребывания на Романии распознал опасность, угрожающую партизанским отрядам со стороны четников. 7 января 1942 года в селе Иванчичи состоялось совещание Краевой организации КПЮ в БиГ, в которой приняли участие члены ЦК КПЮ. Было решено: «прекратить ранее практиковавшееся оперативное сотрудничество с четниками. Вместо этого решительно разобраться с ними, как с противниками. Политическое действие в народе и партизанских отрядах приспособить к необходимости политического овладения повстанческой массой, которая хотя и находится под партизанским командованием, но по существу была четническая и колеблющаяся. Создать отряды добровольческой армии, в которую должны быть приглашены все те, кто готов сражаться под национальным флагом против оккупантов и усташей, но по каким-либо причинам не хочет вступать в народно-освободительные партизанские отряды. Таким образом, повстанцы, балансирующие между национально-освободительной и четнической политическими линиями, смогут легче принимать решения и действовать в пользу первой. Для эффективного ведения борьбы, в первую очередь с четниками, их деятельностью и мародёрством в партизанском тылу, формировать, где это необходимо, подвижные партизанские отряды в виде ударных рот и батальонов. Мобилизовать в эти батальоны как можно больше рабочих и молодежи из городов». В принятых решениях указывалось на недостаточность ориентации в основном только на сербов. Более широкая политическая платформа января 1942 года требовала больше полагаться на мусульман, чем раньше. В ней подчёркивалось, что «следует немедленно перейти к созданию комсомольских (скоевских) организаций среди мусульманской и хорватской молодёжи в сёлах, где такая работа была очень слабой». Как отмечал Расим Хурем: «Эти попытки поставить народно-освободительную борьбу в Боснии и Герцеговине на более широкую политическую платформу последовали за осознанием того, что дальнейшее укрепление НОД и успешное руководство народно-освободительной борьбой невозможно, если не будут побеждены четники и если НОД не будет более серьёзно рассчитывать на мусульман и хорватов не только в декларациях, но и на деле».
Вслед за этим партизанское руководство в воззвании к народу БиГ обвинило несколькими днями позже лидеров четников в саботаже народно-освободительной борьбы, ведении братоубийственной войны с партизанами и призвало сербов, хорватов и боснийцев-мусульман присоединиться к совместной борьбе с оккупантами, усташами и четниками. Таким образом, как пишет Марко Аттила Хоар, прибытие Верховного штаба Тито в Восточную Боснию «послужило спусковым крючком» для распространения здесь войны партизан с четниками.
Последовавшими мерами Верховного штаба и 1-й Пролетарской бригады был предотвращён распад в Восточной Боснии тех партизанских отрядов, в которых велась интенсивная четническая пропаганда. Однако времени для серьёзного укрепления партизанских отрядов не хватило, потому что вскоре началась новая крупная немецко-усташско-домобранская антипартизанская операция.

### Чёрный легион
Четническая политика геноцида мусульман побуждала последних создавать собственные парамилитарные формирования. Некоторые мусульмане присоединялись к усташам. Так, в основном из беженцев из Восточной Боснии, бежавших от террора четников, усташский командир в Боснии и Герцеговине Юре Францетич сформировал для борьбы с повстанцами так называемый «Чёрный легион». Летом 1942 года около 1000—1500 мотивированных бойцов легиона вступили в борьбу против партизан и четников в Восточной Боснии.

### Мусульманская милиция. «Легион Хаджиэфендича»
Сербское восстание в БиГ сопровождалось сожжением повстанцами мусульманских сёл и убийствами населения, что вызвало дезертирство многих мусульман из домобранства и их присоединение к местным мусульманским формированиям самообороны. Реагируя на отчаяние мусульманской общественности и неспособность усташского режима обеспечить защиту народа, члены мусульманской элиты начали к концу 1941 года возглавлять стихийное мусульманское движение самообороны и организовывать независимые мусульманские вооружённые силы.

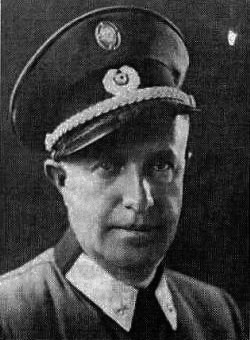
Мухамед-ага Хаджиэфендич

Одним из лидеров такого движения стал тузланский торговец и убеждённый автономист, офицер запаса югославской армии Мухамед-ага Хаджиэфендич, который при поддержке локальных и сельских мусульманских лидеров и с санкции Загреба сформировал 22 декабря 1941 года отряд милиции, названный Добровольческим отделением народного восстания бойника Хаджиэфендича (босн. Dobrovoljački odjel narodnog ustanka bojnika Hadžiefendića (в историографии известен как «Легион Хаджиэфендича»). Весной 1942 года легион насчитывал около 5000 солдат. Зона его ответственности включала территорию от Грачаницы на западе, Орашья и Босански-Шамаца на севере, Зворника и Биелины на востоке и Кладаня на юге. В июле 1942 года отряд переименовали в Домобранско-добровольческий полк (хорв. Domobransko-dobrovoljačka pukovnija — DOMDO/ДОМДО). К концу года он состоял из 6 батальонов, размещённых в Биелине, Брчко, Грачанице, Пурачиче, Живинице и Тойшичах. В состав полка мобилизовывали мусульманское крестьянство Северо-Восточной Боснии. Дисциплиной и действиями личный состав ДОМДО мало чем отличался от четнических повстанцев. По характеристике Хоара, легионеры грабили мирные сербские сёла, избивали, а иногда и убивали их жителей. Были агрессивны и нетерпимы по отношению к хорватскому домобранству и полиции, а также к хорватам в целом и считали свою территорию мусульманской, где они были главными. Немецкое командование не оказывало доверия мусульманским легионерам. В частности, командующий немецкими войсками в Хорватии генерал-лейтенант Рудольф Лютерс в отчёте за декабрь 1942 года писал, что «в случае серьёзного нападения партизан они сдадутся или перейдут на их сторону». В реальности, согласно заключению Хоара, мусульманские «легионы» подрывали усташский порядок, делая невозможным консолидацию усташского государства. «Легионы» также позволяли молодым мусульманам уклоняться от военной службы в домобранстве.
Процесс создания мусульманской милиции продолжили автономисты из Сараева и других городов, чьей долгосрочной целью было отделение Боснии и Герцеговины от НГХ. Они пытались расширить «Легион Хаджиэфендича» на свои территории или сформировать собственные ополчения, используя в этих целях в качестве прикрытия объединение «Эль-Хидайе». Так, в Сараево этим занимались Узеир-ага Хаджихасанович и президент общества «Мерхамет», член улема-меджлиса хафиз Мухамед Панджа. В Баня-Луке — радикальный политик Суляга Салихагич, в Мостаре — бывший муфтий Омер Джабич и другие. В круг участников процесса входили ветераны мусульманского движения за автономию периода 1899—1909 годов, а также 1939—1941 годов. В итоге в Сараеве было сформировано пять подразделений мусульманской милиции.

### Антипартизанские операции в Восточной Боснии и кризис партизанского движения
На рубеже 1941—1942 годов Босния и Герцеговина стала центром народно-освободительной борьбы на югославских землях и местом нахождения ВШ НОПО Югославии (с января 1942 года — Народно-освободительная партизанская и добровольческая армия Югославии (НОПиДАЮ)). Компактная освобождённая партизанами территории с центром в Фоче охватывала часть Санджака, Черногории, Герцеговины и Восточной Боснии к северу до железнодорожной линии Сараево — Вишеград. Ответом на это стало проведение немецко-усташско-домобранскими войсками антипартизанских операций «Юго-Восточная Хорватия» (15 — 23 января 1942 года), «Озрен» (29 января — 4 февраля 1942 года) и вслед за ними первой крупномасштабной совместной антипартизанской операции германских, итальянских и усташско-домобранских войск под условным названием «Трио» (22 апреля — 15 мая 1942 года). Под давлением оккупационных и усташско-домобранских сил, а также под влиянием действий четнических отрядов контролируемая партизанами территория в Восточной Боснии была вновь оккупирована, а основные силы НОПиДАЮ, около пяти тысяч бойцов, измученных и раненых, были отброшены в июне 1942 года на боснийско-герцеговинско-черногорскую границу.
Такой итог явился следствием как антипартизанских операций оккупантов, так и негативных процессов, развивавшихся в народно-освободительном движении в первой половине 1942 года и закончившихся в апреле-мае кризисом в его рядах. Принятый в НОД КПЮ на рубеже 1941/1942 годов курс на радикализацию революционной борьбы («левый уклон») и вызванный этим террор против явных и мнимых классовых врагов и коллаборационистов, раскол сербского повстанческого движения, гражданская война, наряду с активной четнической пропагандой отвернули от коммунистов широкие массы сербов и сказались негативно на моральном состоянии партизанских сил. Как следствие, в ходе операции «Трио» распались после первых столкновений с противником все добровольческие отряды, а их бойцы либо разошлись по домам, либо присоединились к четникам. В Калиновикском, Озренском, Романийском, Зеницком, Требавском партизанских отрядах и отряде «Звезда» произошла серия «переворотов» и в конце апреля — первых днях мая они присоединились к четникам. Таким образом был утрачен даже бывший оплот партизан на Романии. Однако, по заключению Клауса Шмидера, тот факт, что к середине мая главные силы НОД были изгнаны почти из всей Восточной Боснии в результате наступления немецко-итальянско-усташских войск, рассматривался бы Верховным штабом НОПиДАЮ как временная неудача, если бы имелась возможность возвращения на фактическую базу народно-освободительного движения в Черногории и переформирования там имеющихся сил. Однако дорога в Черногорию была закрыта. Тактический коллаборационизм четников с итальянцами способствовал их усилению, а «левый уклон» и обусловленный им коммунистический террор и здесь привёл к утрате партизанами поддержки населения. Параллельно с аналогичными событиями в Восточной Боснии, в ряде черногорских партизанских отрядов произошли четнические перевороты. Большинство партизан перешло в ряды четников либо дезертировало, а оставшиеся численностью около 500 человек под натиском итальянцев и четников были вынуждены покинуть Герцеговину. Предпринятая 16 мая попытка прорыва главной партизанской группировки во главе с ВШ на Колашин не удалась ввиду начавшегося охватывающего наступления четников с северного и южного направлений. Таким образом оперативная зона партизан была в начале июня 1942 года ограничена пространством на северо-востоке Черногории в высокогорном, безводном и бесплодном регионе между реками Пивой и Тарой, а желанное возвращение в Сербию при недостатке сил, боеприпасов и продовольствия было невозможным.

### Последствия операции «Трио» для итало-немецко-хорватских отношений
В ходе подготовки и проведения первого совместного итало-немецко-хорватского цикла антипартизанских операций проявились существующие противоречия между союзниками. Для командования 2-й армии было очевидным блокирование хорватами и немцами попыток итальянской стороны расширить влияние на немецкую зону военной ответственности. С учётом этого итальянское командование внесло коррективы в политику по отношению к НГХ и, вместо расширения границ своей военной ответственности, сосредоточилось на обеспечении безопасности аннексированных земель Далмации и Словении. С этой целью 2-я армия приступила к частичному выводу своих воинских контингентов из большей части III зоны военной ответственности в БиГ. 25 мая итальянцы оставили Босански-Петровац, 30 мая — Дрвар, 1 июня — Прозор и Гламоч. Дивизии «Тауринензе» и «Перуджия» были переброшены в Черногорию, а дислоцированные там дивизии «Таро» и «Пустерия» возвращены в Италию. Ещё одним следствием операции «Трио» явилось создание итальянским командованием Антикоммунистической добровольческой милиции (итал. Milizia Volontaria Anti Comunista, MVAC) в зонах своего военного контроля на территории НГХ, в которой были легализованы формирования четников.
По завершении операции «Трио» отношения между командованиями итальянской 2-й армии и немецкими войсками на Юго-Востоке достигли своего низшего уровня. Об отводе итальянцами войск из III зоны представитель вермахта генерал Глайзе-Хорстенау и посланник Германии в НГХ Зигфрид Каше получали сведения в первые три недели только от хорватских властей. При этом командование вермахта на Юго-Востоке ничего не знало об отводе до середины июня 1942 года. Прерванное после операции «Трио» сотрудничество между итальянским и немецким командованиями в борьбе с повстанцами возобновилось только на рубеже 1942—1943 годов, когда угроза со стороны партизан стала слишком большой.
Подводя итоги операции «Трио», Клаус Шмидер писал: «В целом, для немецких военных и дипломатов в ходе операции „Трио“ со всей очевидностью открылась основная проблема германской оккупационной политики в Хорватии: правительство Хорватии воспринимало итальянскую оккупацию в первую очередь как угрозу, которая лишь слегка уступала угрозе со стороны партизан; итальянская политика нерешительно колебалась между экспансией и отводом войск, а также создавала дополнительный фактор нестабильности за счёт поддержки национального сербского элемента; и, наконец, слабое немецкое присутствие на севере страны фактически стало последним барьером между НГХ и его уничтожением — либо повстанцами, либо итальянцами».

### «Тактический коллаборационизм» четников в итальянской зоне оккупации
17 января 1942 года командир итальянского 6-го армейского корпуса Ренцо Дальмаццо направил командующему 2-й армией генералу Марио Роатте отчёт под названием «Связи с лидерами четнических формирований», где отметил контакты с командирами четников в НГХ воеводами Илией Трифунович-Бирчанином и Доброславом Евджевичем. Оба четника симпатизировали итальянцам, считали расширение итальянской оккупации на всю территорию Боснии и Герцеговины лучшим военным решением для сербского населения и добивались союза с итальянцами против усташей и партизан. Дальмаццо в контактах с четниками преследовал две цели: избежать борьбы с ними и побудить большинство, если не всех, присоединиться к борьбе с партизанами. Эта политика была систематизирована в течение 1942 года командующим 2-й итальянской армией и проводилась всеми итальянскими командирами как на аннексированных, так и оккупированных территориях Хорватии, Боснии и Герцеговины, Далмации, а также в Словении.
Текст соглашения между четниками и командованием 2-й итальянской армии не был найден. Однако Йозо Томашевич приводит содержание, по-видимому, первого предварительного соглашения, заключённого 11 января 1942 года представителем 6-го корпуса и представителем четников Юго-Восточной Боснии Мутимиром Петковичем. Оно должно было вступить в силу после подписания итальянским командованием и командованиями четнических районов, а также главным представителем командующего Югославской армией на родине Михайловича в Боснии и Герцеговине майором Бошко Тодоровичем. Как отметил Йозо Томашевич, последующие события показли, что соглашение было подписано всеми заинтересованными сторонами. Оно содержало семь конкретных пунктов. В случае оккупации итальянцами Восточной Боснии, четники обязались воздерживаться от взаимного вооружённого конфликта. Отрядам четников разрешалось оставить оружие. Во всех районах, «освобождённых» четниками (по примечанию Томашевича, имелось ввиду, вероятно, от хорватских квислинговских сил или от партизан), все военные и полицейские формирования НГХ подлежали разоружению. Во всех областях, где католики (хорваты) составляли меньшинство, местные органы власти НГХ подлежали заменене сербскими, функционирующими параллельно с итальянской военной администрацией. Сербскому населению гарантировались все права. Итальянцы должны были оказать помощь в освобождении сербов из усташских концентрационных лагерей, потому что это помогло бы подавить коммунистическую античетническую пропаганду.
Соглашение от 11 января 1942 года было направлено главным образом против усташей, однако Дальмаццо и другие итальянские командиры понимали, что четники могут оказать им помощь в борьбе против партизан. По заключению Йозо Томашевича, очень скоро — хотя ещё не в то время — главным интересом и четников и итальянцев стала взаимопомощь в борьбе с партизанами. На этой основе с начала 1942 года командование четников проводило политику «тактического коллаборационизма» с итальянскими властями, получая взамен разнообразную военную и материальную помощь. Историк Занела Шмид отмечает: «Они рассматривали это как тактическое сотрудничество, которое должно помочь им установить после войны собственный порядок. Сам Михайлович санкционировал вступление четников в Антикоммунистическую добровольческую милицию и заявлял подчинённым: „Мы хотим обмануть итальянцев для достижения наших целей. Они коварны, но мы должны быть хитрее их“. Это означало, что поддержка итальянцев дала четникам возможность сражаться с их врагами во время войны, создавая позиции для послевоенных переговоров». Большинство сил четников в итальянской зоне военной ответственности НГХ были легализованы с лета 1942 года и в первой половине 1943 года в отрядах возглавляемой Трифуновичем-Бирчанином антикоммунистической милиции MVAC, входившей в состав итальянских вспомогательных войск. Их численность составляла 19—20 тысяч человек. При поддержке итальянской стороны сфера военно-политической активности четников с лета 1942 года охватывала Черногорию, а также итальянскую зону военной ответственности в НГХ — Герцеговину и часть Восточной Боснии. В Черногории располагался штаб командующего ЮВуО.
Правительство усташей было против итальянской политики сотрудничества с четниками, но по условиям итало-хорватского договора о выводе около половины итальянских сил из II и III зон, подисанного в Загребе 19 июня 1942 года, оно должно было взять на себя содержание четнической антикоммунистической милиции с оговоркой, что четники признают суверенитет НГХ. Сотрудничество с четниками стало одним из главных камней преткновения в отношениях между Италией и НГХ и вызывало многочисленные протесты усташей, направляемые командованию 2-й армии, итальянским представителям в Загребе и властям в Риме. На это итальянская сторона заверяла хорватов во временном характере сотрудничества, «пока не будут ликвидированы партизаны, а затем и с четниками будет покончено».

### Битва на Козаре

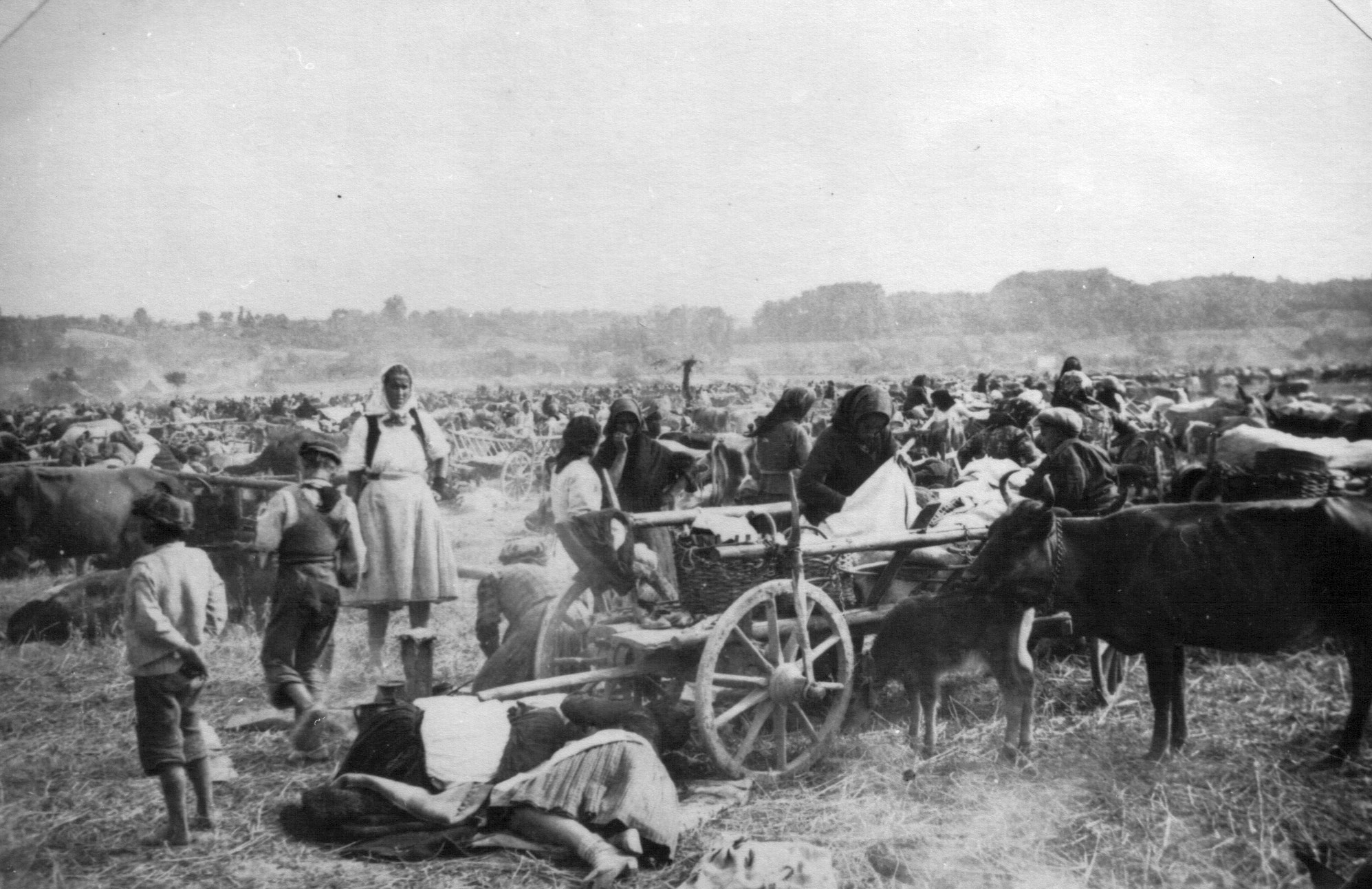
Беженцы во время Битвы на Козаре, 1942 год

Весной 1942 года Западная Босния оставалась областью, где активность партизан продолжала расти. По словам генерала Эдмунда Глайзе-Хорстенау, в районе Козары, Яйце и Баня-Луки партизаны образовали несколько «советских республик». Район горной гряды Козара контролировался 2-м Краинским партизанским отрядом. Покрытая густым лесом Козара была важным опорным районом партизан, особенно после реоккупации частями 2-й итальянской армии III зоны своей военной ответственности. Сосредоточение здесь крупных партизанских сил составляло потенциальную угрозу стратегической линии коммуникации Белград — Загреб. По состоянию на 16 мая 1942 года, партизаны заняли город Приедор и довольно значительная железо-рудная шахта в Любии, прервано железнодорожное и автомобильное сообщение между городами Баня-Лука, Приедор и Босански-Нови, а также Костайница, Босанска-Дубица и Градишка. Пресечением движения по железной дороге Любия — Приедор — Босански-Нови прекратили связь с рудниками по добыче железной руды в районе Приедора, важными для германской военной экономики.
С целью устранения угроз немецким интересам в Западной Боснии, ещё на состоявшейся 3 марта 1942 года в штабе итальянской 2-й армии в Опатии конференции представителей германского, итальянского и хорватского командований приняли решение провести сразу после окончания операции «Трио» масштабную акцию по уничтожению партизанского очага на Козаре. При этом, кроме тщательного прочёсывания повстанческого района, спланировали широкомасштабную депортацию населения Козары в другие районы Хорватии.
Антипартизанская операция под условным названием «Западная Босния» (другие названия — операция «Козара» и операция «Хавер») проводилась немецко-усташско-домобранскими войсками в период с 10 июня по 17 июля 1942 года и вошла в историю Народно-освободительной войны в Югославии как Битва на Козаре.
Битва стала одним из самых кровопролитных и драматичных событий народно-освободительной войны. Партизанам, уступавшим противнику по численности почти в 9 раз, нанесли самое тяжёлое поражение со времени подавления восстания в Сербии осенью — зимой 1941 года. От рук карателей погибли около 20 000 жителей Козары, а 68 600 человек депортировали, в том числе 23 500 детей. Потери 2-го Краинского партизанского отряда составили более 50 % личного состава, при этом точное число убитых партизан не установлено. В югославской историографии приводятся данные о гибели около 1700 бойцов.

## Босния и Герцеговина во второй половине 1942 года

### Поход группы пролетарских бригад в Боснийскую Краину

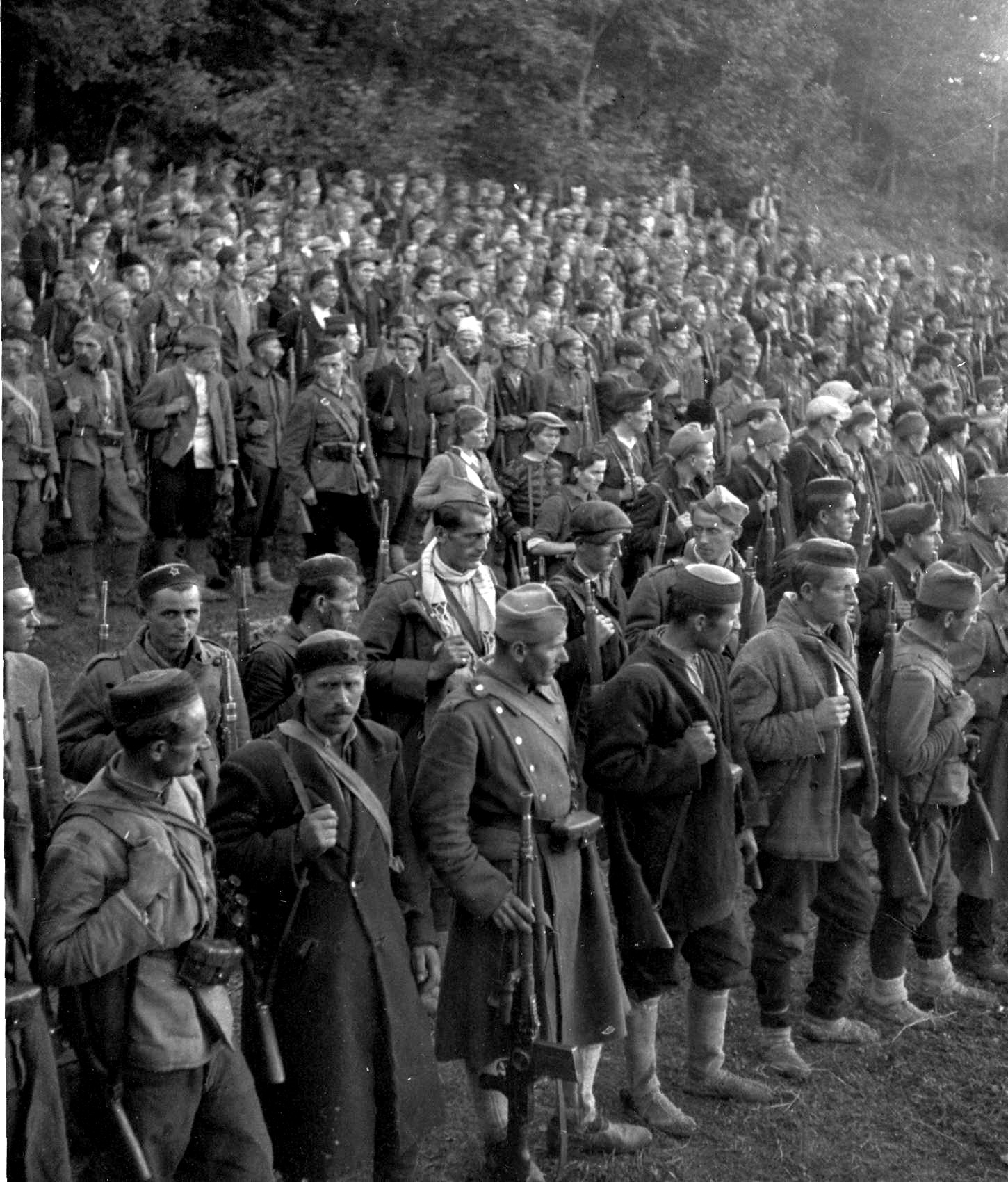
Бойцы 4-й Пролетарской Черногорской бригады на Зеленгоре, июнь 1942 года

В результате начатого 22 апреля 1942 года немецкими, итальянскими и усташско-домобранскими войсками цикла антипартизанских операций в Юго-Восточной Боснии, Восточной Герцеговине и Черногории, проведённого при некоторой помощи четников, партизаны к 15 июня потеряли практически всю ранее контролируемую ими территорию в этих районах. Многие партизанские отряды прекратили своё существование из-за четнической подрывной деятельности. В этой обстановке Верховному штабу НОПиДАЮ удалось вывести на Зеленгору 1-ю и 2-ю Пролетарские бригады, а также сохранившиеся силы герцеговинских, черногорских и санджакских партизан. Из числа прибывших на Зеленгору партизан были сформированы три пролетарские бригады: 3-я Санджакская, 4-я и 5-я Черногорские бригады, а также Герцеговинский партизанский отряд. Общее число партизан, реорганизованных в пять пролетарских бригад и один отряд, составило около 5000 человек.
Под влиянием поражения и критики из Москвы руководство КПЮ осудило 19 июня 1942 года «левый уклон», оценив его как «ошибку», носившую «сектантский характер». Чтобы выиграть время и избавить ядро НОПиДАЮ от уничтожения, было решено перенести основное внимание с Сербии на западные районы Боснии, заселённые сербами. Этому выбору способствовали два фактора. Имеющиеся там партизанские силы по-прежнему доминировали в гражданской войне над местными антикоммунистическими формированиями. Кроме того, в данном регионе возник неожиданный вакуум оккупационных сил ввиду начавшегося отвода войск итальянской 2-й армии. С учётом вышеизложенного, Верховный штаб отдал приказ о переходе партизанских сил в Западную Боснию и Хорватию.
За время с 24 июня по 25 сентября 1942 года ударная группа в составе 1-й, 2-й, 3-й и 4-й Пролетарских бригад численностью 3800 бойцов, а вслед за ней 5-я Черногорская бригада и Герцеговинский партизанский отряд, преодолев расстояние в 250 км, с боями пробились в Боснийскую Краину. Походу пролетарских бригад во главе с ВШ благоприятствовал уход итальянских войск из III оккупационной зоны, ставший неожиданность для командования вермахта на Юго-Востоке, и отвлечение основных немецких сил на проведение операции против партизан Козары. Эти два обстоятельства, по оценке историка Гая Трифковича, практически открыли путь группе бригад через Герцеговину и Западную Боснию. На направлении движения не было больших сил противника, кроме усташей, домобран и четников. В походе партизаны разрушили 70-километровую железную дорогу Сараево — Мостар, чем пресекли единственное железнодорожное сообщение между Южной Далмацией и внутренними районами НГХ более чем на два месяца. Пролетарские бригады сокрушали усташско-домобранские гарнизоны и один за другим занимали на своём пути города (за исключением Купреса). Кульминацией похода стало овладение городом Бихач в начале ноября 1942 года. Несмотря на сложившуюся благоприятную оперативную обстановку, условия похода были нелёгкими. Совершая марш по долинам и горам, бойцы жили в лесах, спали на земле. Им не хватало продовольствия, медикаментов и боеприпасов. По воспоминаниям участников, хуже всего было то, что у них закончилась соль, из-за недостаточного питания люди страдали от цинги. Вместе с тем, несмотря на трудности, в ходе марша ряды партизан пополнялись добровольцами, в большинстве сербами.
Успешный поход пролетарских бригад в Боснийскую Краину обеспечил народно-освободительному движению выход из стагнации и кризиса, охватившего его в первом полугодии 1942 года и, по оценке историка Леонида Гибианского, привёл «в конечном счёте к возникновению возможности резкого расширения массовой базы партизанских сил. Они стали быстро пополняться за счёт масштабного прилива в них тамошнего сербского населения… Большинство сербов региона видело в партизанах единственную действенную защиту от усташского режима, связывало с ними надежду на выживание и национальное существование». В результате действий прибывших пролетарских бригад во главе с ВШ и местных партизанских отрядов, в Западной Боснии образовалась новая значительная территория, в разной степени контролировавшаяся партизанами.

### Соглашения между четниками и усташами
После произошедшего на рубеже 1941/1942 годов раскола сербских повстанческих сил на два враждебных лагеря, четнические отряды и поддерживавшее их население в БиГ оказались к северу от демаркационной линии в состоянии войны на два фронта: с одной стороны, с усташско-домобранскими и немецкими войсками, а с другой — с партизанами. Предпринятые Дангичем в начале 1942 года попытки найти способ сосуществования с немцами в Восточной Боснии окончились неудачей, поэтому местные четнические командиры стали искать сотрудничества с властями НГХ. Несмотря на принципиальные идеологические расхождения, наличие общего врага — партизан — разрушило все препятствия для сотрудничества между многими четническими отрядами и усташами.

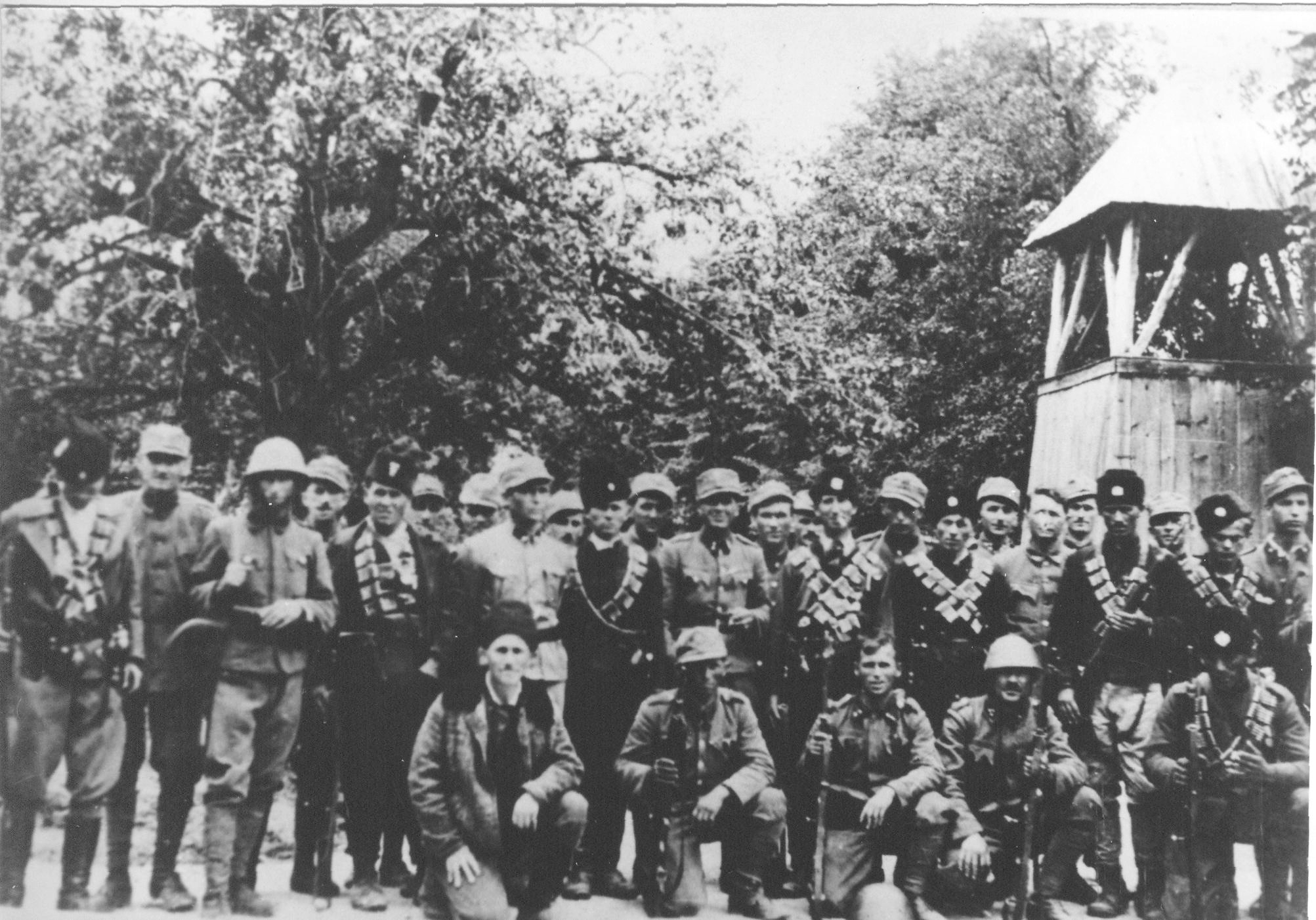
Четники и хорватские домобраны

Первое официальное соглашение с усташским режимом заключили Озренский и Требавский четнические отряды 28 мая 1942 года в селе Липац. Его действие распространялось на район вдоль реки Босна и железной дороги Сараево — Брод. Статья 5 договора предусматривала добровольное сотрудничество четников с хорватским домобранством в уничтожении партизан, а также их оперативное подчинение главному командованию домобранства. Однако непосредственное командование отрядами в антипартизанских операциях сохранялось за четническими командирами. Согласно изложению Йозо Томашевича, этим соглашением командиры Озренского и Требавского четнических отрядов признавали суверенитет НГХ и, как его граждане, выразили свою лояльность государству и поглавнику. Оба отряда должны были со дня подписания соглашения прекратить все военные действия против военных и гражданских властей усташского государства. Власти НГХ обязывались установить в четнических районах постоянную администрацию, а отряды четников обещали помощь в нормализации общих условий. Пока сохраняются чрезвычайные обстоятельства, руководители четников должны были осуществлять административную власть на своих территориях под контролем органов НГХ. В течение следующих трёх недель были подписаны ещё три соглашения для территорий Средней и Северо-Западной Боснии, а 16 января 1943 года — одно в Восточной Боснии. Формирования четников обязывались вовремя сообщать о самостоятельных действиях против партизан хорватскому военному командованию, а оно, в свою очередь, снабжать четников необходимыми боеприпасами, обеспечивать лечение раненых в военных госпиталях НГХ и предоставлять вдовам и сиротам четников, погибших в борьбе с партизанами, государственную финансовая помощь в размере, предусмотренном для солдат НГХ. По возможности, власти НГХ обязались освобождать людей, заключённых в концлагеря, но только по специальному ходатайству четнических командиров. До момента возвращения таких лиц их семьям, при необходимости, предусматривалась финансовая помощь. Соглашения также регулировали вопросы возвращения беженцев и оказания им госпомощи, предоставления работы и права торговли на общих правах, гарантированных гражданам НГХ.
Директивой ГУС, изданной 9 октября 1942 года, вопросы переговоров и заключения любых соглашений с четниками допускались только с санкции 10-го отдела Управления общественного порядка и безопасности МВД НГХ. Исключалась возможность переговоров с ярыми противниками государства, а также лидерами четников, которые не родились на территории НГХ или не были его гражданами. В итальянских оккупационных зонах соглашения между властями НГХ и четниками не должны были противоречить соглашению между Италией и НГХ от 19 июня 1942 года.
Соглашения с четниками были поддержаны немцами. Поскольку хорватские усташско-домобранские войска в районе военных операций находились с января 1942 года под немецким командованием, а боснийская территория между рекой Савой и демаркационной линией с октября 1942 года стала зоной военных операций под германской военной властью, это сотрудничество было также косвенно сотрудничеством четников с немцами. В докладе Глайзе-Хорстенау командующему вермахта на Юго-Востоке от 16 ноября 1942 года указывалось, что около 10 000 боснийских четников имели соглашение с правительством НГХ по принципу «живи и дай жить другим». Карта, подготовленная Главным штабом домобранства и датированная 17 января 1943 года, разделяла четников на территории НГХ на три группы: итальянских четников, сконцентрированных в районе Оточаца в Лике, в районе Книна в Северной Далмации и в Восточной Герцеговине; коллаборационистских четников, сосредоточенных в центральной части Боснии и некоторых частях Восточной Боснии возле реки Босна; а также повстанческих четников, которые удерживали небольшие территории на северо-востоке Боснии и в районе к востоку от Сараева.

### Британское командование и четнический коллаборационизм
Уже в конце 1942 года британскому командованию было известно о сотрудничестве четников с итальянцами, Недичем и хорватским усташским режимом, а через них и с немцами. До того, как Средиземноморский театр военных действий (ТВД) стал ареной важных операций западных союзников, происходящее в Югославии не имело особого значения для Великобритании, поэтому сотрудничество четников с державами «оси» можно было игнорировать. Но после открывшейся осенью 1942 года перспективы высадки в Италии или на Балканах, и четническая, и партизанская деятельность стали вопросом, затрагивавшим стратегию западных союзников. Они пришли к выводу, что Михайлович и его силы не способны и/или не желают играть предназначенную для них роль, пока союзники не высадятся на Адриатическом побережье или в Греции. С конца декабря 1942 года британское правительство как косвенно, через югославское эмигрантское правительство, так и напрямую, через свою военную миссию при командовании ЮВуО, настойчиво пыталось убедить Михайловича прекратить сотрудничество с врагом и борьбу с партизанами, и начать бороться против государств «оси». Но эти усилия не увенчались успехом.

### Мусульманская национальная военная организация
Крах администрации усташей, отступление партизан на запад и сотрудничество с итальянцами обеспечили четникам доминирующее положение в Восточной Герцеговине, где сербы составляли наибольшую этническую группу населения. Сербский антимусульманский шовинизм был в этом регионе самым сильным и поэтому представлял для мусульманского населения Герцеговины особую опасность. В то же время часть мусульманской политической элиты в Герцеговине традиционно была просербской. Успех четников, оказываемая им поддержка итальянцев и полная уязвимость мусульман направили эту часть их элиты на сотрудничество с четниками, что обусловило зарождение в Герцеговине феномена «мусульманских четников». Это отвечало итальянской политике, целью которой была мобилизация населения в их оккупационных зонах НГХ в Добровольческую антикоммунистическую милицию. Вскоре после резни в Фоче посланник четнического командования в Восточной Боснии и Герцеговине Доброслав Евджевич обратился с угрожающим призывом к мусульманам присоединиться к борьбе против усташей: «Я лично считаю, что у мусульман в будущем государстве нет иного выбора, кроме как окончательно и определённо принять сербскую национальную мысль и отказаться от спекулятивного лавирования между сербским и хорватским народами, тем более, что все области проживания мусульман будут неоспоримыми и неприкосновенными частями сербской государственной единицы». Возможностью принять сторону четников воспользовались ряд просербских мусульман, создавших в сотрудничестве с итальянцами четническую милицию под названием «Мусульманская национальная военная организация», которую возглавил Исмет Поповац. По рекомендации Поповаца Драголюб Михайлович назначил бывшего начальника сараевской полиции Асима Мусакадича командующим силами мусульманских четников. Вместе с тем, несмотря на просербские взгляды, четники Поповаца были национально сознательными мусульманами, целью которых была традиционная борьба за выживание и автономию посредством сотрудничества с четниками и итальянцами.
Проект массового привлечения босняков в четническое движение потерпел крах, когда зверства четников против мусульман усилились в первые месяцы 1943 года. Народно-освободительное движение проникло в подразделения Мусульманской национальной военной организации и сумело удержать многие из них от участия в борьбе с партизанами. В июле 1943 года Поповац и Мусакадич погибли в боях с партизанской 10-й Герцеговинской бригадой, после чего их организация распалась.

### «Бихачская республика» и учредительное собрание АВНОЮ

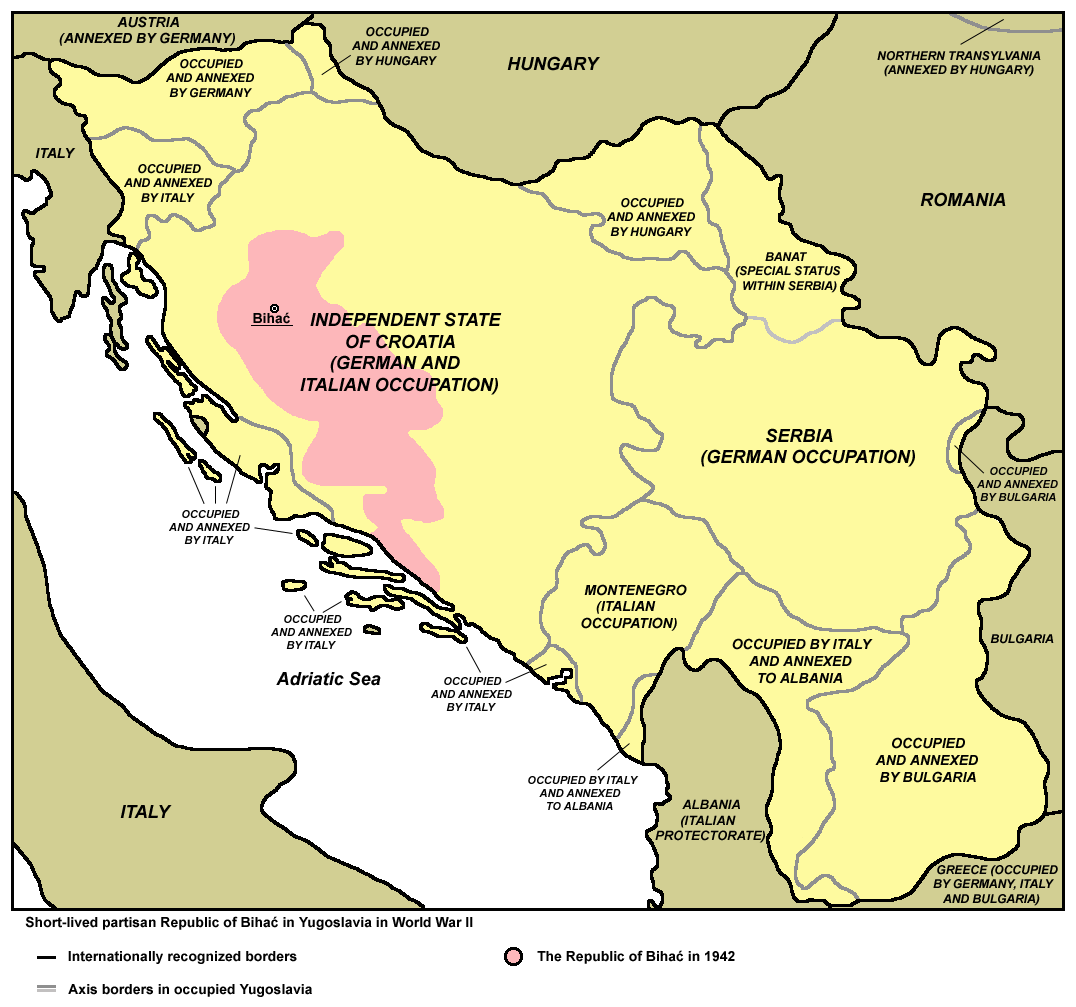
Контролируемая партизанами территория Западной Боснии с центром в городе Бихач, 1942 год

Новая контролируемая партизанами территория, вошедшая в историографию под условным названием «Бихачской республики», составляла около 50 тысяч км², что равнялось почти половине площади НГХ, и охватывала часть Западной Боснии, Далмации и Лики с населением около 2 млн человек (согласно Диздару, около 2,8 млн человек). Её центром стал бывший усташский «бастион» город Бихач. Здесь расположились руководство КПЮ, Верховный штаб Народно-освободительной армии и партизанских отрядов (НОАиПО) Югославии (ВШ НОПиДАЮ переименован 20 ноября 1942 года в связи с созданием Народно-освободительной армии и партизанских отрядов Югославии (сокр. НОАЮ)), а также учреждения народно-освободительного движения.
Обширная освобождённая территория имела непосредственную связь с примыкавшими или близкими районами Хорватии, в которых также происходил подъём партизанского движения. Обеспеченный тыл и большой приток новых бойцов, преимущественно сербов, а также всё более сложные тактико-оперативные требования обусловили формирование более крупных партизанских соединений, создание технических и тыловых служб. В результате в течение ноября было сформировано два партизанских корпуса и восемь дивизий НОАЮ численностью по 3000—4000 человек в каждой.
На территории «Бихачской республики» продолжилась реализация линии КПЮ на создание новых органов повстанческой власти — народно-освободительных комитетов (Народно-освободительные комитеты (НОК)). Вместе с тем в условиях подъёма народно-освободительного движения ЦК КПЮ решил к середине ноября 1942 года учредить «нечто вроде правительства под названием Народный комитет освобождения Югославии». Данная инициатива была отвергнута Москвой: в ответной радиограмме Димитрова было указано, что проектируемому комитету должен быть «придан характер общеполитического органа народно-освободительной борьбы, а не структуры власти».
Иосип Броз Тито не решился создать новое правительство Югославии, но заложил основу для социалистической Югославии. 26 и 27 ноября 1942 года в Бихаче состоялось учредительное собрание Антифашистского веча народного освобождения Югославии (АВНОЮ).
По заключению Леонида Гибианского, хотя новое правительство не было создано, однако был учреждён исполком АВНОЮ, представлявший собой «своего рода центральный административный орган». Состав веча был сформирован руководством КПЮ. В него вошли видные функционеры и активисты народно-освободительного движения, партизанские командиры и бойцы. Таким образом АВНОЮ «заявило о себе как о представительстве народных масс всей Югославии». В резолюции I сессии АВНОЮ говорилось, что народ Югославии ведёт борьбу не только против фашистской оккупации, но и «против старого реакционного строя, который силой пытается сохранить эмигрантское югославское правительство». Под «силой», как отмечает Гибианский, имелись в виду «четники Михайловича, которые были охарактеризованы в документах I сессии АВНОЮ как предатели и преступники в отношении народов Югославии». I сессия АВНОЮ стала «фактически важной публичной политической демонстрацией противостояния народно-освободительного движения не только оккупантам, но и королевскому эмигрантскому правительству, не говоря уж о четниках».
Крупные военные победы и рост НОД в конце 1942 года, сопровождавшийся созданием массовых общественных организаций на контролируемой партизанами территории, образование АВНОЮ, а также вооружённая борьба с четниками обеспечили движению Тито быстрое проникновение в среду хорватского и мусульманского населения НГХ и всё более значительное включение и тех и других в партизанские подразделения. В результате, в начале 1943 года только в партизанских частях на территории «Бихачской республики» (по немецкому обозначению, в «государстве Тито») насчитывалось около 42 тысяч бойцов.

### Мусульманский меморандум Гитлеру
Неспособность усташской власти защитить мусульман от четнического террора обусловливали стремление их элиты к прямому сотрудничеству с немцами в обход Загреба, но не к участию в движении Сопротивления. Так, группа видных мусульман из Баня-Луки организовала 29 мая 1942 года встречу с целью организации отдельного батальона для борьбы с партизанами. При этом было решено обратиться прямо в Берлин с просьбой об автономии Боснии и Герцеговины. 16 августа 1942 года на ежегодном собрании объединения «Эль-Хидайе» многие участники выражали обеспокоенность угрозой выживанию мусульман, исходящей от усташей и четников. 26 августа 1942 года в Сараеве под председательством представителя реисул-улема (великого муфтия) Сафета Башича состоялась учредительная скупщина, на которой при участии более 300 высокопоставленных представителей мусульман был создан Комитет национального спасения (КНС), объединивший представителей различных мусульманских обществ Боснии и Герцеговины. В состав руководства КНС вошёл председатель «Эль-Хидайе» Мехмед Ханджич, лидер боснийских автономистов Узеир-ага Хаджихасанович и пять других мусульманских предводителей. Эта группа активно работала над информированием муфтия Иерусалима, королей Саудовской Аравии и Египта, а также президента Турции, британцев, американцев и представителей СССР о преступлениях, совершенных в отношении боснийских мусульман. Скупщина осудила неспособность НГХ защитить мусульман, призвала напрямую обратиться к немцам, итальянцам, союзникам и исламскому миру, а также выступила за «совместное сотрудничество всего населения Боснии и Герцеговины и полную гармонию мусульман, православных и католиков». С августа 1942 года КНС взял на себя работу по пропаганде автономных мусульманских вооружённых сил.
КНС стремился расширить систему созданной Хаджиэфендичем милиции. Во время визита к Павеличу 30 октября 1942 года Панджа предложил сформировать мусульманские легионы по всей БиГ и рекомендовал Хаджиэфендича, Сулеймана Филиповича и Шефкета Хасандедича в качестве возможных командиров. Затем аналогичный запрос был представлен немецким военным властям. Вместе с тем усташское руководство было настроено враждебно по отношению к автономному характеру легионов, поэтому ограничило их областью Тузлы.
Кульминацией деятельности германофильского, антиусташского крыла мусульманского автономистского движения и кампании за автономные вооружённые силы стал адресованный Адольфу Гитлеру меморандум от 1 ноября 1942 года с требованием боснийской автономии в составе Германского рейха. В числе его авторов предполагают Хаджихасановича и Панджу, входивших в группу ведущих мусульманских политиков, выступавшую под названием «Народный комитет». В документе, выдержанном в духе приверженности мусульман делу Гитлера и национал-социализма, а также содержащем антисемитские сентенции и обвинения в адрес усташских властей, было изложено требование создания в хорватском государстве, на территории Боснии, политико-административной единицы под названием «Жупа Босна» с центром в Сараеве. Меморандум включал требование исключения всех мусульман из рядов Усташского воинства и домобранства и формирования «Боснийской стражи», основывавшейся на существующие мусульманские легионы под командованием Хаджиэфендича.
Меморандум содержал требование запретить движение усташей в БиГ и содействовать созданию в ней национал-социалистической партии. После окончательной победы Германии авторами меморандума предлагалось Гитлеру «включить нашу территорию, нашу Боснию, в ряды других европейских сообществ, находящихся под вашей защитой, и предоставить ей ту же независимость, которую будут иметь наши соседи». Мусульманам должно было быть гарантировано абсолютное этническое большинство в Боснии и Герцеговине путём уступки соседним странам приграничных территорий с преимущественно сербским и хорватским населением и взаимного обмена населением. Мусульманские автономисты, по сути, с помощью меморандума хотели получить усечённую Боснию и Герцеговину, в которой мусульмане составляли бы большинство населения под протекторатом иностранных сил. По оценке Хоара, меморандум, адресованный Гитлеру в ноябре 1942 года, стал самым резким выражением мусульманской оппозиции усташам и её сотрудничества с нацизмом. Требования меморандума автономистов не были удовлетворены немецкой стороной. Вместе с тем меморандум восприняли как знак готовности боснийских мусульман к военному сотрудничеству с Германией, что привело к появлению в руководящих кругах СС инициативы создания в Боснии мусульманской дивизии СС.

### Военно-политическая обстановка в конце 1942 года

#### Партизаны

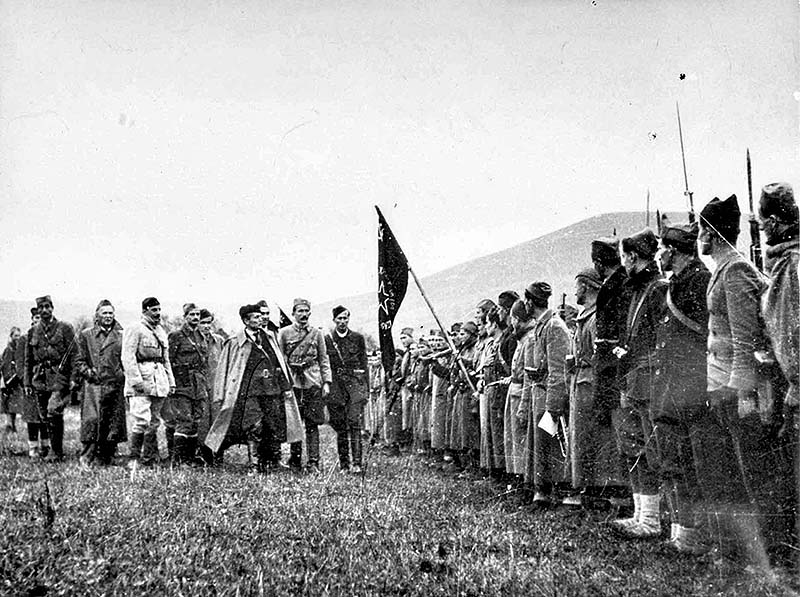
Иосип Броз Тито проводит смотр 1-й Пролетарской бригады, Босански-Петровац, 7 ноября 1942 года

К концу 1942 года НОД КПЮ преодолело кризис первого полугодия, обеспечило рост своих рядов и укрепилось организационно. По приказу Верховного штаба в ноябре — декабре сформировали девять дивизий (1-я и 2-я Пролетарская, 3-я ударная, 4-я и 5-я Краинская, 6-я Ликская, 7-я Банийская, 8-я Кордунская и 4-я дивизия ГШ НОАиПО Хорватии), в состав которых входили восемь краинских и одна герцеговинская бригада. Также были сформированы два корпуса: 1-й Боснийский и 1-й Хорватский. Первый Боснийский корпус состоял из двух краинских дивизий, 6-й Восточно-Боснийской бригады и 10 партизанских отрядов, действовавших на территории Боснии, и насчитывал около 11 000 человек. На контролируемой партизанами территории сформировали новые военно-тыловые органы: командования районов и населённых пунктов, которые обеспечивали для нужд оперативных соединений и партизанских отрядов мобилизацию и подготовку бойцов, снабжение подразделений, уход за ранеными и т. д. В начале ноября создали Офицерскую школу при Верховном штабе. Общая численность личного состава в партизанских частях на территории Хорватии достигла к концу года около 42 тысяч человек. Во внутриюгославском политическом плане, по определению Леонида Гибианского, важнейшие усилия руководства КПЮ и ВШ НОАЮ сосредотачивались на борьбе с «главным антиоккупационным соперником» — четническим равногорским движением Михайловича.

#### Четники
В 1942 году четнические вооружённые силы Драголюба Михайловича, переименованные в январе в Югославскую армию на родине, продолжали политику отсрочки борьбы с оккупантами до благоприятных условий, оказывая поддержку итальянцам, немцам и частью вооружённым силам НГХ, а также участвуя в военных действиях совместно с ними против партизан. ЮВуО в течение года достигла на территории НГХ наиболее значительных успехов. Вследствие антипартизанских операций и кризиса в НОД весной 1942 года распались на территории НГХ около двадцати партизанских и добровольческих отрядов, из большинства которых создали четнические отряды. Произошло организационное улучшение четнических формирований, созданы несколько четнических бригад, первые корпуса (Дринский и Требинский), а также Динарская четническая дивизия численностью более 5000 человек. В итальянских оккупационных зонах НГХ почти все четнические отряды были легализованы в антикоммунистической добровольческой милиции. К концу 1942 года количество вооружённых четников в итальянских войсках на территории НГХ составляло до 20 тысяч человек. Большая часть из них находилась в Восточной Герцеговине. Почти все четнические отряды в НГХ от Дрины до Уны имели соглашения с усташами или вели переговоры и сотрудничали с ними. Всего в конце 1942 года в НГХ насчитывалось около 40 тысяч четников. Почти все они были легализованы, связаны между собой и находились под совместным командованием генерала Михайловича. Из этих сил Михайлович отрядил в конце декабря 1942 года для уничтожения партизан в НГХ пять корпусов общей численностью 14 800 человек. В то же время, публичные заявления Михайловича о том, что его главными врагами являются партизаны, усташи и мусульмане, а единственной поддержкой — итальянцы, не остались незамеченными для его британских союзников. Как отмечает Мари-Жанин Калик, появились признаки возможного отказа британского руководства от поддержки четников. В этой связи Британская военная миссия при ЮВуО направила в Лондон доказательства сотрудничества четников со странами «оси» и впечатляющую картину боевой эффективности партизан.

#### Силы НГХ
Домобранство НГХ во второй половине 1942 года насчитывало примерно до 110 000 человек и состояло из 3 домобранских корпусов (хорв. zbor) двух-дивизионного состава, 1 горнопехотной дивизии, 4 горнопехотных бригад (хорв. zdrug), кавалерийского и 2 добровольческих домобранских полков, более мелких частей ВМС, а также ВВС с четырьмя авиабазами и около 10 эскадрилий, располагавшими до 100 самолётов. Усташское воинство включало бригаду охраны поглавника, охранную бригаду, Чёрный легион, 37 оперативных батальонов (хорв. djelatna bojna), 9 подготовительных батальонов (хорв. pripremna bojna) и 2 батальона железнодорожной охраны (хорв. željezničarska bojna). Численность Усташского воинства достигла около 42 тысяч человек. Всего вооружённые силы НГХ насчитывали в конце 1942 года 167 тысяч человек (без учёта хорватских воинских соединений и частей, состоявших в вермахте или воевавших на Восточном фронте). Вместе с тем Карло Ружичич-Кесслер пишет, что усташский режим Павелича де-факто управлял к концу 1942 года лишь некоторыми городскими центрами Хорватии, в то время как внутренние районы контролировались партизанами и четниками. Историк отмечает плохую организацию хорватского домобранства, низкую боевую мораль домобран и частые случаи их перехода в ряды партизан.

#### Итальянцы
Цели итальянских оккупационных войск в НГХ в течение 1942 года претерпели изменений. Первоначальная цель состояла в оккупации всей НГХ. Для этого до середины 1942 года усиливалось военное присутствие в стране. Всё это время оказывалась помощь в организации, объединении и формировании частей четников для их включения в состав итальянской армии. 18 января 1942 года в составе 2-й армии создали 18-й армейский корпус, базирующийся в Сплите. В оккупированной итальянцами зоне НГХ размещались 12 итальянских дивизий, а общая численность войск в середине 1942 года составила около 220 тысяч человек. Эти силы распределялись по более чем 140 гарнизонам. Однако практика показала, что защитить от партизанских атак столь большое количество гарнизонов, зачастую недостаточно связанных и расположенных преимущественно в горных районах, оказалось невозможным. Учитывая неудовлетворительные итоги цикла операций «Трио», блокирование Германией и НГХ стремлений Рима установить контроль над Хорватией и критическое развитие ситуации на аннексированных югославских землях, Верховное командование в Словении и Далмации (итал. Comando Superiore delle Forze Armate Slovenia-Dalmazia, сокр. Supersloda — новое название штаба 2-й армии с 9 мая 1942 года) сосредоточилось на обеспечении безопасности аннексированных территорий и с санкции Муссолини и по соглашению с правительством НГХ от 19 июня 1942 года эвакуировало гарнизоны из III зоны (кроме Карловаца) и несколько из II зоны. На новой сокращённой оккупационной территории НГХ итальянцы пополнили свои силы, доведя их к концу 1942 года до около 250 тысяч человек.

#### Немцы
Германское командование предприняло во второй половине 1942 года ряд мер, направленных на нейтрализацию и уничтожение НОД на территории НГХ. С 3 октября 1942 года в район Загреба, Петрини и Бьеловара перебросили из Германии 187-ю резервную дивизию численностью 11 408 человек. В декабре 1942 года на Кордун переместили из Сербии 7-ю горнопехотную дивизию СС «Принц Евгений» численностью около 22 000 человек. В район от Суни до Босански-Нови вывели из Австрии 369-ю пехотную дивизию численностью около 12 000 человек. Оккупационные 714-ю, 717-ю и 718-ю пехотные дивизии развернули в основном на севере Боснии от Уны до Дрины со штабами в Сански-Мосте, Баня-Луке и Сараеве. В конце 1942 года на территории НГХ находилось около 75 тысяч немецких солдат, а из семи дивизий, дислоцированных на территории бывшей Югославии — шесть. Наряду с перебрасыванием в НГХ новых контингентов, а также созданием специальных формирований из местного населения, принимались организационные меры. 28 октября 1942 года сформировали Командование немецкими войсками в Хорватии во главе с генералом Лютерсом. Вследствие военной деятельности ряд территорий НГХ были объявлены оперативной зоной, в результате чего все находившиеся там военные и гражданские власти были подчинены немецкому командованию.
Общее военно-стратегическое положение на Средиземноморском ТВД обернулось с осени 1942 года против Германии и Италии. Немецко-итальянская группировка фельдмаршала Эрвина Роммеля потерпела поражение во Втором сражении при Эль-Аламейне, а войска западных союзников высадились в Марокко и Алжире и готовились к десантной операции на Сицилии. Территория Хорватии занимала ключевое положение на Балканах. Главнокомандование на Юго-Востоке опасалось, что НОАЮ в Западной Боснии и войска ЮВуО в Черногории и Восточной Герцеговине могут оказать поддержку высадке десанта западных союзников на Балканах. Учитывая эти угрозы, германское и итальянское командования согласовали проведение зимой 1943 года новых крупнейших антипартизанских операций, а их планирование поручили главнокомандующему вермахта на Юго-Востоке генералу Лёру.

## Переломный 1943 год

### Антипартизанские операции «Вайс» и «Шварц»
Согласованные в течение декабря 1942 — января 1943 годов крупнейшие на то время совместные операции германских и итальянских войск с целью уничтожения основных сил НОАЮ во главе с верховным штабом проводились при содействии усташско-домобранских подразделений и четников Михайловича с 20 января по 15 июня 1943 года. Приказ немецким и итальянским войскам обязал их жестоко обращаться в ходе операции с гражданским населением.

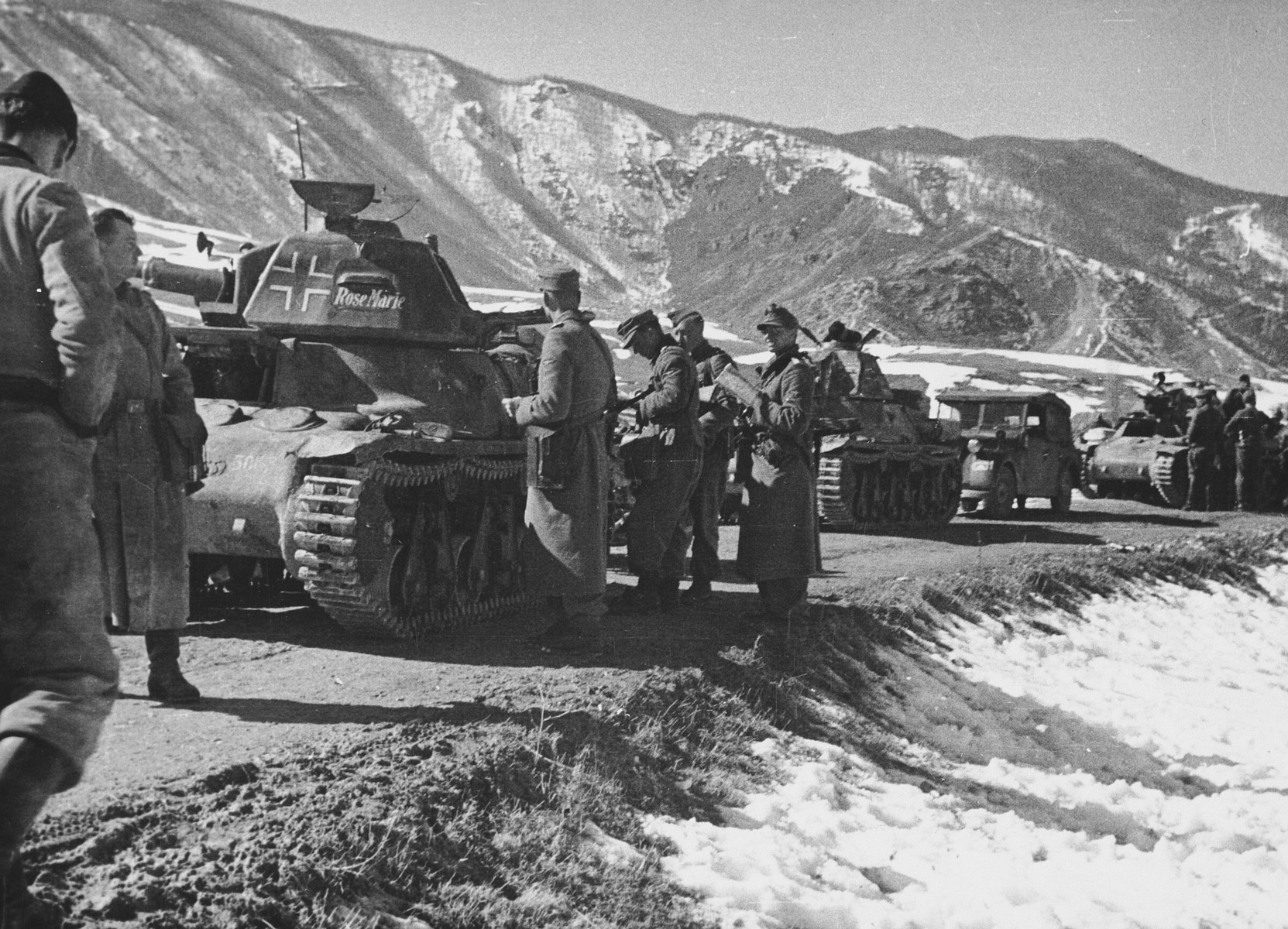
Танковое подразделение 7-й горнопехотной дивизии СС «Принц Евгений» в ходе битвы на Неретве

Многомесячные военные действия развернулись главным образом в Боснии и Герцеговине и вошли в историографию как битвы на Неретве (операции «Вайс-1» и «Вайс-2») и Сутьеске (операция «Шварц», расширенный вариант операции «Вайс-3»). Гитлер видел целью операций ликвидацию и партизан, и четников. Муссолини и итальянское командование были вынуждены согласиться с действиями против четников, но добились немецкого согласия на то, чтобы сначала, при итальянской поддержке, четники были использованы против партизан. После ликвидации партизанских сил было запланировано провести разоружение четников, что должны были выполнить германские войска. Для борьбы с партизанами Михайлович стянул крупные четнические силы из разных регионов и рассчитывал на решительный и окончательный разгром основных партизанских войск и уничтожение коммунистического руководства НОД.
Однако расчёт немцев, итальянцев, усташей и четников не оправдался. Подразделения 1-го Хорватского и 1-го Боснийского корпусов НОАЮ удержались на своих позициях и затем в начале весны перехватили инициативу и взяли под свой контроль новые районы. Кульминацией антипартизанских операций стали военные действия против Оперативной группы дивизий (ОГД) Верховного штаба НОАЮ, состоявшей большей частью из партизан из районов Хорватии, в основном из Далмации. На её уничтожение были направлены главные силы операций «Вайс» и «Шварц». Вместе с тем партизанская группировка, вопреки усилиям противника, не была уничтожена. ОГД нанесла большие потери итальянцам и немцам и разгромила большую часть сил четников сначала на Неретве, а вслед за этим на Дрине. Пробившись в июне из окружения на Сутьеске и потеряв при этом 35 % личного состава, в том числе 3-ю ударную дивизию и около 1300 раненых, ОГД пришла в Восточную Боснию, а затем в Боснийскую Краину, что повлияло на дальнейшее усиление НОД в этих районах. Как заключил Йозо Томашевич, в итоге верховный штаб и три его дивизии, прорвавшиеся из окружения на Сутьеске, вместе с дивизиями из Северной Боснии неизмеримо укрепились в морально-политическом отношении, «так как победить в партизанской войне — значит выжить и остаться способными к дальнейшим действиям».
Итогом битв на Неретве и Сутьеске стало значительное ослабление четников. После ряда поражений от партизан последовало разоружение четнических отрядов в Черногории, Боснии и Герцеговине в ходе операции «Шварц». Положение четников дополнительно усугублялось тем, что начальник Верховного командования вооружённых сил Италии генерал-полковник Витторио Амброзио отдал 12 июля 1943 года указание о роспуске до августа всех четнических подразделений. Так, итальянцы, оказывавшие ранее четникам военную помощь, начали разоружать их формирования в Черногории и Герцеговине отчасти из-за немецкого давления, а отчасти потому, что увидели малую пригодность четников для борьбы с партизанами и опасались их поведения в случае высадки западных союзников. Таким образом, как отметил Йозо Томашевич, «период четническо-итальянского сотрудничества и большой помощи четникам оружием, припасами и деньгами быстро подходил к концу», а власть и влияние четников за пределами Сербии были почти полностью сломлены.
Выстояв в борьбе с многократно превосходящими силами оккупантов в ходе антипартизанских операций «Вайс» и «Шварц», НОАЮ быстро восстановила свои силы и позиции в Западной и Восточной Боснии. Количество её дивизий увеличилось с мая до середины июля 1943 года с одиннадцати до семнадцати. Рост численности НОАЮ и широкое рассредоточение её дивизий и отрядов делали теперь невозможным для немцев повторение в будущем операций, подобных «Вайс» и «Шварц» и имеющих целью окружение основных партизанских сил. За пределами БиГ почти вся Лика находилась под контролем партизан, а масштаб их активности в Славонии вынудил немцев сосредоточить против местных партизан значительные войска, проведя одну за другой безуспешные операции «Браун» (март—апрель 1943 года) и «Паула» (июль 1943 года).
Политическая ситуация после битв на Неретве и Сутьеске развивалась в пользу народно-освободительного движения КПЮ. Как указывает историк Клаус Шмидер, усташское руководство НГХ упустило «возможность для обширной реформаторской работы», которая была создана подавлением активности партизан в первой половине 1943 года, и показало себя «более чем когда-либо неспособным» хоть как-то укрепить разрушенное государство. Явные симпатии к партизанам проявлялись внутри мусульманской этнической группы БиГ, позиция которой до этого была в значительной степени «нейтральной».

### Создание 13-й горнопехотной дивизии СС «Ханджар»

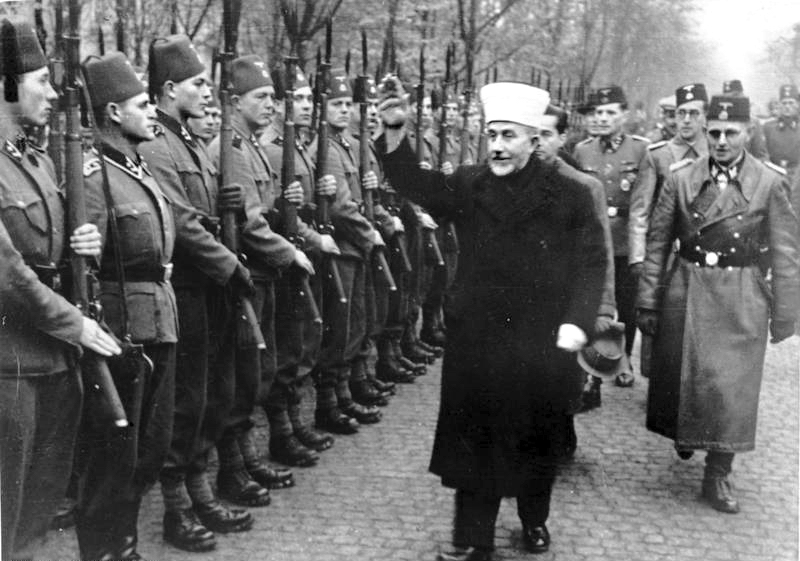
Муфтий Иерусалима и боснийские добровольцы СС

Предложенная в меморандуме автономистов идея мусульманской армии под немецким командованием больше всех заинтересовала рейхсфюрера СС Генриха Гиммлера. По его предложению Гитлер санкционировал приказом от 10 февраля 1943 года создание дивизии СС, состоящей из боснийских мусульман. По просьбе Гиммлера и видных мусульманских деятелей к начатой активной агитаци за формирование боснийской дивизии СС подключился муфтий Иерусалима Амин аль-Хусейни. С этой целью он с 30 марта по 10 апреля 1943 года посетил Загреб, Сараево и Баня-Луку. Формирование дивизии поддержали ведущие мусульманские автономисты и в неё вступили 6 тысяч легионеров Хаджиэфендича. Вместе с тем собрать необходимое количество добровольцев не получалось. Тогда немцы прибегли к принудительной мобилизации, отобрав рекрутов из хорватских вооружённых сил, при этом значительно сократив состав нескольких воинских частей. В итоге таким образом с хорватской службы демобилизовали 3 тысячи мусульман, что сильно подорвало моральный дух домобран и усташей. Подготовка дивизии продолжалась с августа 1943 по февраль 1944 года на юге Франции (район Ле-Пюи) и затем в Силезии (Нойхаммер). 22 октября 1943 года новое соединение получило эсэсовскую нумерацию и наименование: 13-я добровольческая Боснийско-Герцеговинская горнопехотная дивизия СС (с июня 1944 года — 13-я горнопехотная дивизия СС «Ханджар»).
С созданием дивизии часть мусульманской элиты связывала надежды добиться боснийской автономии и защиты своего народа. Однако результат не оправдал ожиданий автономистов. Формирование дивизии вызвало раскол в рядах мусульманской милиции в Восточной Боснии. Новое соединение в отличие от милиции представляло собой наступательное формирование, способное действовать за пределами Боснии и Герцеговины. Отвлечение мусульман в её ряды делало их дома, сёла и города незащищёнными. Долгое отсутствие дивизии в Боснии и Герцеговине способствовало нападениям четников и партизан на мусульманские районы в 1943 году. Это отвернуло большу́ю часть мусульман от квислинговских формирований и послужило катализатором для её присоединения к партизанам.

### Привлечение домобран и членов мусульманской милиции на сторону партизан
Перемещение многотысячной массы боеспособных мусульман 13-й дивизии СС «Ханджар» за пределы Боснии делало мусульманские сёла незащищёнными от четников. В некоторых местностях преступления четников и пассивность властей НГХ привели к полному развороту мусульманского населения в сторону партизан, чья пропаганда подчёркивала причинённую им несправедливость. Штаб 2-го Боснийского корпуса НОАЮ отмечал в отчёте от 16 июля 1943 года, что убийства четниками видных мусульман в общине Шипраге явились «причиной больших беспорядков» в мусульманских сёлах. Люди, которые до этого момента не были готовы активно поддерживать НОД, теперь сами обращались к партизанам в поисках оружия для борьбы с четниками. Партизаны вооружили их и организовали из них местные отряды с целью постепенного вовлечения в НОД. Когда в августе 1943 года Верховный штаб НОАЮ прибыл в село Шеричи, где мусульманская милиция сотрудничала с партизанами, Тито тепло обратился к жителям и милиционерам и подарил им пулемёт для защиты от четников. Как пишет Хоар, «партизаны, по сути, пытались взять на себя роль защитников мусульман, так как репутация усташей была сильно подорвана».
В это время народно-освободительное движение активизировало свою деятельность среди мусульманского и хорватского населения и агитацию на платформе боснийского и хорватского освобождения и самоопределения. Одними из объектов работы НОД были домобраны и члены ДОМДО-легиона. Их считали заблудшей частью народа и стремились привлечь в ряды НОД. Характерным было отношение к военнопленным. В то время как к «идеологическим» врагам — усташам — не было пощады, к домобранам или милиционерам относились хорошо. Тех, кто отказывался вступить в ряды партизан, освобождали. Остальные представляли собой не только численное, но часто и профессиональное усиление партизанских подразделений, так как среди пополнения были технические специалисты, действующие офицеры и т. д. Такая практика НОД оказывала разрушительное влияние на и без того низкий боевой дух вооружённых сил НГХ. В 1943 году крах марионеточного усташского государства был очевиден рядовым домобранам, которые были вынуждены сосуществовать с четниками, открыто игнорировавшими законы НГХ. Большая часть домобранства была настроена враждебно по отношению к усташам и немцам и готова сотрудничать с партизанами.
Верховный штаб спланировал общую пропагандистскую кампанию с целью ослабления квислинговских формирований и их склонения к переходу в ряды НОД в рамках подготовки к передвижению своей Оперативной группы дивизий в Восточную Боснию. Эту тему обсудили 1—2 июля 1943 года на созванном Тито совещании крайкома КПЮ в Боснии и Герцеговине и Оперативного штаба Воеводины в мусульманском селе Плаховичи. Было принято решение о создании 17-й Восточно-Боснийской дивизии (первого соединения такого ранга в Восточной Боснии), куда планировалось принимать хорватов и особенно мусульман, которые, согласно ожиданиям Тито, должны были массово вступать в партизанские ряды. Тито также распорядился сформировать в ближайшем будущем мусульманскую партизанскую бригаду, чтобы ещё больше ускорить мобилизацию босняков. В этой связи секретаря крайкома Ису Йовановича перевели на должность секретаря КПЮ его родной Воеводины, а политическим секретарём крайкома в БиГ назначили Родолюба Чолаковича. В то же время ВШ НОАЮ уполномочил Чолаковича, Йовановича и Павле Якшича вести переговоры с домобранством в Восточной Боснии от имени Верховного штаба. Приказ Тито гласил: «Чтобы дезорганизовать и развалить вооружённые силы, а также гражданские власти в НГХ, необходимо установить как можно более тесный контакт со всеми представителями военных и гражданских сил, симпатизирующих нам властей (…) Всем офицерам и унтер-офицерам, вступающим в состав народно-освободительной армии, гарантируется имевшееся до этого звание и предоставляется дальнейшее продвижение по службе, а также положение в соответствии со своим званием и способностями». Домобранским офицерам, которые не были готовы сдать свои гарнизоны без боя, разрешили сдаваться после инсценированного сопротивления. В соответствии с провозглашаемой целью, партизаны всё чаще относились к мусульманским милиционерам, не предпринимавшим действий против них, как к потенциальным союзникам. Так, окружной комитет КПЮ по Маевице в сентябре 1943 года сделал вывод, что предыдущая практика разоружения мусульманской милиции была неправильной, поскольку она подвергала мусульманское население воздействию четнического террора и укрепляла позиции мусульманских реакционеров. Поэтому комитет призвал к большей гибкости в отношении мусульманской милиции.
Формирование из членов милиции основы будущей мусульманской бригады началось с создания 8 августа 1943 года в селе Теочак (между Брчко и Биелиной) батальона в составе 6-й Восточно-Боснийской бригады. Его бойцами стали 64 выходца данной местности, а замкомбата — бывший член Мусульманского легиона Энвер Заимович. Передвигаясь из одного мусульманского села к другому, батальон мобилизовывал новых бойцов. В результате вскоре сформировали второй мусульманский батальон, вошедший в 3-ю Воеводинскую бригаду. Первую партизанскую мусульманскую бригаду (первоначально 3-я, а с 17 октября — 16-я Мусульманская бригада) сформировали 21 сентября 1943 года в селе Буквик в Посавине. Её ядро составили посавские и маевицкие мусульмане из 6-й Восточно-Боснийской и 15-й Маевицкой бригады.

### Капитуляция Италии и расширение партизанского движения
25 июля 1943 года Муссолини был отстранён от власти. Германское верховное командование внимательно следило за развитием оперативной обстановки на Средиземноморском ТВД и в этой связи предприняло меры для усиления своих позиций на Балканах и в НГХ. 26 августа была завершена реорганизация структуры командования на Юго-Востоке: в Белграде сформировали штаб группы армий «Ф», перенявший от группы армий «Е» полномочия главнокомандования войсками вермахта на Юго-Востоке. С Восточного фронта в Крагуевац перевели штаб 2-й танковой армии, которому подчинили немецкие, усташско-домобранские войска и другие квислинговские формирования в НГХ, Черногории и Албании. К прибрежной полосе югославской Адриатики подтянули 114-ю пехотную дивизию (район Книна и Дрниша), 118-ю пехотную дивизию (Шавник и Плевля), а также 7-ю горнопехотную дивизию СС «Принц Евгений» (в район Мостара).

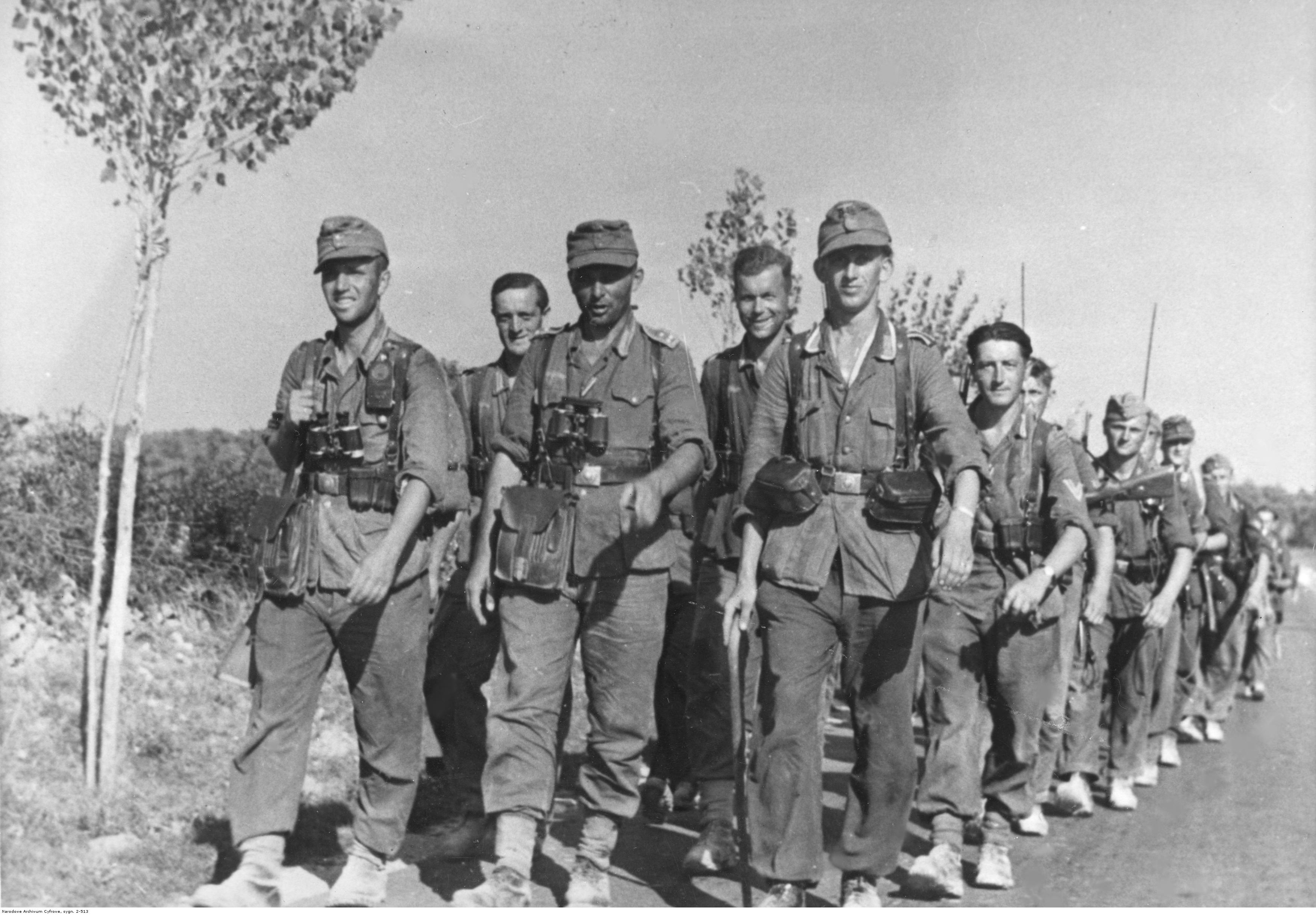
Солдаты 118-й пехотной дивизии на марше в Боснии, сентябрь 1943 года

3 сентября войска США и Великобритании высадились на юге Италии и в этот же день итальянский премьер-министр маршал Пьетро Бадольо подписал с командованием западных союзников соглашение о перемирии, фактически предусматривавшее капитуляцию Италии. Подписание состоялось тайно, а огласили о перемирии 8 сентября 1943 года. По условиям соглашения все итальянские вооружённые силы, пребывавшие за пределами Италии, должны были немедленно прекратить участие в войне и убыть на родину. Перемирие стало неожиданностью для итальянских войск, так как до 8 сентября итальянским командованием практически ничего не было сделано для их подготовки к последующим действиям. 9 сентября был расформирован итальянский генеральный штаб, а армия осталась без командования. Вслед за генштабом Верховное командование в Словении и Далмации, узнавшее о капитуляции по радио 8 сентября, в спешке, похожий на бегство, убыло 10 сентября с материка на остров Мали-Лошинь, а оттуда 13 сентября перебралось в Венецию, где переоделось в гражданскую одежду, чтобы избежать захвата немцами. В этих условиях началось хаотическое отступление итальянских войск с Балкан и взятие немцами под свой контроль итальянской зоны оккупации по заранее разработанному плану операции «Ось». В то же время, наряду с германскими войсками, партизаны, четники и усташи устремились в бывшую итальянскую оккупационную зону, чтобы завладеть оружием и техникой около 300 000 солдат, находившихся в тот момент в оккупированной Югославии.
По приказу Гитлера от 11 сентября 1943 года, все итальянские офицеры, сопротивлявшиеся немецким войскам, сдавшие оружие партизанам или заключившие с ними договор, подлежали расстрелу. Однако, хотя германские войска, обладавшие наибольшими военными возможностями, смогли разоружить преобладающую часть итальянских войск, командование НОАЮ сумело воспользоваться ситуацией для овладения новыми территориями и получения оружия, боеприпасов, снаряжения и продовольствия бывшей 2-й армии, а также привлечения в свои ряды части итальянских солдат. НОАЮ пополнилась несколькими тысячами итальянцев и вооружением четырёх итальянских дивизий и множества меньших подразделений. Согласно Клаусу Шмидеру, партизанам достались 50 тысяч винтовок, обширные материально-технические трофеи и «почти неограниченные» запасы боеприпасов. Ввиду сосредоточенности немцев на захвате Адриатического побережья, НОАЮ только в Боснии и Герцеговине освободила в конце августа — начале сентября 1943 года тринадцать городов и ещё семнадцать в октябре. К началу ноября партизаны занимали почти всю территорию между Дриной и Босной.

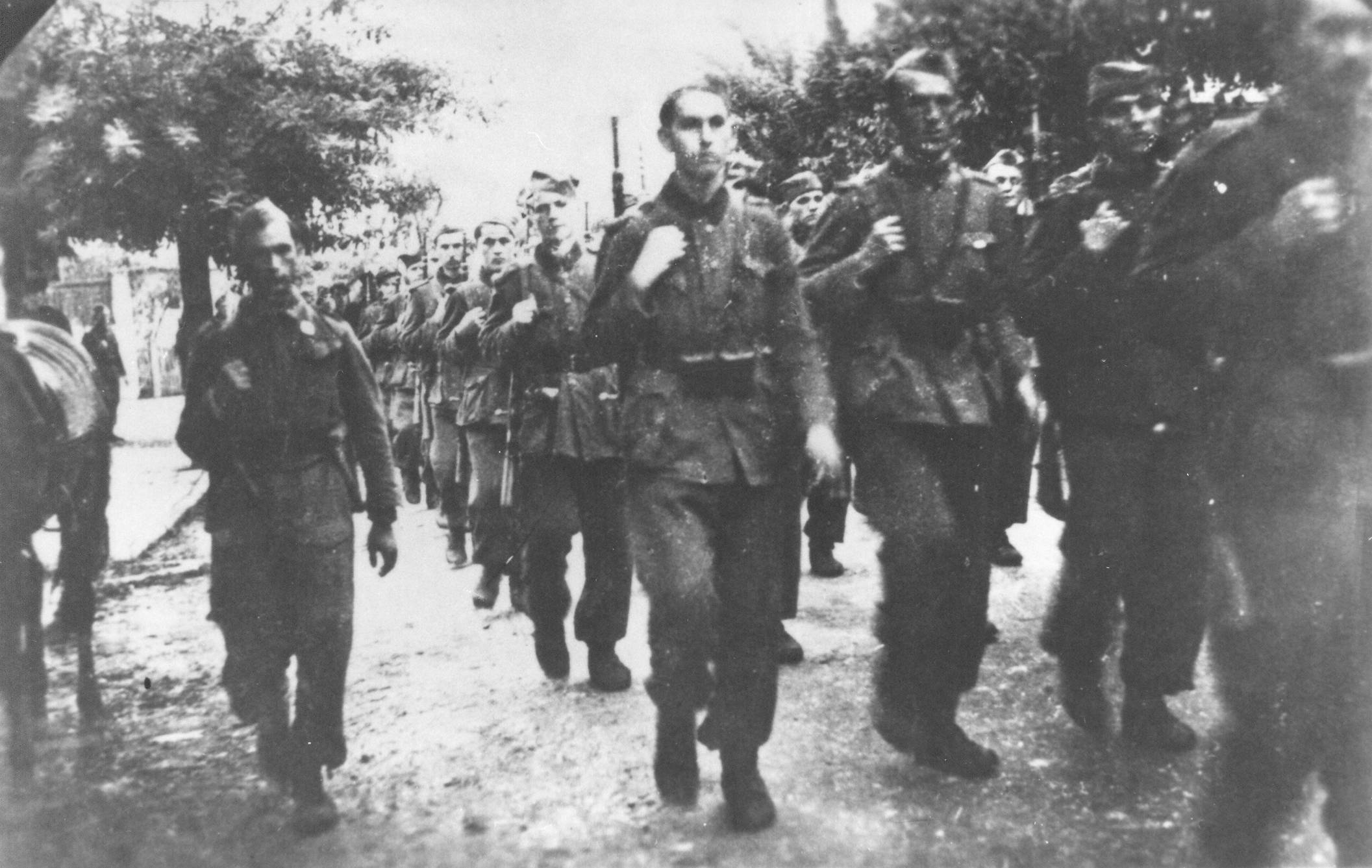
Бойцы 1-го Боснийского корпуса в освобождённой Тузле, октябрь 1943 года

Однако ещё более важным, чем освобождение территорий, был рост партизанского движения, произошедший после капитуляции Италии. В Хорватии количество бригад НОАЮ увеличилось с 17 до 25, а в Боснии и Герцеговине — с 14 до 23. Из четырёх партизанских корпусов, имевшихся до 8 сентября, НОАЮ в октябре реорганизовалась в восемь корпусов: три из них были хорватскими (4-й, 6-й и 8-й корпуса), два — боснийскими (3-й и 5-й (до 5 октября 1943 — 2-й) корпуса), один черногорский (2-й корпус), один словенский (7-й корпус) и один «югославский» — 1-й Пролетарский корпус.
Массовое вступление боснийцев в НОАЮ, начашееся в начале второй половины 1943 года, особенно усилилось после освобождения Тузлы 2 октября 1943 года. Ключом к овладению городом стало решение высшего домобранского офицера в этом районе, командира 8-го домобранского полка полковника Сулеймана Филиповича и его 77 офицеров не воевать против партизан, а перейти на их сторону. После этого солдаты массово побросали оружие и покинули свои позиции. Около 2200 домобран тузланского гарнизона вслед за своими офицерами вступили в НОАЮ. После освобождения Тузла стала центром боснийского партизанского движения. Сюда переместились штаб 3-го корпуса, Краевой комитет и обком КПЮ в Восточной Боснии. На следующий день после освобождения партизаны сформировали городской народно-освоводительный комитет в составе 25 членов — представителей разных национальностей — мусульман, сербов, хорватов и евреев. Среди них были 2 адвоката, трое судей, один профессор, директор гражданской школы и один банковский служащий. Партизан поддержали также видные члены мусульманской элиты: муфтии Мухамед Шефкет Курт и Муратбег Заимович и профессор права Хамдия Чемерлич. Они помогали партизанам политической агитацией и призывами к мобилизации.
После освобождения Тузлы в НОАЮ за короткое время вступили 1500 горожан и ещё 5000 человек из области. Из них штаб 3-го Боснийского корпуса сформировал в октябре 17-ю Маевицкую, 18-ю Хорватскую и 19-ю Бирчанскую бригады, 27-ю Восточно-Боснийскую дивизию и Тузланский партизанский отряд. По заключению Хоара, победа партизан в Тузле и последовавшие за ней процессы представляли собой важный поворотный момент в характере НОД. После Тузлы «боснийские партизаны перестали быть сербским массовым движением с многонациональным руководством». Освобождение Тузлы ознаменовало окончательное вхождение мусульманских масс в НОД. Ряды партизан пополнили около 3000 мусульман, значительной частью из домобранства и ДОМДО-легиона. Из-за перехода к партизанам большого количества людей распался ДОМДО-легион, а подразделения мусульманской милиции и «Зелёных кадров», практически исчезли в Тузланском бассейне, а также районах Кладаня и Сребреницы. Произошедший распад «Легиона Хаджиэфендича» ослабил автономистское движение в Тузланской области, которая до этого была одной из его самых сильных баз. К НОД присоединилось большого количество видных мусульманских деятелей и представителей среднего класса. Среди них выделялись начальник штаба 3-го домобранского корпуса Шефкет Хасандедич, командир 8-го домобранского полка Сулейман Филипович, член Хорватского государственного сабора (парламента) Исмет Бекташевич, Мухамед Панджа, Мухамед Суджука, Хамдия Чемерлич, Заим Шарац. Как пишет Хоар, в основном это были люди, которые из-за своей политической ориентации стали гражданами или сотрудниками НГХ поневоле.
Вслед за Тузлой 3-й Боснийский корпус освободил Романию, Вишеград, Горажде, Фочу, Калиновик и Вареш. В Восточной Боснии под контролем оккупантов оставались Сараево, Брчко и несколько других опорных пунктов. Ко второй половине ноября 1943 года 3-й корпус насчитывал 8525 человек, организованных в 2 дивизии, 7 бригад, 10 отрядов. Также имелись 2 госпиталя и горная артиллерийская батарея. На начало ноября 5-й корпус насчитывал 9804 человек в составе 2 дивизий, 12 партизанских отрядов и 2 артиллерийских подразделений. Общие силы партизан в БиГ включали к концу ноября 2 корпуса, 6 дивизий, 15 бригад, 30 отрядов и более 35 000 бойцов. С точки зрения Верховного штаба, Восточная Босния представляла плацдарм для наступления на Сербию. Чтобы усилить позиции перед прорывом на восток, Тито планировал расширить в ноябре 1943 года операции 1-го Пролетарского, 3-го и 5-го Боснийского корпусов в Восточной Боснии с целью освобождения Сараева. На усиление партизанских сил в Восточной Боснии немцы ответили укреплением своего сараевского гарнизона. Это, а также озабоченность Тито организацией II сессии АВНОЮ, привели к отсрочке реализации планов по овладению боснийской столицей. Ситуация в Боснии и Герцеговине оставалась неизменной. Вместе с тем силы партизан были уязвимы, хотя, как отмечает Хоар, после их великих побед в сентябре и октябре 1943 года это не казалось таковым. Причиной уязвимости был быстрый рост НОАЮ. Новосформированные части не имели боевого опыта и слаженности, чтобы успешно противодействовать предстоящему немецкому наступлению.

### Земельное антифашистское вече народного освобождения Боснии и Герцеговины и II сессия АВНОЮ
Капитуляция Италии и близость западных союзников побудили Тито ускорить процесс формирования нового югославского государства. С этой целью было намечено созвать II сессию Антифашистского веча народного освобождения Югославии. Её задачи определили на расширенном заседании Политбюро ЦК КПЮ 16—18 октября 1943 года. Было решено образовать возглавляемый Тито Национальный комитет освобождения Югославии (НКОЮ) с полномочиями правительства новой Югославии. Участников II сессии должны были делегировать из шести основных национальных и исторических регионов: Сербии, Хорватии, Словении, Боснии и Герцеговины, Черногории и Вардарской Македонии, которую обозначали как Македония. Предусматривалось, что полномочия делегатов от земель должны санкционироваться их антифашистскими вечами или комитетами. С этой целью центральное руководство коммунистов инициировало срочную организацию подобного рода собраний в Черногории и в Боснии и Герцеговине.

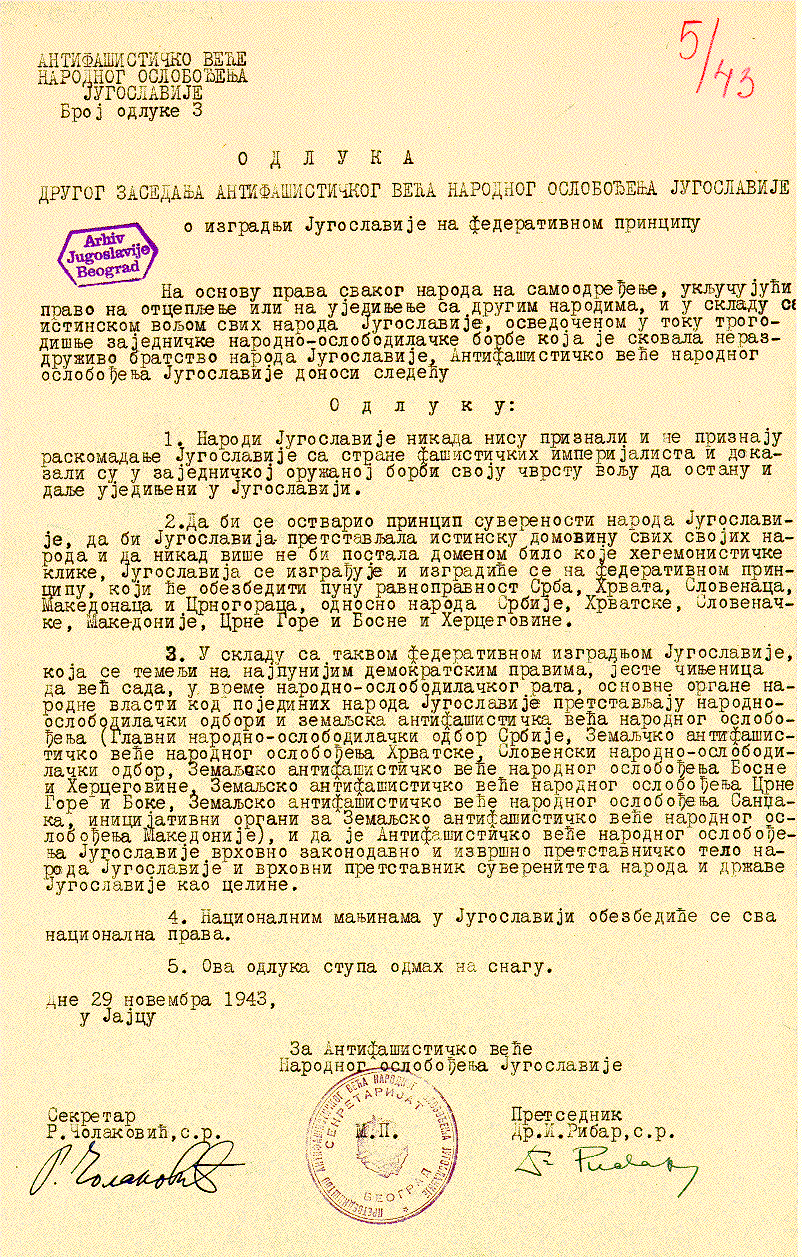
Постановление II сессии АВНОЮ о преобразовании Югославии в федерацию

25 и 26 ноября 1943 года в Мрконич-Граде состоялось учредительное собрание и I сессия Земельного антифашистского веча народного освобождения БиГ, объявившего себя высшим политическим представительством народа Боснии и Герцеговины. Сессия высказалась в пользу федеративной системы Югославии, в которой Босния и Герцеговина будет равноправной федеративной единицей, а боснийцы вместе с сербами и хорватами будут жить в условиях «свободы, равенства и единства». Таким образом Босния и Герцеговина, являвшаяся центром югославского партизанского движения, получила тот же статус, что и другие члены зарождающейся югославской федерации, а боснийские мусульмане, хотя и неявно, были признаны равной нацией с другими народами БиГ и Югославии. При этом в ЗАВНОБиГ и в числе делегатов II сессии АВНОЮ были представлены боснийско-герцеговинские высокопоставленные лица из рядов некоммунистических политических партий: ЮМО, ХКП, независимых демократов, сюза земледельцев.
II сессия АВНОЮ состоялась в боснийском городе Яйце, где располагались руководство КПЮ и Верховный штаб НОАЮ. Заседание длилось с вечера 29 до утра 30 ноября 1943 года. Как пишет Леонид Гибианский: «За эти несколько часов были приняты предусмотренные руководством КПЮ решения, означавшие конституирование новой, революционной государственности, которая затем стала в политическом обиходе нередко обозначаться термином „новая Югославия“». АВНОЮ провозгласили «верховным законодательным и исполнительным представительным органом Югославии», а созданный НКОЮ — «высшим исполнительным и распорядительным органом народной власти». II сессия узаконила федеративную организацию Югославии в составе с Боснией и Герцеговиной, как субъектом федерации.

## Немецкие антипартизанские операции зимы 1943/1944 года
Осенью 1943 года немецкие войска овладели полосой побережья Адриатического моря, занятой силами НОАЮ после капитуляции Италии. Однако им не удалось организовать её прочную оборону перед лицом возможной высадки войск западных союзников на Балканах, так как партизаны контролировали обширную внутреннюю территорию, некоторые прибрежные участки и острова. Линии коммуникаций, ведущие из долины Савы к побережью Адриатического моря, также в основном контролировались партизанами или подвергались их атакам. Главнокомандующий на Юго-Востоке был обеспокоен ситуацией в Восточной Боснии и Санджаке, где были сосредоточены части 2-го и 3-го корпусов, 5-й и 16-й дивизий НОАЮ. Проникновение этих сил в Сербию, через которую пролегали основные пути из Центральной Европы в Албанию, Грецию, Болгария и Турцию, могли создать серьёзные трудности для обороны Балкан. С учётом растущей угрозы системе немецкой обороны Балканского полуострова со стороны партизан, ОКВ приказало своим войскам на Балканах провести зимой 1943/1944 года цикл наступательных операций, направленный на уничтожение основных сил НОАЮ. Исполнение приказа возлагалось на командование 2-й танковой армии.
Ещё до начала запланированного цикла операций германские войска отбили 10 ноября Тузлу. При этом большая часть населения покинула город. 2 декабря 1943 года немецкие и союзные им силы начали операцию «Шаровая молния», непосредственное руководство которой осуществлял штаб 5-го горного армейского корпуса СС. Целью операции было окружение и уничтожение представлявших угрозу для Сербии 2-й и 5-й дивизий 2-го ударного корпуса, а также 17-й и 27-й дивизий 3-го Боснийского корпуса. Для этого немцы задействовали 1-ю горнопехотную дивизию, 7-ю дивизию СС «Принц Евгений», части 369-й пехотной и 187-й резервной дивизий, 24-ю болгарскую дивизию из Сербии, а также некоторые формирования санджакских четников. Силы операции наступали со стороны Сербии и Северной Боснии, однако партизаны избежали окружения. После этого немцы начали следующую операцию цикла под условным названием «Шнештурм» в долине реки Кривая. Наступательные действия немецко-квислинговских войск продолжались с переменным успехом до середины февраля 1944 года. В результате 2-й и 3-й корпуса НОАЮ были отброшены от Дрины и Лима, немецким войскам удалось вернуть большую часть Восточной Боснии и Санджака. Частью из-за слабой веры в победу НОД, а частью из-за попадания в немецкий плен, многие новые члены народно-освободительного движения перешли или вернулись на немецкую сторону. Среди них были видные мусульмане Мухамед Панджа и Исмет Бекташевич, а также большое количество мусульман и сербов, бывших легионеров или четников. Вместе с тем немецким войскам не удалось уничтожить ни одно крупное подразделение НОАЮ. Операции проводились по старому шаблону, предполагающему взятие партизан в кольцо окружения, затем концентрическое наступление и уничтожение окружённого противника. Как следствие, партизаны, благодаря большей подвижности и лучшему знанию местности, находили слабое место в окружении и вовремя прорывались из него. При этом части НОАЮ не только защищались и уклонялись от ударов противника, но и сами атаковали его. Среди крупных действий партизан историки выделяют атаки на Баня-Луку и Тузлу в январе 1944 года, которые хотя и не завершились успехом, но были направлены на отвлечение внимания и сил противника от 3-го и 5-го корпусов.
Анализируя сложившуюся в конце 1943 — начале 1944 годов обстановку на оккупированных землях Югославии, Клаус Шмидер заключил, что в сравнении с попытками 2-й танковой армии укрепить положение оккупантов за счёт зимнего цикла антипартизанских операций, более важное значение имели: решение состоявшегося 29—30 ноября 1943 года II сессии АВНОЮ об образовании Национального комитета освобождения Югославии с функциями временного правительства, принятие в итоговой декларации Тегеранской конференции от 1 декабря 1943 года решения о том, что «максимально возможная» военная помощь Народно-освободительной армии является одной из военных целей Объединённых наций, а также признание Великобританией и США 15 декабря 1943 года Верховного главнокомандующего НОАЮ маршала Тито равноправным союзным командующим. С военной точки зрения положение партизанского движения отличалось от прошлогоднего значительным ослаблением позиций немецких оккупантов, контролем НОАЮ над обширными территориями, лишь частично утраченными зимой 1943/44 года, а также её новой силой. Эти факторы обеспечивали НОАЮ хотя и не абсолютную, но значительную защиту от немецких попыток достичь военного решения посредством временной концентрации сил в отдельной операции (как в операции «Шварц»). В стратегическом плане для немецкого командования сохранялась опасность возможного в любой момент вторжения соединений Народно-освободительной армии в доселе относительно спокойную Сербию. Таким образом немецкие войска были вынуждены перейти к обороне.

## Светосавский съезд и БиГ
Поражения, понесённые четниками весной 1943 года, вынудили их перейти к обороне на всей территории Боснии и Герцеговины. В этих условиях в четническом командовании возникло понимание того, что возможность улучшения их положения зависит от изменения отношения к боснийским мусульманам. Четнический Горный штаб в Восточной Боснии проинформировал штаб Драголюба Михайловича о необходимости привлечения мусульман в их ряды, что могло бы изменить обстановку в пользу ЮВуО. По его оценке, добиться этого было бы несложно, но самым большим препятствием являлись четнические «антагонистические идеи и действия».

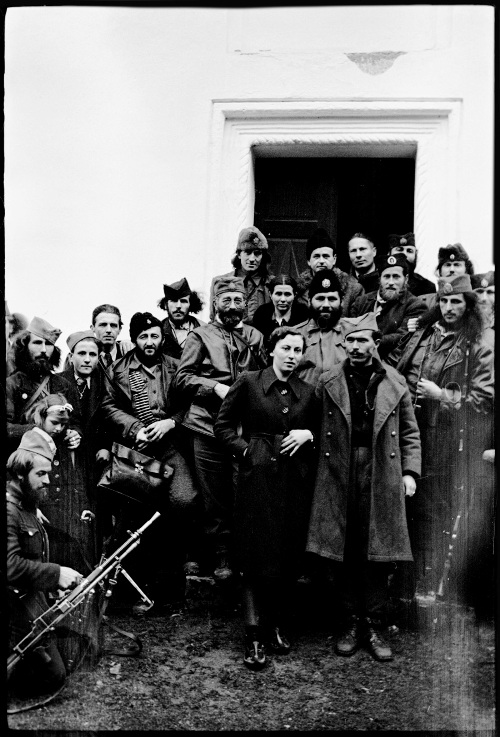
Драголюб Михайлович с участниками Светосавского съезда, Ба, 28 января 1944 года

Попытка изменения четнической политики в отношении мусульман и Боснии и Герцеговины была предпринята в процессе подготовки так называемого Светосавского съезда, состоявшегося с молчаливого одобрения немецких властей 25—28 января 1944 года в горном селе Ба в Западной Сербии. Боснийский вопрос рассматривался в контексте обсуждения послевоенного государственного устройства югославского государства. С целью склонить четническое руководство к принятию решения, которое привлекло бы в равногорское движение боснийцев и югославов, один из организаторов съезда, лидер Социалистической партии Югославии Живко Топалович внёс предложение предусмотреть в резолюции съезда создание югославской федерации в составе четырёх федеральных единиц, включая Боснию. Эта инициатива встретила решительное сопротивление сторонников великосербской идеологии, вследствие чего положение об автономной Боснии не вошло в резолюцию съезда.
В итоге съезд принял резолюцию о послевоенной югославской федерации, состоящей из сербской, хорватской и словенской федеральных единиц. В будущем государстве Босния и Герцеговина виделась в составе Сербии, а мусульманам отводился статус религиозного меньшинства. Стремление Михайловича встроить мусульман в свою великосербскую организацию и объявленное им формирование мусульманских подразделений ЮВуО не дало положительных результатов. Поддержку мусульман получили партизаны Тито. По заключению Хоара, Михайловичу даже не удалось навязать единую командную структуру боснийским четникам, которые оставались группой местных отрядов под командованием своевольных военачальников. В этой связи Михайлович отмечал в апреле 1944 года: «Что касается Боснии, то мне кажется, что в этом отношении ситуация наихудшая, так как каждый командир почему-то думает, что он может сражаться и жить независимо». Вместе с тем четники и мусульманские «Зелёные кадры» всё чаще совершали совместные атаки на партизан.

## «Зелёные кадры»
После распада «Легиона Хаджиэфендича» и включения значительной части его членов в НОД летом и осенью 1943 года, ядро мусульманских лидеров и их сторонники оставались приверженными борьбе с партизанами. Их поддерживали бывшие легионеры, а также независимые формирования мусульманской милиции, действовавшие с начала войны. Одним из них был так называемый 10-й отряд (официально назывался бригадой) Боснийских горцев, сформированный в районе Калесии в июле 1943 года профессором из Зворника Нешадом Топчичем. Первоначально он насчитывал несколько сотен человек. Впоследствии Топчич объединился с другими мусульманскими милициями в коалицию под названием «Зелёные кадры». Несмотря на то, что эта группировка была формально включена в состав домобранства, действовала она полностью самостоятельно в организационном и командном отношении. Её бойцы носили на своих фесках знаки звезды и полумесяца, в отличие от домобранской шаховницы или усташской «У». «Зелёные кадры» переняли на себя руководство мусульманским автономистским сопротивлением партизанам и четникам на северо-востоке Боснии.
«Зелёные кадры» представляли собой сельскую милицию, которую составляли преимущественно дезертиры из домобранства и в меньшей степени из партизанских подразделений. Согласно Хоару, «Зелёные кадры» не были автономным крылом вооружённых сил НГХ, а скорее напоминали их врагов — четников. Как и четнические отряды, «Зелёные кадры» не были единой организацией, но являли из себя «коалицию разрозненных местных банд». Усташи относились к Топчичу негативно из-за независимости его военной структуры от вооружённых сил НГХ и приёма в ряды объединения партизан, дезертировавших из НОАЮ. Согласно отчёту УНС, Топчич следовал «исламской политике и её фактической реализации с целью автономии Боснии и Герцеговины под зелёным знаменем». Вместе с тем усташи были вынуждены терпеть «зелёных», так как они воевали с партизанами. «Зелёные кадры», насчитывавшие от 8 000 до 10 000 человек, составляли серьёзную военную проблему для НОД КПЮ в Восточной Боснии. Зимой 1943/1944 года многие мусульмане под воздействим немецких антипартизанских операций покидали партизанские подразделения и присоединялись к «Зелёным кадрам», которые с успехом сражались против частей НОАЮ и нанесли им несколько поражений. Как военная сила «зелёные» росли весной и летом 1944 года, но с осени стали постепенно ослабевать и прекратили существование в мае 1945 года.

## Кульминация народно-освободительной войны и освобождение БиГ: весна 1944 — весна 1945 года

### «Хускина армия»
После «Легиона Хаджифендича» самой многочисленной и известной, вместе с тем, по определению Хоара, также «самой упрямой и примитивной мусульманской милицией, появившейся во время войны», была так называемая «Хускина армия». Действовала она в Цазинской Краине на крайнем северо-западе Боснии. Этот населённый мусульманами регион хотя и ориентировался на Хорватию, однако был охвачен «яростным автономизмом и исламским консерватизмом». Наиболее видными лидерами края являлись бывший прохорватский член Генерального совета ЮМО Нурия Поздерац и градоначальник Велика-Кладуши, бывший политик ХКП Хасан Милькович. Поздерац стал приверженцем НОД и членом АВНОЮ, но погиб в Битве на Сутьеске. В отличие от него Хасан Милькович сотрудничал с усташами. После отступления партизан в ходе немецкой операции «Вайс» в начале 1943 года деятельность КПЮ в Цазинской Краине значительно ослабла. Возникшим вакуумом воспользовался самоуверенный командир домобранства, бывший коммунист и партизан Хусейн (Хуска) Милькович. Он получил разрешение усташей и немцев на формирование мусульманской милиции и был поддержан в своём начинании Хасаном Мильковичем, который, как считает Хоар, надеялся использовать мусульманскую вооружённую силу для достижения боснийской автономии в составе НГХ. В конце 1943 года милиция Хуски Мильковича уже насчитывала около 3 тысяч человек и состояла из бывших усташей, последователей ХКП, а также дезертиров из частей НОАЮ и домобранства.

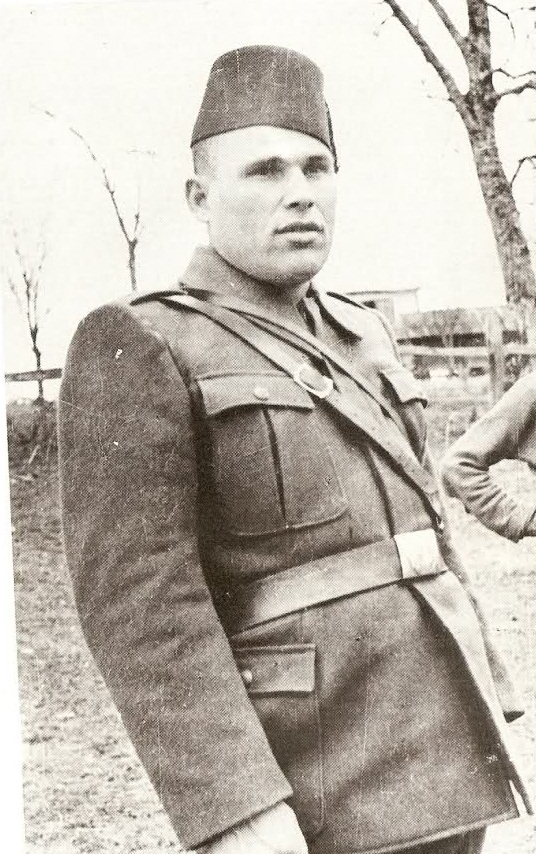
Хусейн Милькович

Новая милиция стала очень влиятельным политическим и военным фактором в Цазинской Краине. Милькович провозгласил себя главнокомундующим и единственной властью в краине, отказался принять в милицию хорватов, которых обвинил в обмане мусульман и повторил широко распространённое в народе утверждение о том, что «усташи в фесках осуществили резню сербов, чтобы представить мусульман виновниками геноцида сербского населения». В начале 1944 года ситуация в регионе вызывала озабоченность усташских властей. Ими были предприняты ряд безуспешных мер для установления контроля над Хуской и его возвращения в усташско-домобранскую структуру, однако принятая Мильковичем тактика лавирования и ложных обещаний позволяла ему сохранять независимость. Хорватские коммунисты также пытались устранить угрозу для НОД, исходившую от «Хускиной армии», но потерпев военную неудачу, решили нейтрализовать Хуску политически. В итоге, Милькович и большинство его людей присоединились 2 февраля 1944 года к партизанам, а на основе «Хускиной армии» 27 февраля 1944 года была сформирована Унская оперативная группа в составе 4-го Хорватского корпуса НОАЮ. Хуска возглавил группу и под его командованием она участвовала с апреля 1944 года в боевых действиях против немецких и усташско-домобранских войск. Однако он продолжил лавировать, пытаясь сохранить преимущество в отношениях с коммунистами и избежать полного разрыва с усташами. Это привело к фактическому разделу группы между фракциями коммунистов и сторонников усташей. Давление со стороны коммунистов вынудили Хуску постепенно «сжечь мосты» с немцами и усташами. Те ответили попыткой внутреннего переворота в Унской группе. 27 апреля 1944 года Хусейн Милькович был убит сторонниками усташей.
Однако попытка усташского переворота не имела успеха. В результате мер, предпринятых Главным штабом НОАиПО Хорватии, в группе был наведён порядок. Унская оперативная группа совместно с 8-й Кордунской дивизией освободила Цазин в ноябре 1944 года. В феврале 1945 года произошло окончательное утверждение коммунистической власти на территории Цазинской Краины. Только тогда хорватское партизанское командование решилось расформировать Унскую оперативную группу и переместить её бойцов за пределы региона. Большую часть личного состава группы переформировали в 3-ю Мусульманскую бригаду 8-й Кордунской дивизии. Из остальных бойцов группы образовали Краинский партизанский отряд. 3-я Мусульманская бригада участвовала в окончательном освобождении Бихача 23 марта 1945 года, после чего получила звание «ударной бригады».

### Антипартизанские операции в Восточной Боснии
По окончании зимних операций вермахта центр тяжести боевых действий на югославском ТВД сместился из Средней Боснии в районы Юго-Восточной Боснии и Северной Черногории, где 3-й и 2-й корпуса НОАЮ прилагали усилия для продвижения в оккупированную немцами Южную Сербию. Отвечая на активность НОАЮ, немецкая 2-я танковая армия стремилась не допустить проникновения партизан в Сербию и обезопасить свои стратегические линии коммуникаций, связывающие долину Савы с побережьем Адриатики, поэтому предприняла в марте — апреле 1944 года в Среме и соседней Восточной Боснии цикл операций с целью отвоевания и последующего удержания района, ограниченного реками Босна, Спреча, Дрина и Сава. Основную роль в этих операциях исполняла 13-я горнопехотная дивизия СС «Ханджар». Она насчитывала около 21 000 солдат, располагала сильной артиллерией и значительно превосходила силы партизан в Восточной Боснии, имевших тогда 12 бригад и 10 отрядов, организованных в пять дивизий (16-я, 17-я, 27-я, 36-я и 38-я). Партизанские бригады состояли в среднем из около 700 человек, тогда как отряды были намного меньшими.
Весенние антипартизанские операции в Восточной Боснии, вошедшие в югославскую историографию как часть «Седьмого вражеского наступления», отличались от предыдущих немецких операций. Теперь немецкие войска не стремились окружить и уничтожить основную часть партизанских сил, но сосредотачивали усилия на зачистке территории от партизан «шаг за шагом, село за селом», оставляя после себя сеть взаимосвязанных гарнизонов, чтобы предотвратить впоследствии возобновление партизанского присутствия на отвоёванной местности. Активистов и лиц, сочувствующих НОД, систематически уничтожали, чтобы не допустить восстановления народно-освободительных комитетов, снабжавших партизан продовольствием.
После ожесточённых боёв эсэсовцы вытеснили большую часть партизанских сил из Маевицы, Семберии и части Посавины и прорвались к Бирачу и Романии. При этом они уничтожили население сёл, оставленных партизанами. По заявлению командира дивизии Зауберцвейга, потери партизан к середине июня составили 4526 подтверждённых убитых, 3776 предположительно погибших и 1246 взятых в плен (включая шесть американских пилотов). Согласно Хоару, дивизии «Ханджар» не ставилась задача истребить или изгнать всё сербское население. Она сотрудничала с четническими воеводами, например, с Радивоем Керовичем. Резня была направлена на искоренение и уничтожение партизанского движения в Восточной Боснии. Однако жестокость СС даже по отношению к несербскому населению была такова, что многие мусульмане были вынуждены искать убежища у партизан.
Под руководством Зауберцвейга дивизия «Ханджар», нарушив «суверенитет» НГХ, сформировала в зоне операций на северо-востоке Боснии де-факто квислинговское мусульманское государство: действие властей НГХ было приостановлено, а дивизия создала собственную военную, гражданскую и экономическую администрацию. Прибытие дивизии «Ханджар» и антипартизанские операции «Седьмого наступления» стали серьёзным ударом по репутации НОД среди мусульман Восточной Боснии. По заключению Хоара, несмотря на их готовность сотрудничать с партизанами, очевидная военная мощь немцев и усташей заставила мусульман начать сомневаться в способности партизан обезопасить контролируемую ими территорию. Из-за этого весной 1944 года часть населения Восточной Боснии вновь стала склоняться к нацистам и усташам. В этот период отмечался упадок боевой морали части партизан-мусульман. Как следствие дезертировали все мусульмане — бывшие легионеры — Сребреницкого партизанского отряда. В апреле сдались в плен дивизии «Ханджар» 200 партизан 16-й Мусульманской бригады. В основном это были бывшие члены милиции, мобилизованные в НОАЮ.

### Последняя попытка вермахта переломить в свою пользу развитие ситуации на Югославском ТВД
Следующий удар народно-освободительному движению немцы нанесли в Западной Боснии в официальный день рождения Тито 25 мая 1944 года. Начался он немецким воздушным десантом на Верховный штаб НОАЮ в Дрваре в рамках комбинированной воздушно-десантной и сухопутной наступательной операции войск 2-й танковой армии под условным названием «Ход конём». Целью операции являлось уничтожение Верховного штаба НОАЮ, а также находившихся при нём учреждений народно-освободительного движения Югославии и союзных военных миссий. В тот день немцы едва не обезглавили партизанское движение внезапной воздушной и наземной атакой на Дрвар. После воздушной бомбардировки десантники СС ворвались в город, однако в ходе нескольких часов тяжёлых уличных боёв Верховному штабу удалось уйти из Дрвара. Несмотря на неудачу десанта, операция, по определению Хоара, стала шоком для Тито и коммунистического руководства НОД, «особенно в то время, когда они чувствовали себя в большей безопасности, чем когда-либо, в своей боснийской цитадели, с присутствием в их штабах британских и американских офицеров». По просьбе Тито, союзники переправили его и членов ВШ НОАЮ на хорватский остров Вис. Так закончилось продолжавшееся два с половиной года пребывание Тито и командования НОАЮ в Боснии и Герцеговине. Основная цель операции «Ход конём» не была достигнута. Наступление наземных войск также захлебнулось, а утраченную территорию партизаны вскоре возвратили и даже расширили.
Операция «Ход конём» стала последней попыткой немецкого командования изменить развитие ситуации в Югославии в свою пользу. Не имея возможности усилить свои войска в Югославии из-за нараставшего поражения вермахта на основных фронтах Второй мировой войны в Европе — советско-германском и на «втором фронте», открытом во Франции 6 июня 1944 года — германское командование окончательно утратило летом 1944 года стратегическую инициативу на югославском театре военных действий. По заключению Леонида Гибианского, «это резко усиливало возможности военных действий партизанских формирований, ядро которых всё больше превращалось в регулярную армию». НОАЮ снабжалась вооружением, боеприпасами и снаряжением частично из СССР, а частично западными союзниками и готовилась к решающей операции по овладению Сербией. Несмотря на превентивные удары немецких войск, предпринимаемые летом 1944 года в районах концентрации партизанских соединений в Боснии, Санджаке и Черногории (операции «Сорвиголова», «Рюбецаль», «Рюбеншницель»), крупные группировки сил НОАЮ осуществили с юга и запада прорывы в Сербию сначала на рубеже июля — августа, а затем в конце августа — начале сентября 1944 года.

### II сессия ЗАВНОБиГ
В соответствии с решением КПЮ о будущем республиканском статусе БиГ в составе федеративной Югославии, принятым перед II сессией АВНОЮ, 30 июня 1944 года в городе Сански-Мост состоялась II сессия ЗАВНОБиГ. На ней были приняты ряд решений, фактически установивших БиГ как отдельную и равноправную федеративную единицу в составе новой Югославии. ЗАВНОБиГ официально объявили высшим законодательным и исполнительным национальным представительным органом государственного управления Боснии и Герцеговины. Для осуществления суверенных полномочий ЗАВНОБиГ между сессиями учредили Президиум в составе председателя, трёх вице-председателей, секретаря и не менее 20 членов. Президиуму был дан мандат на исполнение правительственных функций до момента формирования правительства Боснии и Герцеговины.
При председателе президиума создали Законодательный комитет с задачей разработки новых законов и вынесения заключений о соответствии действий нижестоящих органов официальным распоряжениям Боснии и Герцеговины и Югославии. Решениями сессии были установлены права и обязанности народно-освободительных комитетов на областном, районном, окружном, городском, общинном и сельском уровнях, создана Земельная комиссия по расследованию преступлений оккупантов и их пособников, а также Религиозная комиссия. На сессии были заслушаны отчёты о состоянии экономики, здравоохранения и образования, в которых подчеркивалось, что ЗАВНОБиг должно добиться прогресса на всех этих фронтах.
II сессиия ЗАВНОБиГ избрала председателем президиума Воислава Кецмановича. Членами президиума стали четверо членов ХКП, бывший четнический офицер, бывший сенатор от союза земледельцев, бывший заместитель великого префекта, бывший полковник домобранства, 2 промышленника, 3 профессора, 2 земледельца, а также 7 видных коммунистов Боснии и Герцеговины, включая Родолюба Чолаковича. Секретарь и двое из троих вице-председателей были коммунистами. Таким образом в руководстве президиума обеспечили превосходство КПЮ. Состав президиума, как и ЗАВНОБиГ в целом, был укомплектован так, чтобы совместить коммунистический контроль с широкой поддержкой народа. Как пишет Хоар, ЗАВНОБиГ заложило основы боснийско-герцеговинского государства в соответствии с коммунистической идеологией права югославских земель и народов на самоопределение. Это стало маяком для дальнейшей вербовки в ряды НОД населения Боснии и Герцеговины и особенно мусульман.

### Независимая группа национального сопротивления Югославской армии на родине
Прорыв крупных группировок НОАЮ в Сербию, состоявшийся на рубеже июля — августа и в конце августа — начале сентября 1944 года, вызвал попытки коллаборационистского режима Недича достигнуть соглашения с Михайловичем о создании «общего фронта сербских национальных сил» для борьбы с партизанами. Однако в условиях приближающегося поражения нацистской Германии группа четнических командиров, главным образом в Восточной Герцеговине, Восточной Боснии, Санджаке и части Черногории, выступила в конце августа с призывом к борьбе с немцами и обвинила руководство равногорского движения в следовании неверным военно-политическим курсом. Как следствие, на рубеже августа — сентября сформировалась четническая группировка под командованием майора Воислава Лукачевича численностью около 4 500 человек, отколовшаяся от Михайловича и провозгласившая себя Независимой группой национального сопротивления (НГНС) Югославской армии на родине. Лукачевич объявил на подконтрольной группе территории всеобщую мобилизацию и начал в сентябре военные действия против немцев. Одновременно он предпринял шаги для получения поддержки западных союзников и признания его группы в качестве самостоятельной силы, а также обратился к командованию НОАЮ с предложением о координации в борьбе за освобождение Югославии. Вместе с тем Лукачевич подчеркивал, что при готовности взаимодействовать с партизанами, Независимая группа национального сопротивления не может быть под началом Тито. Появление группировки Лукачевича вызвало решительное противодействие коммунистического руководства новой Югославии. По приказу Тито подразделения НОАЮ атаковали НГНС 25 сентября и в течение нескольких дней заняли четнический опорный пункт Билечу, а затем полностью разгромили силы Лукачевича в южной Герцеговине. Сам Лукачевич с оставшимися несколькими сотнями четников отступил сначала во внутренние районы Герцеговины и затем в район Фочи. В начале декабря Лукачевич попытался вступить в контакт с британцами, но был захвачен партизанами и впоследствии расстрелян 14 августа 1945 года по приговору Верховного военного суда в Белграде.

### Разрушение военного потенциала НГХ. Распад мусульманских дивизий СС
Ненависть к усташской власти, военные потери, слабая мораль, партизанское проникновение в организационные структуры НГХ и коммунистическая пропаганда вели к полному краху усташского государства. Даже те мусульмане и хорваты, которые не поддерживали НОАЮ, покидали домобранство для защиты своих сёл от возможных нападений партизан, четников или других вооружённых сил. Это ускоряло военный распад НГХ. Участившиеся воздушные бомбардировки союзной авиацией территории Хорватии и Боснии и Герцеговины дополнительно дискредитировали усташский режим. Осознание неизбежности поражения распространялось даже среди усташей.
В такой обстановке советская 300-тысячная группировка 2-го и 3-го Украинских фронтов (по другим данным 100-тысячная) вступила 29 сентября 1944 года в Югославию. Несмотря на то, что к концу года части Красной Армии в значительной степени снова покинули страну, это, по заключению Клауса Шмидера, положило начало совершенно новой войны, в которой преобладали бои между НОАЮ, всё больше превращающейся в регулярные вооружённые силы, и немецкими соединениями на фиксированных фронтах на востоке и юге разваливавшегося НГХ. В ожесточённых боях с войсками группы армий «Ф», а также группы армий «Е», спешно отступавшей из Греции и Албании, началось окончательное освобождение югославских земель от немецких оккупантов и установленных ими прогитлеровских режимов. 20 октября советско-югославские войска овладели Белградом, а до конца осени немцы и их квислинговские формирования были изгнаны почти из всей Восточной Югославии.
Под влиянием катастрофической военной обстановки и объявленной Тито 30 августа амнистии «всем заблудшим слугам оккупанта», срок действия которой ограничивался 15 сентября 1944 года, началось массовое дезертирство хорватов и мусульман из домобранства, легионерских дивизий и войск СС. Тем самым заканчивалась попытка немецкого командования интегрировать хорватский военный потенциал в военные усилия Германии. Разрушительные процессы не миновали 13-ю горнопехотную дивизию СС «Ханджар». За первые двадцать дней сентября дивизия потеряла в результате дезертирства более 2000 боснийцев. При этом беглецы прихватили с собой 1578 винтовок и 61 пулемёт. Попытка вывести дивизию в конце октября из-под «боснийского влияния» путём переброски в район Загреба спровоцировала вторую волну дезертирства. В итоге к середине ноября 70 % боснийского личного состава немцы признали негодными к службе из-за ненадёжности и уволили со службы. Численность дивизии сократилась до размеров ослабленного полка и на 50 % состояла из немецкого кадрового состава. 17 октября, на следующий день после объявления приказа о передислокации в Северную Хорватию 23-й горнопехотной дивизии СС «Кама» с целью её задействования в отражении советского наступления, боснийские военнослужащие подняли мятеж, в результате чего позже дивизию расформировали. Тем временем сотни бывших эсэсовцев присоединялись к партизанам. К концу декабря Областной комитет КПЮ в Восточной Боснии сообщил, что в НОАЮ вступили в общей сложности 2000 бывших солдат дивизии «Ханджар».

### Освобождение городов БиГ извне и изнутри
Заключительный период войны стал самым кровопролитным как на югославских землях, так и в Боснии и Герцеговине. Немцы стремились удержать свой контроль над БиГ, чтобы обеспечить отступление частей группы армий «Е» из Греции, Албании и Черногории. Для защиты важных городов, дорог и прилегающих территорий от атак четырёх хорватских и трёх боснийских корпусов НОАЮ, немецкое командование держало в тылу фронта две трети своих войск. В то же время квислинговские режимы и движения «судорожно сопротивлялись» наступлению партизан, чтобы предотвратить свой распад и дезинтеграцию и адаптироваться в новых условиях в ходе разгрома фашизма в Европе.
В борьбе за боснийско-герцеговинские города партизанское командование использовало тактику овладения Тузлой в октябре 1943 года, когда в НОД благодаря действиям частей НОАЮ и местного подполья перешло большое количество политиков, чиновников и бывших домобран, а в городе при поддержке части населения была создана новая власть. Боснийские города освобождались комбинацией атак партизан и внутреннего проникновения подпольного НОД, что побуждало войска НГХ сдаться или переходить к партизанам. Так, 11-я Краинская дивизия овладела во второй раз Тесличем 9 июля 1944 года при поддержке командира и членов легиона ДОМДО, позволивших партизанам войти в город и оказавших помощь в разоружении домобранского гарнизона. При сотрудничестве с домобранами в июле 1944 года был также занят город Тешань. 4 сентября Теслич освободили в третий раз. При этом около 50 членов мусульманской милиции присоединились к Тешаньско-Тесличскому партизанскому отряду, вслед за этим преобразованному в 19-ю Средне-Боснийскую бригаду.
Подполье НОД добилось успеха в Добое и Дервенте. Здесь подпольщикам удалось склонить к сотрудничеству командира гарнизона Добоя полковника Асима Тановича и многих домобран. Эти отношения были настолько развиты, что в домобранском госпитале лечили раненых партизан под видом четников, с которыми с весны 1942 года усташи заключили договор о сотрудничестве. Перед атакой, назначенной на 8 сентября 1944 года, командование 53-й Средне-Боснийской дивизии встретилось с Тановичем и командиром 5-го артиллерийского дивизиона домобранства полковником Славко Теларевичем. Хотя немцы перед самой атакой заменили домобран более надёжными частями и перебросили в Добой лояльный им 4-й егерский полк, подпольщикам в последний момент удалоь заручиться поддержкой командира 2-го батальона 4-го полка полковника Шкриньярича. Его переход на сторону партизан сыграл ключевую роль. Дополнительное преимущество 53-й дивизии создало до начала атаки проникновение партизан в домобранской форме на ключевые точки обороны города. Капитуляция части гарнизона позволила партизанам захватить большую часть Добоя, прежде чем они были вынуждены отступить. В итоге весь артиллерийский дивизион домобранской 1-й егерской группы сдался партизанам с полной артиллерией, а свои орудия разернул против позиций противника. Более тысячи домобран отступили из Добоя вместе с партизанами, прихватив артиллерию, боеприпасы и другие материально-технические средства. Часть из них потом пополнили партизанские отряды, а часть была отпущена по домам. Во время одновремённой атаки партизан на Дервенту целый 6-й егерский полк под командованием полковника Музловича перешёл на сторону партизан. Таким образом во время атак на два города к партизанам присоединились около 2 тысяч домобран. В Дервенте при помощи домобран были взяты в плен семьдесят немецких солдат, включая одного генерала.
Подполье способствовало успеху атаки на Приедор, проведённой одновременно с операцией в Добое и Дервенте. Здесь без боя сдался домобранский гарнизон, насчитывавший 2000 солдат. Во время атаки часть жителей, особенно сербы и мусульмане, также присоединилась к партизанам и открыла огонь по оборонительным позициям. Ещё пятьсот домобран с оружием перешли на сторону партизан и были мобилизованы в 4-ю Краинскую дивизию в Босански-Петроваце. 17 сентября 1944 года Тузла была освобождена во второй раз и окончательно. Город остался крупнейшим контролируемым НОАЮ анклавом в немецком тылу, а партизаны унаследовали собственность, учреждения и чиновников НГХ, а также мобилизовали новую милицию из числа членов мусульманского легиона. Проникновение подпольщиков в ряды противника продолжилось в следующие месяцы. В октябре 1944 года в Рипаче вблизи Бихача перешёл на сторону партизан домобранский батальон во главе с командиром. Ответом на ширящееся сотрудничество с НОД домобран и населения были жестокие репрессии усташей.
Осенью 1944 года власть усташей в Боснийской Краине окончательно распалась после того, как партизаны освободили Дони-Вакуф, Бугойно, Приедор, Благай, Яйце, Босански-Петровац, Дрвар, Тешань, Теслич и Травник. Из крупных городов этого региона только Бихач, Босански-Нови и Баня-Лука оставались под контролем немцев и усташей. В период с 18 до 29 сентября 1944 года за Баня-Луку, ключевой город БиГ, вёл ожесточённую борьбу 5-й корпус НОАЮ. Ранее ЦК КПЮ отправил сюда в марте 1944 года нового секретаря парторганизации Анджу Кнежевич с заданием обеспечить руководство Сопротивлением. В начале сентября Кнежевич доложила в штаб корпуса подробный план обороны города, включая информацию обо всех домобранах, согласившихся не оказывать сопротивление партизанам. Партизанская атака координировалась с подразделениями домобранской 3-й горнопехотной бригады, перешедшей под командование корпуса непосредственно перед началом наступления и сражавшейся на стороне партизан во время операции. Накануне атаки, 15 сентября, домобраны в ближнем поселке Иваньска также сдали свои позиции и присоединились к партизанам. За ними последовала авиация домобранства и экипажи домобранских танков. Благодаря предварительному соглашению с подпольем НОД, целые подразделения домобран сдавались партизанам без единого выстрела. Домобранский офицер передал партизанам 26 пушек, которые немедленно были направлены на позиции усташей и немцев. За три дня партизаны с помощью домобранских частей заняли весь город, за исключением крепости. В дальнейшем 5-й корпус целую неделю оборонял город от немецких контратак, однако ввиду превосходства сил противника вынужден был отступить с большими трофеями. Около 1600 домобран баня-лукского гарнизона присоединились к партизанам, а несколько тысяч жителей, в том числе большое количество чиновников НГХ, покинули город. Тем самым городская администрация Баня-Луки была парализована. Вторая Баня-Лукская операция стала тяжёлым ударом для НГХ, но, вместе с тем, и последним значительным успехом подпольщиков города. После этого усташи усилили террор. В начале декабря в Баня-Луке были арестованы сторонники НОД и сотрудничавшие с ним домобраны, а также практически полностью уничтожено подполье. По заключению Младенко Цолича, успех партизан был бы большим, если бы штаб 5-го корпуса не допустил ряд упущений и ошибок при подготовке и в ходе выполнения операции. Когда 21 и 22 апреля 1945 года партизаны окончательно освободили Баня-Луку, им достался полностью разрушенный город.

### Завершающее наступление НОАЮ/ЮА и изгнание оккупантов

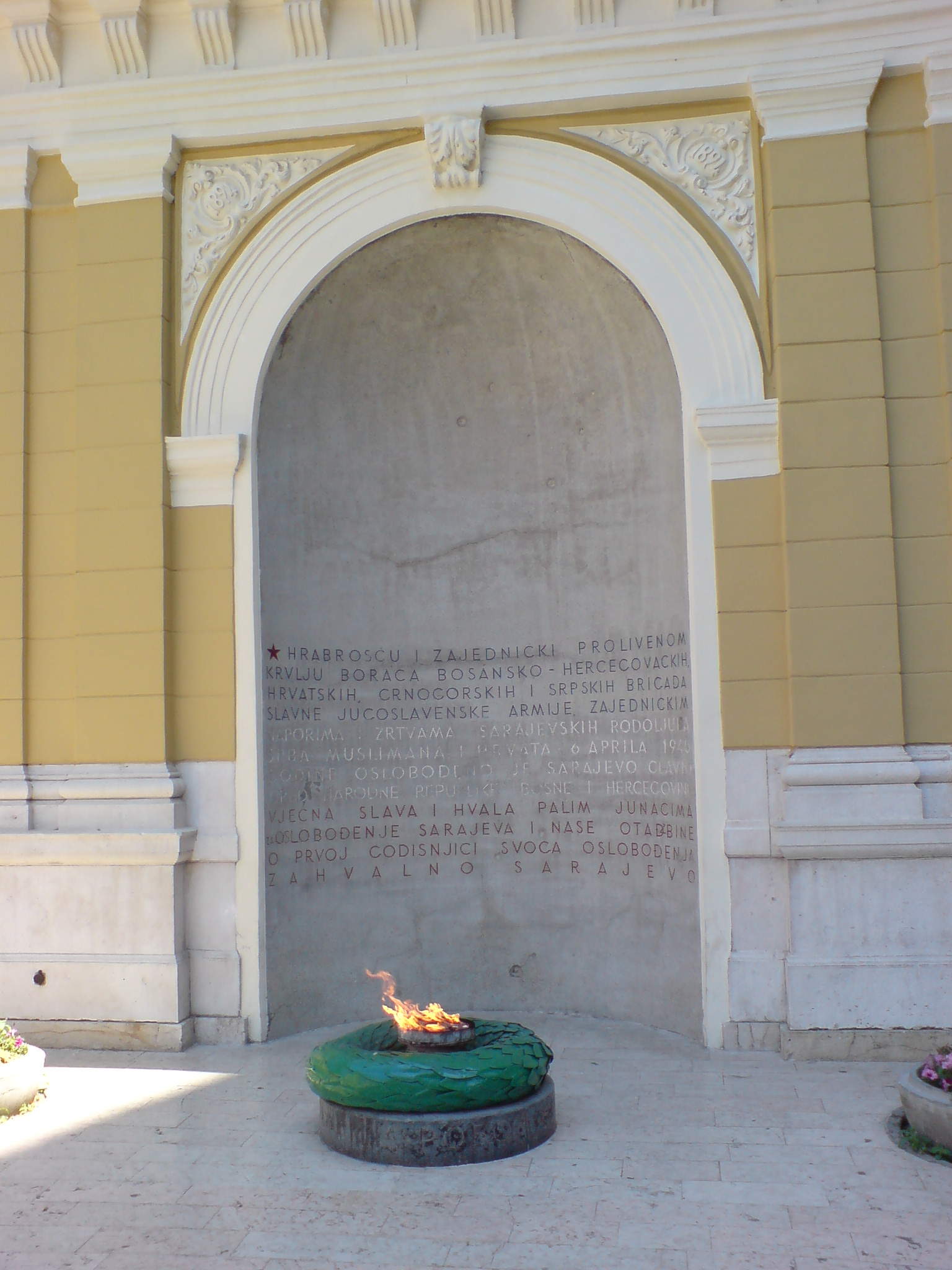
Вечный огонь в Сараеве

К началу 1945 года НОАЮ освободила большую часть Восточной и Южной Герцеговины, но немецкие и усташско-домобранские войска удерживали Мостар, Сараево и долину реки Босны, а также линию Биелина — Добой — Дервента — Баня-Лука — Босански-Нови — Бихач. Сюда до середины января отступали из Греции части немецкой группы армий «Е». Для преодоления обороны противника и его изгнания с оккупированных областей страны приказом ВШ НОАЮ были созданы 1 января 1945 года 1-я, 2-я и 3-я армии. Вторая армия действовала в Восточной Боснии. В период с 6 по 14 февраля 1945 года части 8-го корпуса НОАЮ и 29-й Герцеговинской дивизии овладели Мостаром. К началу марта 1945 года НОАЮ освободила всю Герцеговину. 6 апреля немецкие и усташско-домобранские войска были изгнаны из Сараева. До 1 мая 1945 года Босния была полностью очищена от немецких войск, однако на севере страны в тылу 2-й армии ещё оставались две крупные группировки противников коммунистической власти: четников на Вучияке и усташей в районе Оджака. Задача по их ликвидации была возложена на 3-й Боснийский корпус. К середине мая 1945 года военные действия против войск нацистской Германии и гражданская война на югославской территории закончились победой НОД КПЮ. В Югославии была фактически установлена коммунистическая власть.

## III сессия ЗАВНОБиГ и образование первого правительства Боснии и Герцеговины
Освобождение Сараева, а затем и всей БиГ позволяло боснийскому руководству преобразовать временные учреждения власти в постоянные государственные органы. Уже в марте 1945 года президиум ЗАВНОБиГ принял решение провести в следующем месяце выборы всех местных и региональных представительных органов. 15 апреля президиум ЗАВНОБиГ переехал из Яйце в Сараево, а 16 апреля назначил III сессию ЗАВНОБиГ на 26 апреля 1945 года. В ходе её подготовки 19 апреля был образован народно-освободительный комитет города Сараево во главе с Хусейном Бркичем. Третья сессия ЗАВНОБиГ состоялась с 26 по 28 апреля 1945 года в Сараеве.
По её итогам ЗАВНОБиГ было преобразовано в Народную скупщину Боснии и Герцеговины, народно-освободительные комитеты и скупщины — в народные комитеты и народные скупщины. Президиум ЗАВНОБиГ стал Президиумом Народной скупщины БиГ. Затем скупщина доизбрала 44 депутата, представляющих широкие круги населения Боснии и Герцеговины. В их число вошли Заим Шарац, Хусейн Хусага Чишич, муфтий Мухамед Шефкет Курт, православные священники Светозар Лазаревич и Сима Бегович, францисканец Бона Остоич и другие. Депутатами стали члены академического сообщества, государственные служащие и четыре женщины. Народная скупщина приняла закон, согласно которому было создано Народное правительство БиГ — высший орган исполнительной власти государства Босния и Герцеговина. Кандидатуры членов правительства выдвигались Президиумом Народной скупщины. Скупщина избрала премьер-министром Родолюба Чолаковича, а 28 апреля — первое национальное правительство. Помимо Чолаковича, в нём были ещё пять видных коммунистов, а также девять некоммунистов. Как отмечает Хоар, реальная власть находилась в руках КПЮ, в то время как некоммунистическое большинство должно было служить целям общественного и международного использования. Некоммунисты в правительство были избраны из-за их репутации, национального статуса и авторитета. Однако это правительство не было бутафорией: народная поддержка партизанской власти была достаточно неопределенной, поэтому коммунистам было нужно правительство, заслуживающее доверия.

## Ликвидация оставшихся группировок четников и усташей

### Уничтожение основных сил четников
После поражения, нанесённого 1-м Пролетарским корпусом войскам ЮВуО в Сражении на Еловой горе 9 сентября 1944 года, а также последовавшего за этим 12 сентября призыва короля Петра II к четникам переходить на сторону партизан, больше половины бойцов оставили ряды королевской армии. Эти события обусловили утрату ЮВуО значения политической силы в Сербии. Михайлович с большим трудом и при помощи СДК избежал захвата партизанами и перешёл 24 сентября в Боснию. Основные сербские силы ЮВуО сосредоточились в районе Белграда, откуда 7 октября под контролем немцев были переброшены по железной дороге в Кралево и затем переместились в Восточную Боснию. Там на рубеже зимы и начала весны 1945 года сконцентрировались войска четников из Сербии, Черногории, частично из Герцеговины и некоторых боснийских районов численностью около 40 тысяч человек. Они действовали на обширной территории и вели ожесточённые столкновения и нередко значительные бои как с вооружёнными силами НГХ, так и соединениями НОАЮ. Стычек с германскими войсками Михайлович старался избегать, при этом многие четнические командиры взаимодействовали с частями вермахта в отражении наступления югославской 2-й армии в Северной Боснии, так как немцы были единственной гарантией выживания четников в этом районе. Вплоть до начала апреля Михайлович надеялся на расширение присутствия немцев в Боснии и через своих представителей провёл переговоры с главнокомандующим немецкими вооружёнными силами на Юго-Востоке генерал-полковником Александером Лёром. Сведений об их содержании нет, но известно, что Лёр посоветовал отвести части ЮВуО к Врбасу.

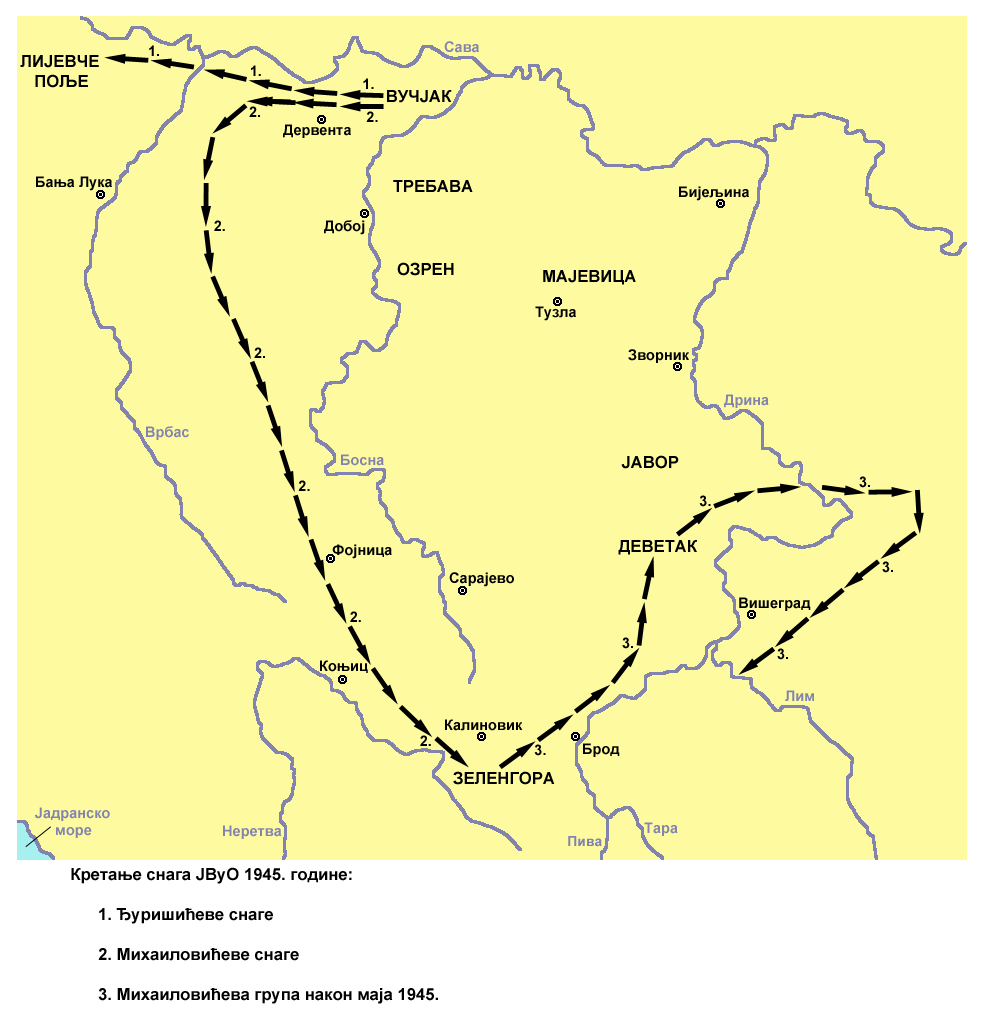
Поход основных сил ЮВуО с Вучияка на Зеленгору в мае 1945 года

Положение четников было сложным. Им не хватало боеприпасов, продовольствия и тёплого обмундирования. Это обусловило массовое истощение, заболевание и высокую смертность среди воинского состава и беженцев. Росло дезертирство. Остро стоял вопрос о дальнейших действиях. Часть командиров склонялась к необходимости пробиваться на запад в Истрию и Словенское Приморье, однако такой план не поддерживался Михайловичем. Это привело к расколу сил ЮВуО. Во второй половине марта 1945 года черногорские четники и беженцы во главе с Павле Джуришичем, а с ними некоторые другие четнические соединения из Боснии, Герцеговины и частично из Сербии, отделились от группировки Михайловича и двинулись на запад самостоятельно. К ним также присоединился ряд военных и политических руководителей равногорского движения, включая Драгишу Васича. Большинство же боснийских четников не присоединилось ни к Джуришичу, ни к Михайловичу, а просто разошлось: преимущественная часть укрылась в массе сербского православного населения Боснии, другие ушли в густые боснийские леса, где оставались в течение многих месяцев после окончания войны. Вместе с тем Михайлович, по заключению Милана Радановича, предпринял в середине апреля «один из самых безответственных и рискованных ходов». Отступив с оставшимися 7000—8000 четников на запад, к Мотаице, он решил совершить «прорыв в сторону Сербии, обходным путём через горный район Средней Боснии, вместо того чтобы принять реальности и сдаться партизанам».
Поход происходил с боями по территории, занятой Югославской армией. К 7 мая группировка Михайловича потеряла пятую часть своих бойцов и насчитывала от 5000 до 6000 человек, в том числе несколько сотен боснийских четников. Продвигаясь через Среднюю Боснию, четники разграбили много сёл, сожгли город Фойницу и изнасиловали несколько десятков женщин. 10 мая группировка разделилась на две части. Основная часть во главе с Михайловичем и Трифуновичем двинулась на Зеленгору с намерением занять район Сутьески и оттуда пробиваться к Дрине. Меньшая часть четников под командованием Рачича и Дамяновича направилась из района Калиновика к горе Яхорина и далее в направлении на Рогатицу.
12—13 мая на Зеленгору и Сутьеску прибыло от 3000 до 4000 четников Михайловича. Здесь они были окружены частями 3-го корпуса и 37-й Санджакской дивизии Югославской армии в течение 12—15 мая и в основном погибли в боях. Часть четников попала в плен, но Михайловичу с группой офицеров и бойцов удалось избежать уничтожения или пленения. Часть захваченных четников отправили во временные лагеря для военнопленных, где они в августе 1945 года дождались амнистии, а другую часть расстреляли в окрестностях Фочи. Количество казнённых четников неизвестно, но, по оценке Милана Радановича, это число может составлять несколько сотен, но не несколько тысяч или 9300 человек, как утверждают некоторые историки. Четники Рачича и Дамяновича в пути избежали уничтожения, но потеряв значительное число бойцов в боях и в результате дезертирства, были вынуждены разделиться на мелкие группы. Их ликвидировали во второй половине мая и в последующие месяцы 1945 года.

### Боевые действия против вооружённых формирований усташей в районе Оджака
После оставления Сараева немецко-усташско-домобранские войска 21-го горного армейского корпуса в северной Боснии отступали за реку Сава через Добой и Дервенту. Основной удар югославской 2-й армии наносился западнее Подвучияка в направлении Добоя — важного железнодорожного узла на пути в Хорватию. По мере приближения Югославской армии усташские военные формирования и хорватские беженцы, опасавшиеся прихода коммунистов, уходили на левобережье Босны в Подвучияк. Чтобы обеспечить эвакуацию беженцев, часть усташей не продолжила движение к Загребу, а была распределена по линии обороны Подвучияка. После занятия партизанами правого берега Босны усташские формирования Подвучияка исполнили полученный в начале апреля приказ уходить на запад и выступили в поход, однако попытка отступления между 19 и 22 апреля 1945 года не удалась, так как югославские части заняли 19 апреля Дервенту, 20 апреля — Славонски-Брод, а 21 апреля — Босански-Брод и тем самым отрезали усташам переправу через Саву и путь отхода к Загребу. Оказавшись в окружении, усташи успели в краткие сроки занять значительную часть ранее оставленных ими укреплений Подвучияка. Боевые действия между усташами и частями 3-го корпуса Югославской армии в районе Оджака продолжались с перерывами в период с 19 апреля до 25 мая 1945 года. Завершающая фаза боёв происходила в ходе операции под условным названием «Влашка-Мала» 22—25 мая и закончилась ликвидацией окружённой группировки.

## Последующие события

### Провозглашение ФНРЮ и принятие Конституции Народной Республики Боснии и Герцеговины
29 ноября 1945 года собравшаяся в Белграде Учредительная скупщина единогласно приняла декларацию о ликвидации монархии и провозглашении Федеративной Народной Республики Югославии (ФНРЮ). 31 января 1946 года Учредительная скупщина единогласно утвердила конституцию ФНРЮ, согласно которой 6 федеральных земель Югославии, включая Боснию и Герцеговину, объявлялись народными республиками в составе ФНРЮ.
11 ноября 1946 года Учредительное собрание Народной Республики Босния и Герцеговина подтвердило все решения II сессии ЗАВНОБиГ и все акты, принятые Народной скупщиной БиГ и её президиумом в период с 26 апреля 1945 года до заседания Учредительного собрания. На заседаниях в период с 28 по 31 декабря 1946 года учредительное собрание приняло и обнародовало Конституцию Народной Республики Боснии и Герцеговины, которая была похожа на другие конституции федеральных единиц ФНРЮ. В отличие от решений ЗАВНОБиГ, в конституции народы Боснии и Герцеговины не упоминались поимённо. Содержалось лишь положение о равенстве всех национальностей республики.

### Курс на монопольное политическое господство КПЮ по советскому образцу
Избрание Учредительной скупщины и принятие ею решения о государственном устройстве Югославии окончательно завершило формально-переходный период, который был предусмотрен соглашением Тито – Шубашича и решениями Ялтинской конференции. Коммунистический режим, установленный в ФНРЮ, получил возможность «более явно и интенсивно продолжить преобразования» по «тогдашним советским, то есть сталинским, канонам», так как советский путь воспринимался югославскими коммунистами «преимущественно как эталонный». Как пишет Леонид Гибианский: «В политической сфере период, последовавший за провозглашением ФНРЮ и принятием конституции, характеризовался курсом на дальнейшее упрочение коммунистического контроля, ужесточение сложившейся системы власти и управления обществом. Энергичные усилия были здесь направлены на последовательную ликвидацию тех крайне ограниченных и более чем относительных, а во многом и вовсе декоративных проявлений многопартийности, которые до того частично допускались из тактических соображений».

## Потери
Согласно сведениям боснийского историка Энвера Реджича, в период 1941—1945 годов людские потери Боснии и Герцеговины составили около 407 000 жителей, из них около 209 000 сербов, около 100 000 мусульман, около 79 000 хорватов, около 10 000 евреев (согласно данным Таубера, примерно 10 500 человек ), около 5 000 цыган и около 4 000 представителей других народов.
По другим данным, БиГ потеряла около 316 000—328 000 (10,3 %) жителей, в том числе около 174 000 гражданских лиц, из которых около 85 000 человек погибли в концлагерях. Потери партизан и их противников по гражданской войне были приблизительно равными и составили по около 70 000 человек с каждой стороны.

## Память
Партизанская война и движение Сопротивления под руководством КПЮ стали в послевоенной Югославии мифом государственного строительства, а память о войне легла в основу братства и единства югославских «наций и народностей». Провозглашённый нарратив военных событий в годы существования СФРЮ не подлежал сомнению и охранялся государством. Вместе с тем распад Югославии и война в Боснии и Герцеговине 1992—1995 годов вызвали здесь, как и в других постюгославских государствах, раскол общества, пересмотр некоторых официальных постулатов и создание новых интерпретаций истории. С падением коммунистического режима общая память о Второй мировой войне, объединявшая сербов, босняков и хорватов БиГ, сменилась раздельным подходом к памяти о войне. Скорость стирания коллективной памяти зависела при этом от того, какая национальная группа и где взяла власть.
Политическая и социальная маргинализация организаций, продвигавших официальный югославский нарратив Второй мировой войны, начавшаяся в БиГ после первых многопартийных выборов 1990 года, привела сначала к забвению определённых мест памяти и памятных практик, а затем к опустошению некоторых мемориалов, перепрофилированию мемориальных центров и музеев, а также переименованию улиц, названия которых напоминали о важных событиях и участниках Второй мировой войны. Некоторые памятники и мемориальные комплексы, как например Мемориальный парк «Враца» в Сараеве, пострадали из-за близости военных действий в 1992—1995 годы. Часть из них была восстановлена по инициативе Союза объединений борцов народно-освободительной войны (СУБНОР) Югославии и финансировалась местными, кантональными властями, энтитетами, отдельными лицами или международными организациями.
В современной Боснии и Герцеговине важные события народно-освободительной войны рассматриваюся сквозь призму распада Югославии и являются частью памяти о разделении страны с 1992 года по сегодняшний день. Следствием этого является отсутствие общепринятых нарративов событий Второй мировой войны, роли сербов, хорватов и босняков, оценок понесённых жертв, а также конфликты вокруг ревизионистских интерпретаций прошлости среди всех трёх народов Боснии и Герцеговины. После разделения между СУБНОР БиГ и СУБНОР Республики Сербской в 2006 году памятных мероприятий в Тьентиште в честь Битвы на Сутьеске, чествование событий партизанской борьбы на мемориале «Долины героев» снова приобрело значение в политике памяти определённых партий, а партийные функционеры стали чаще посещать их, используя для своей рекламы в СМИ. Вместе с тем инструментализация мемориальных мероприятий создала в части общества Боснии и Герцеговины память о партизанах как единонациональном движении, согласно которой все остальные, не являющиеся членами этой нации, исключаются из памяти и обозначаются «неофашистами». Такие нарративы формируют разделённое и конфликтное общество БиГ.

### Комментарии
1. ↑  Квислинг/квислинги — термин (имя нарицательное), происходящий от имени норвежского политика В. А. Квислинга, синоним коллаборациониста, обозначающий лиц, сотрудничавших с немецкими и итальянскими оккупационными войсками во Второй мировой войне. Как правило, член правительства страны, сотрудничающей с оккупационной державой. Известными квислингами были: маршал Ф. Петен, Й. Антонеску, Йозеф Тисо, П. Лаваль, А. Павелич, М. Недич, Л. Рупник и др.[39].
2. ↑  Согласно Здравко Диздару, соглашение между итальянцами и восточнобоснийскими четниками о передаче власти в Фочанском и Чайническом котарах было заключено 11 ноября 1941 года[119].
3. ↑  Историк Стеван Коста Павлович[англ.] отмечал, что подлинность этого документа, оригинал которого не сохранился, признаётся большинством историков. В то же время он предполагал возможность фальсификации, отмечая убедительные аргументы канадского историка Люсьена Карчмара, изложенные в книге «Draža Mihailović and the Rise of the Četnik Movement, 1941—1945». New York, 1987[126]. Историк Хольм Зундхауссен[нем.], рассказывая о целях четнического движения, ссылался на инструкцию Михайловича, отмечая, что защитники четников называют её фальшивкой[127].
4. ↑  Выходцы из МОХКП отвергали идею боснийской автономии, но поддерживали традиционную мусульманскую идею единой Боснии, только в рамках Великой Хорватии[19].
5. ↑  Такая практика КПХ продолжалась, так как партия охотно шла на сотрудничество, если была в нём заинтересована, но, как только становилось возможным, стремилась подменить партнёрство подчинением себе, а в конечном счете — ликвидацией того, кто вступал с нею в сотрудничество»[153].
6. ↑  Согласно Иво Голдштайну, Тито заявил, что «против четников следует предпринять репрессии». Необходимо, пояснил он, «жечь дома закоренелых негодяев и бандитов, а также обязательно все дома четнических вожаков и заправил», а также конфисковать их имущество. Как следствие, в январе — феврале 1942 года только в Восточной Герцеговине партизаны расстреляли около 250 человек, обвинённых в принадлежности к «пятой колонне». У части из них было конфисковано всё имущество, а у многих сожжены дома[189].
7. ↑  Сфера ответственности 2-й танковой армии включала НГХ и Черногорию (26 августа 1943 — 2 декабря 1944), а также Албанию (с 8 сентября 1943))[294].
8. ↑  Клаус Шмидер отмечает, что, несмотря на понесённые потери, после немецких антипартизанских операций зимы 1943/1944 года численность НОАЮ приближалась к 300 тысячам человек[320]. Согласно изданию военно-исторического института в Белграде, в конце 1943 года НОАЮ насчитывала 300 тысяч человек[321].
9. ↑  Хотя 2-й и 3-й Украинские фронты насчитывали около 300 тысяч человек, советская оперативная группировка, действовавшая на территории Югославии осенью 1944 года, имела около 100 тысяч человек[363].
10. ↑  Леонид Гибианский пишет, что после четырёх лет гражданской войны югославское общество, а также большинство из его этнических и традиционно-региональных составляющих было глубоко расколото. Во внутрипартийных документах КПЮ «говорилось о более чем значительной, а иногда даже о преобладающей части населения, настроенной не в пользу режима либо прямо враждебной ему в ряде регионов, например, в Хорватии…»[386].
11. ↑  Конституция ФНРЮ была составлена по образцу «сталинской конституции» СССР 1936 года, однако адаптированной к югославским условиям[395].
12. ↑  Президент СУБНОР БиГ Юре Галич[хорв.] выступил в 2005 году с речью о фашизме и национализме в Боснии и Герцеговине, легализации четников и проповедовании великосербской идеологии в Республике Сербской определенными национальными партиями, проводимыми с благословения Сербской Православной Церкви. Как следствие чествование памяти Битвы на Сутьеске на мемориальном комплексе в Тьентиште в 2005 году стало последним совместным мероприятием СУБНОР БиГ и СУБНОР РС[406].